# استان مازندران

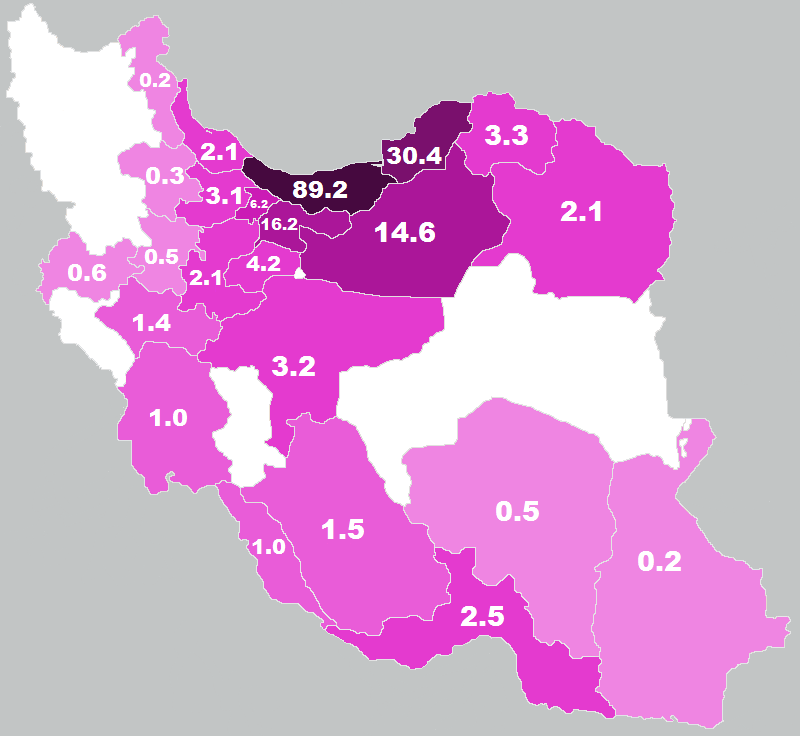
پراکندگی مردم مازندرانی در استان‌های ایران

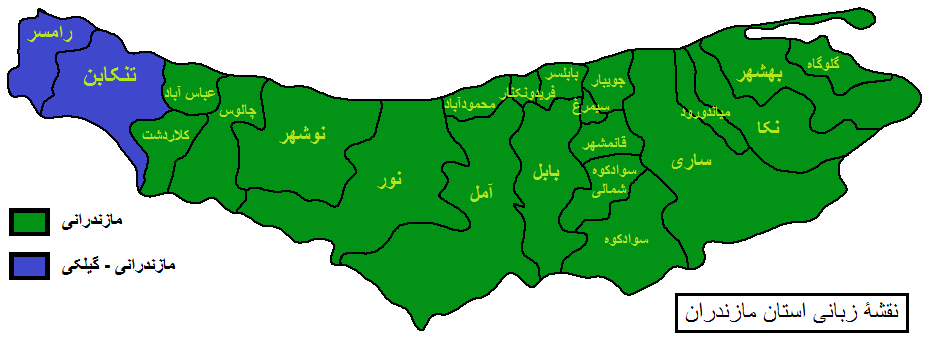
نقشهٔ زبانی استان مازندران

استان مازَندَران () (به مازندرانی: مازِرون اوستان؛ به زبان اوستایی: 𐬨𐬀𐬰𐬀𐬌𐬥𐬌𐬌𐬀 ت.ت. 'mazainiia') استانی به مرکزیت شهر ساری در شمال ایران و در کرانه‌های جنوبی دریای مازندران است و با استان‌های گلستان، سمنان، تهران، البرز، قزوین و گیلان هم‌مرز می‌باشد. استان مازندران پیش از اسلام، تپورستان (به پارسی میانه: ) نامیده می‌شد که برگرفته از نام قوم تپوری (به یونانی: Τάπυροι ت.ت. 'تَپیری') می‌باشد که پس از اسلام قوم تبری نام گرفتند و سرزمینشان تبرستان نامیده شد. استان مازندران یکی از پرجمعیت‌ترین و متراکم‌ترین مناطق ایران از لحاظ جمعیتی است و دارای ۲۲ شهرستان می‌باشد. مازندران پر افتخارترین استان ایران در بازی‌های المپیک است. همچنین قله دماوند مرتفع‌ترین کوه ایران و بلندترین آتشفشان آسیا و خاورمیانه در مازندران قرار دارد.
گستره مازندران معادل ۱٫۴۶ درصد مساحت ایران است. این استان در ساحل جنوبی بزرگ‌ترین دریاچه جهان، دریای مازندران و در کنار چهار کشور مجاور این دریا یعنی ترکمنستان، قزاقستان، روسیه و جمهوری آذربایجان از یک سو و شمال کلانشهر تهران (پایتخت ایران) از سوی دیگر قرار گرفته است. امتیاز حمل و نقل دریایی با کشورهای همسایه از طریق منطقه ویژه اقتصادی بندر امیرآباد، بندر نکا، بندر فریدون‌کنار و بندر نوشهر و پایانه و سکوی نفتی بهشهر در شرق مازندران، اتصال آن به راه‌آهن سراسری ایران، وجود فرودگاه‌های بین‌المللی دشت ناز ساری، نوشهر و رامسر، برخورداری از سه جاده بین‌المللی فیروزکوه، هراز، چالوس و آزادراه تهران–شمال با امکان دسترسی سریع با فاصله کوتاه ۱۲۱ کیلومتر با تهران، عبور خطوط بین‌المللی فیبر نوری، شبکه ارتباطی در مسیر کریدور بین‌المللی شمال ـ جنوب از هلسینکی در فنلاند به بندر لاوان در روسیه تا ساحل دریای مازندران از امتیازات این استان است. اکتشافات باستان‌شناسی در غارهای هوتو و کمربند، زیست انسانی در مازندران را به حدود ۹۵۰۰ سال پیش از میلاد می‌رساند، مازندران کنونی بخشی از سرزمین گسترده‌تری است که در متون تاریخی از آن با نام پتشخوارگر یاد کرده‌اند.
دسترسی به زیرساخت‌های ارتباطی، به‌همراه تسهیلات زیربنایی آب، برق، فاضلاب و گاز همراه با شرایط آب و هوایی معتدل، اراضی حاصلخیز، طبیعت گوناگون و مفرح ساحلی، دشتی، جنگلی و کوهستانی مساعد برای توسعه صنعت گردشگری و دسترسی به بازارهای هدف داخلی و خارجی، امکان توسعه سریع را در بخش‌های گردشگری، کشاورزی، صنعتی و تجاری، فناوری اطلاعات و ارتباطات را یک جا در خود گرد آورده است. همچنین مازندران برخوردار از میراث فرهنگی و دانش‌آموختگان با تحصیلات دانشگاهی است. مازندران باسوادترین استان کشور است و برپایه آمارهای موجود دو برابر میانگین کشوری نخبه دارد که بسیاری از آنها در چند زمینه علمی نخبه هستند. مازندران هر ساله در سطح بالای امید به زندگی در مردان و زنان در کشور قرار می‌گیرد. مازندران یکی از استان‌های صنعتی کشور است و به‌دلیل موقعیت جغرافیایی ویژه جایگاه نخست گردشگرپذیری در ایران را دارد.
با کشفیات دانشمندان در غارهای هوتو و کمربند، گواهی بر زندگی انسان‌ها در ۷۵ هزار سال پیش در مازندران است؛ همچنین باستان‌شناسی در گوهرتپه، نشات داد مازندران و گلستان بیش از ۵ هزار سال پیشینه تمدن شهری دارند. مازندران یکی از پایگاه‌های باستان‌شناسی در منطقه خاورمیانه است و در فرهنگ‌سازی و تمدن شهرنشینی مردم در ایران نقش ایفا کرده است.
استان‌های گلستان، سمنان و تهران که در نخستین تقسیمات کشوری ایران در کنار مازندران، استان دوم را تشکیل داده بودند، در سال‌های ۱۳۴۹، ۱۳۵۵ و ۱۳۷۶ از مازندران جدا شدند.

## ورزش

استان‌های ایران بر اساس تعداد ورزشکارانی که مدال طلای المپیک‌های مختلف را کسب کردند. استان مازندران با هشت مدال‌آور طلا بیشترین تعداد را داراست.

### جاذبه‌های فرهنگی و تاریخی

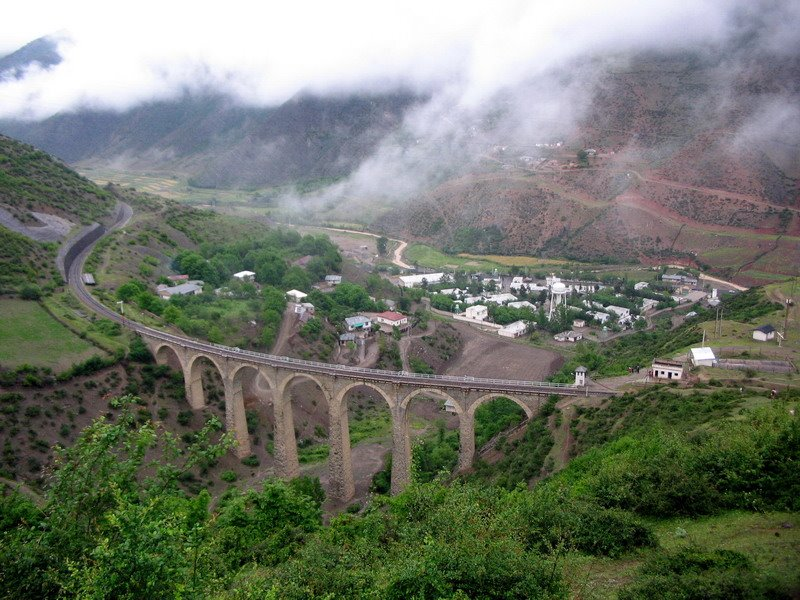
پل کلانتری دوآب در سوادکوه

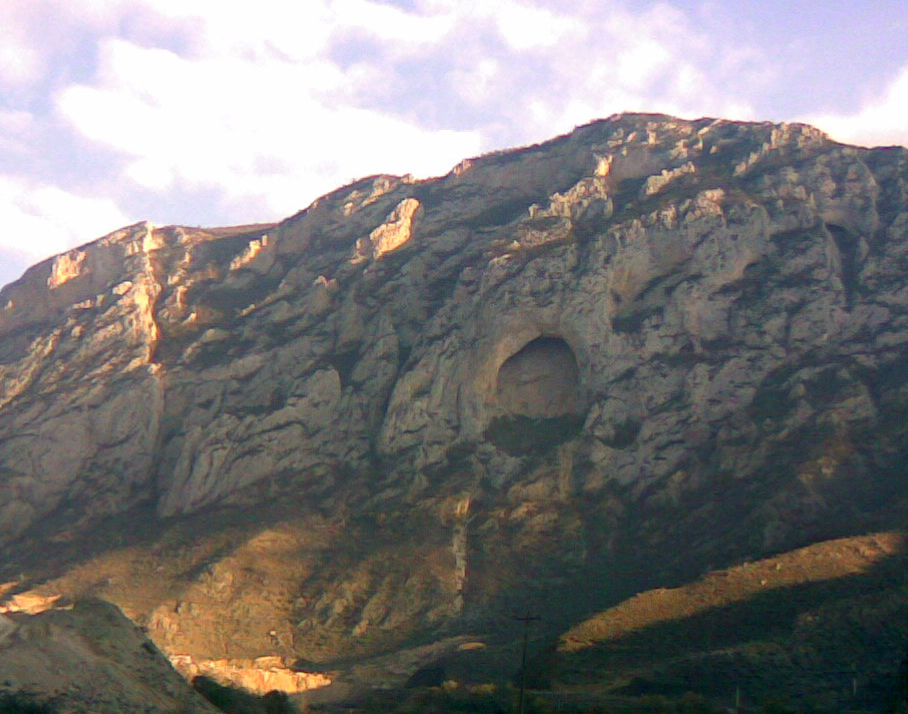
غار اسپهبد خورشید

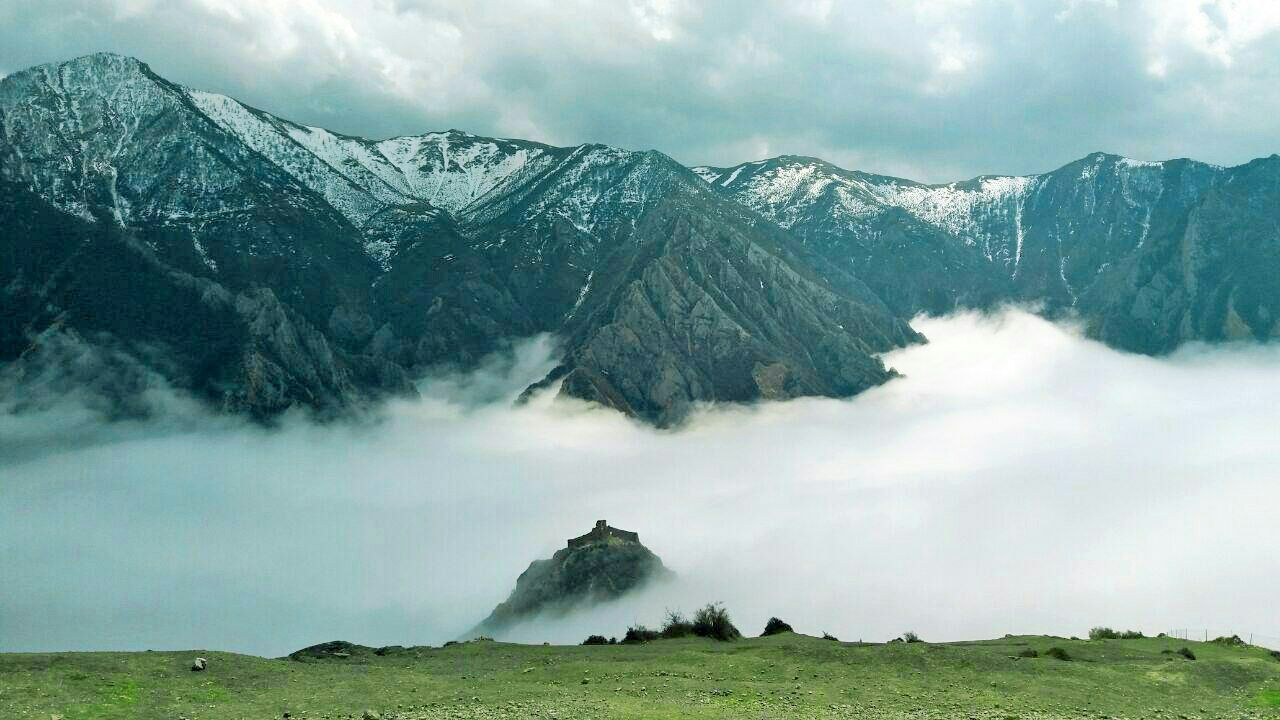
نمایی زیبا از قلعه کنگلو

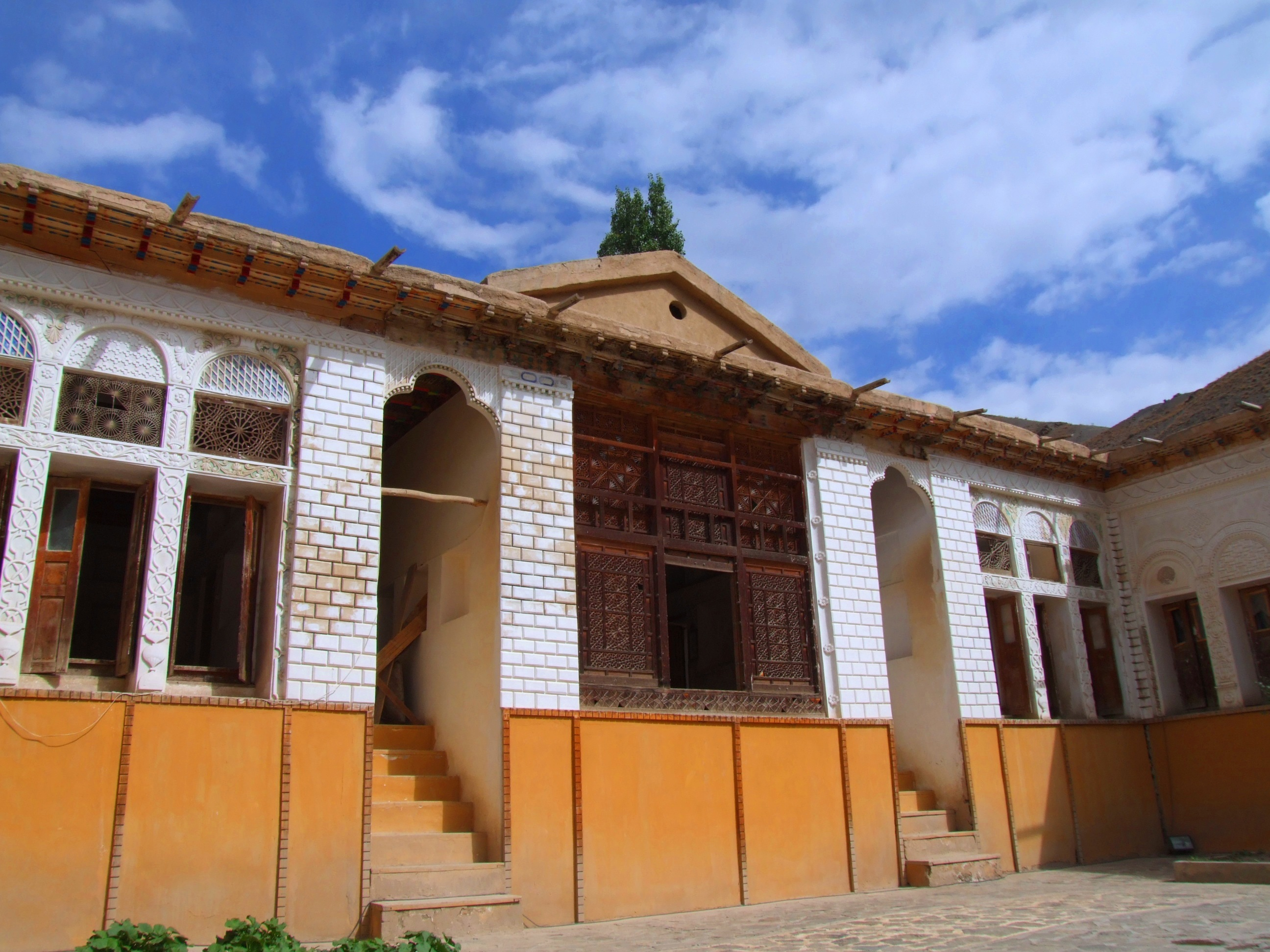
خانه نیما یوشیج

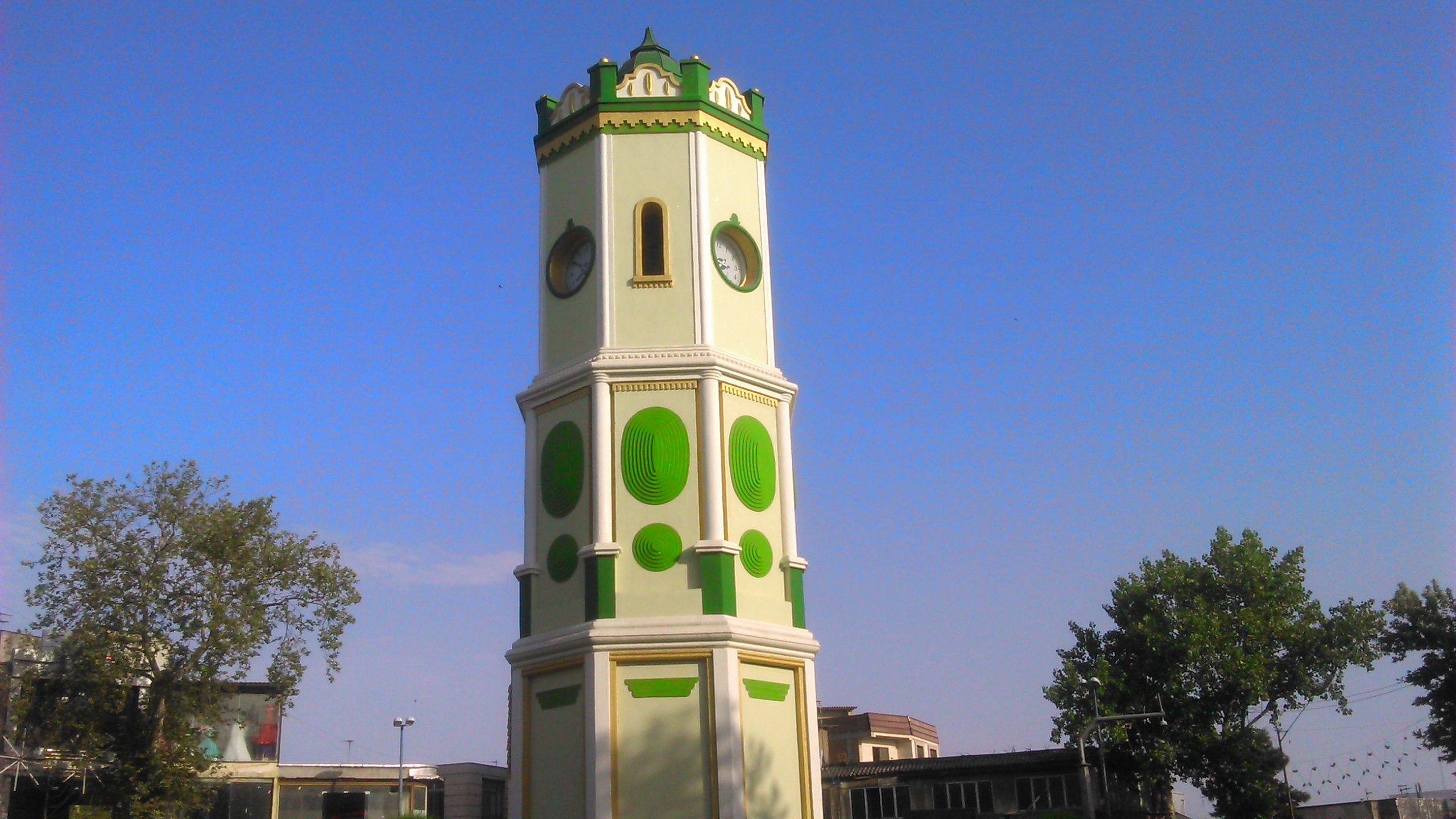
برج ساعت ساری

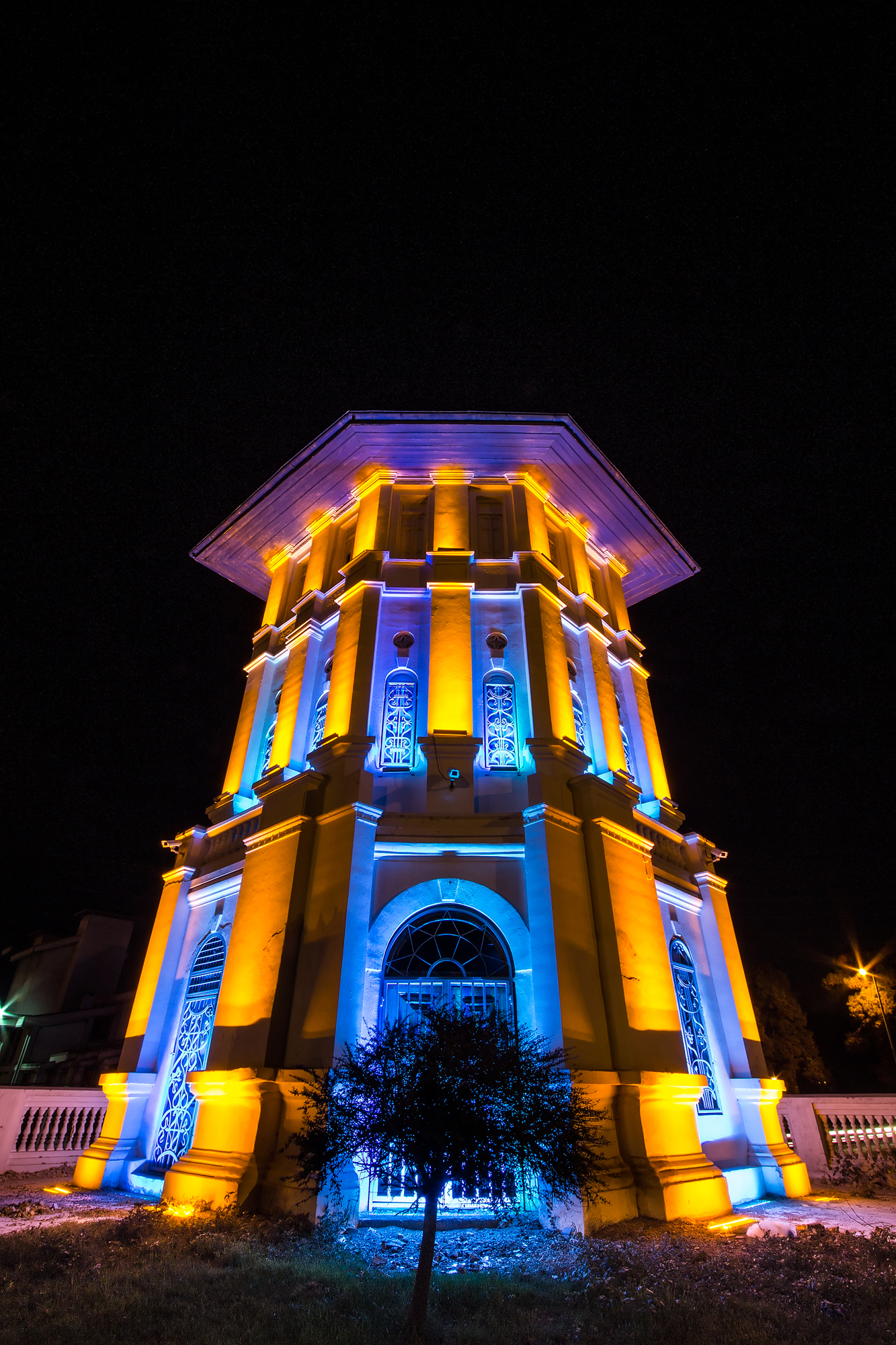
برج دیدبانی بابل

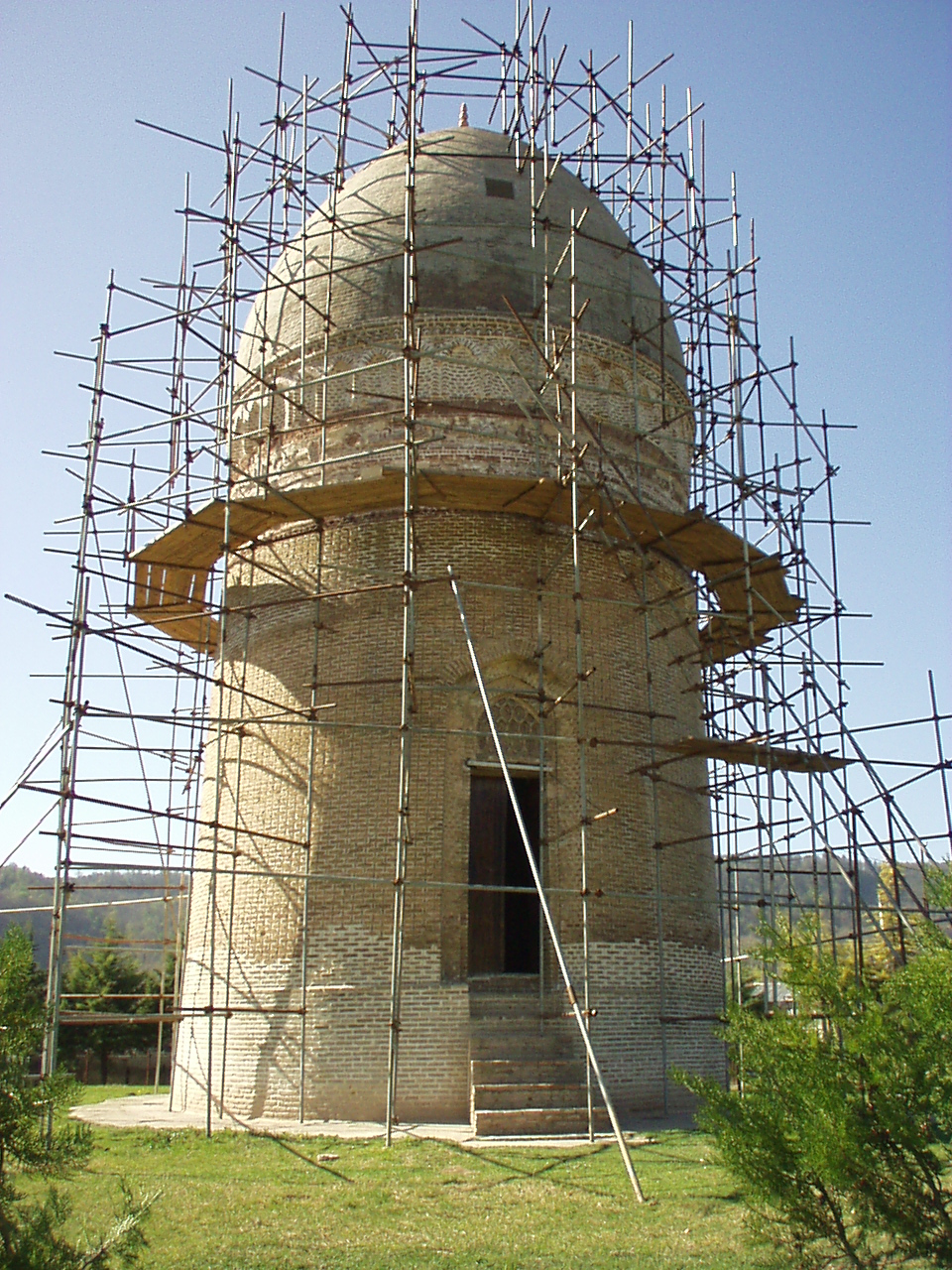
برج لاجیم

باغ شاه

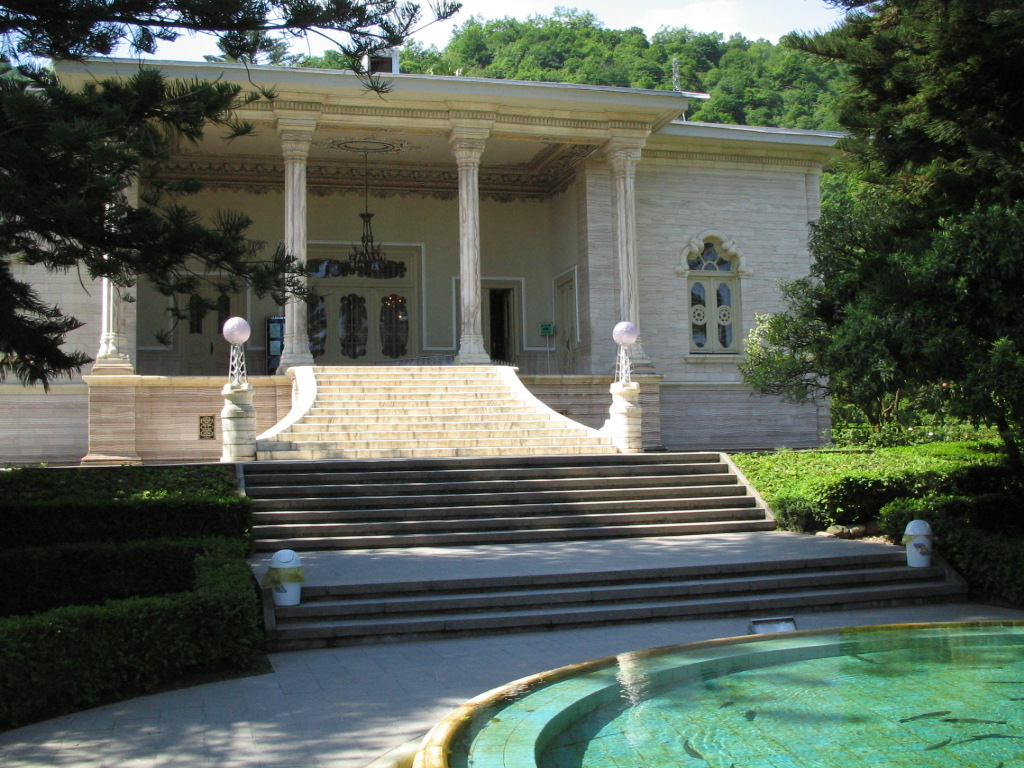
کاخ مرمر رامسر

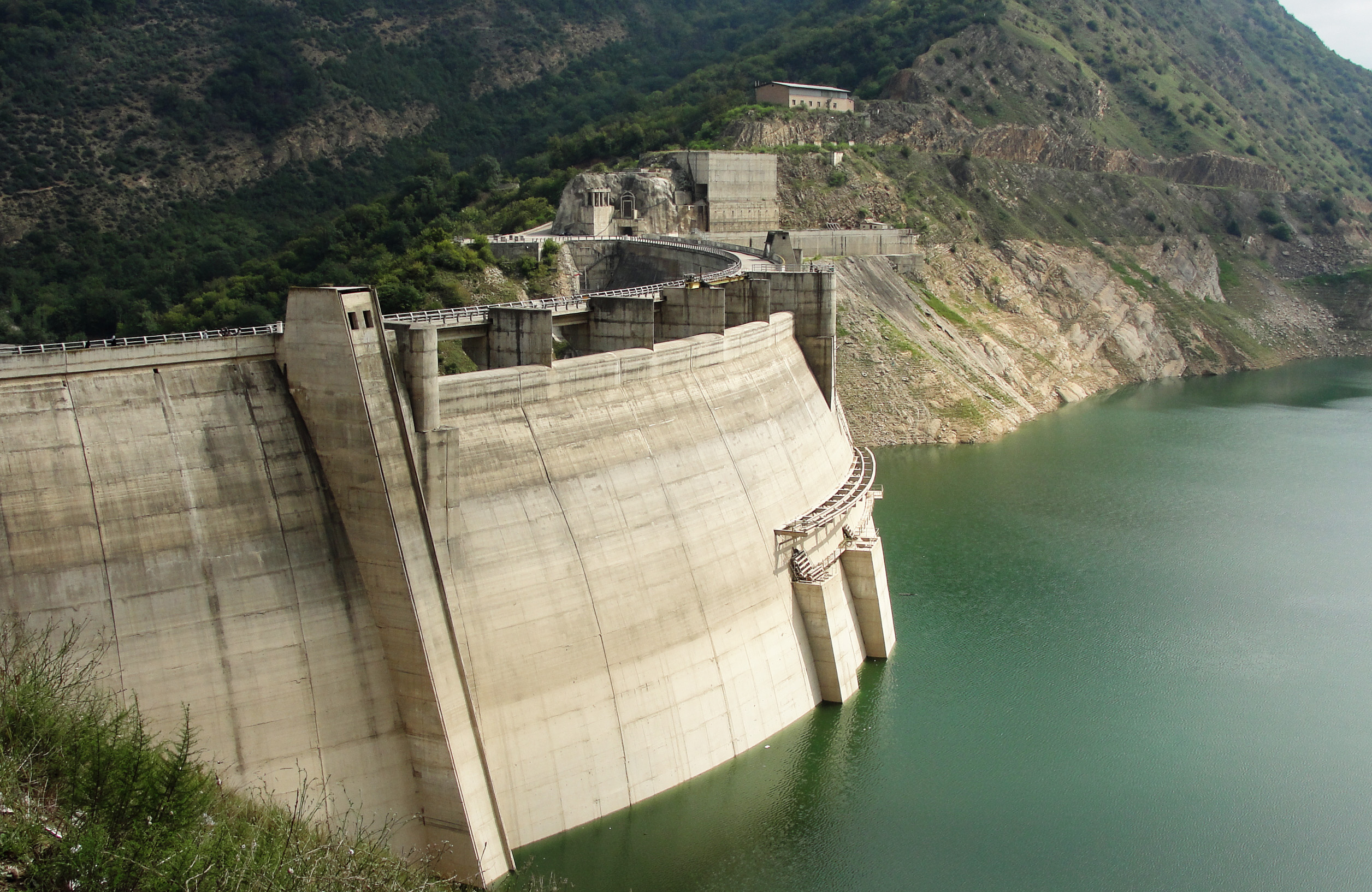
سد سلیمان تنگه ساری (رجایی)

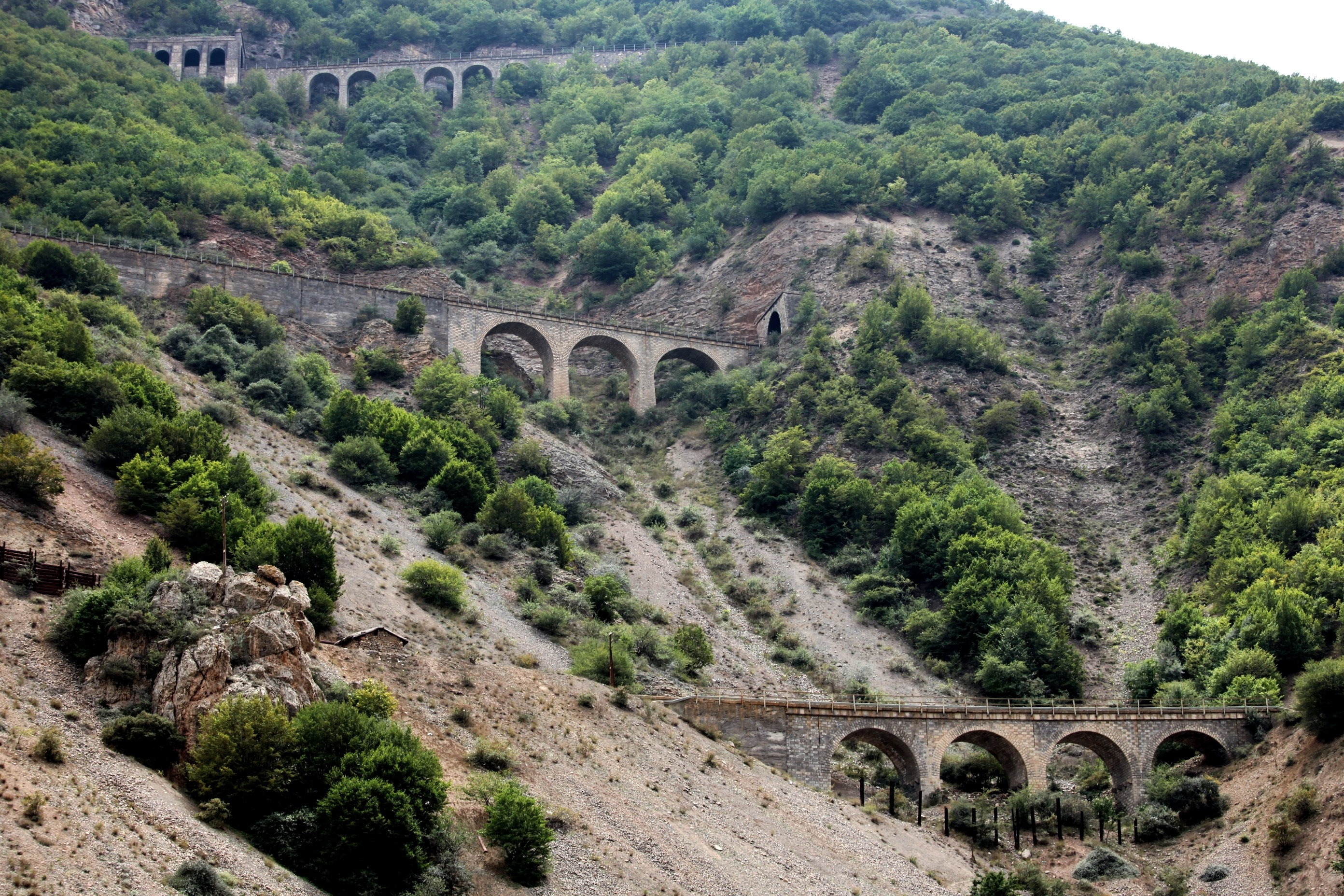
سه خط طلا سوادکوه

### سقانفارها

جواهرده رامسر

آبگرم رامسر

### جاذبه‌های طبیعی

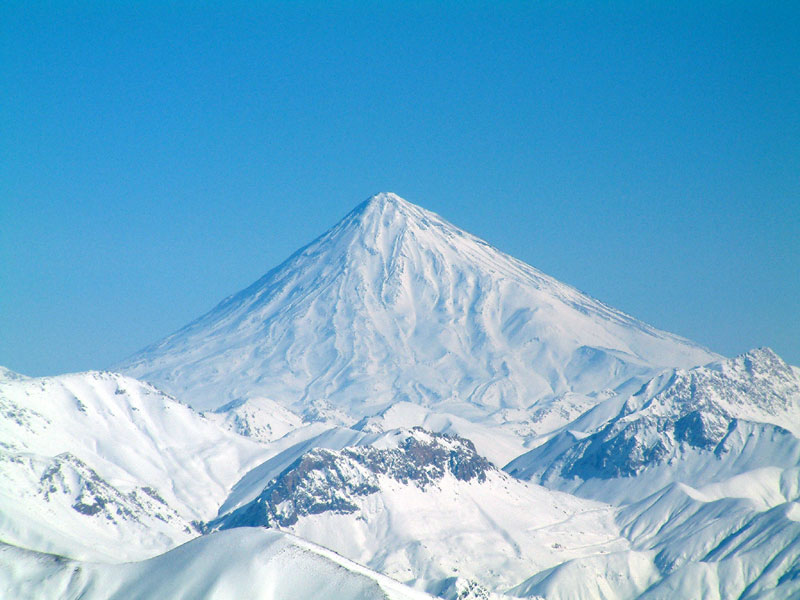
دماوند

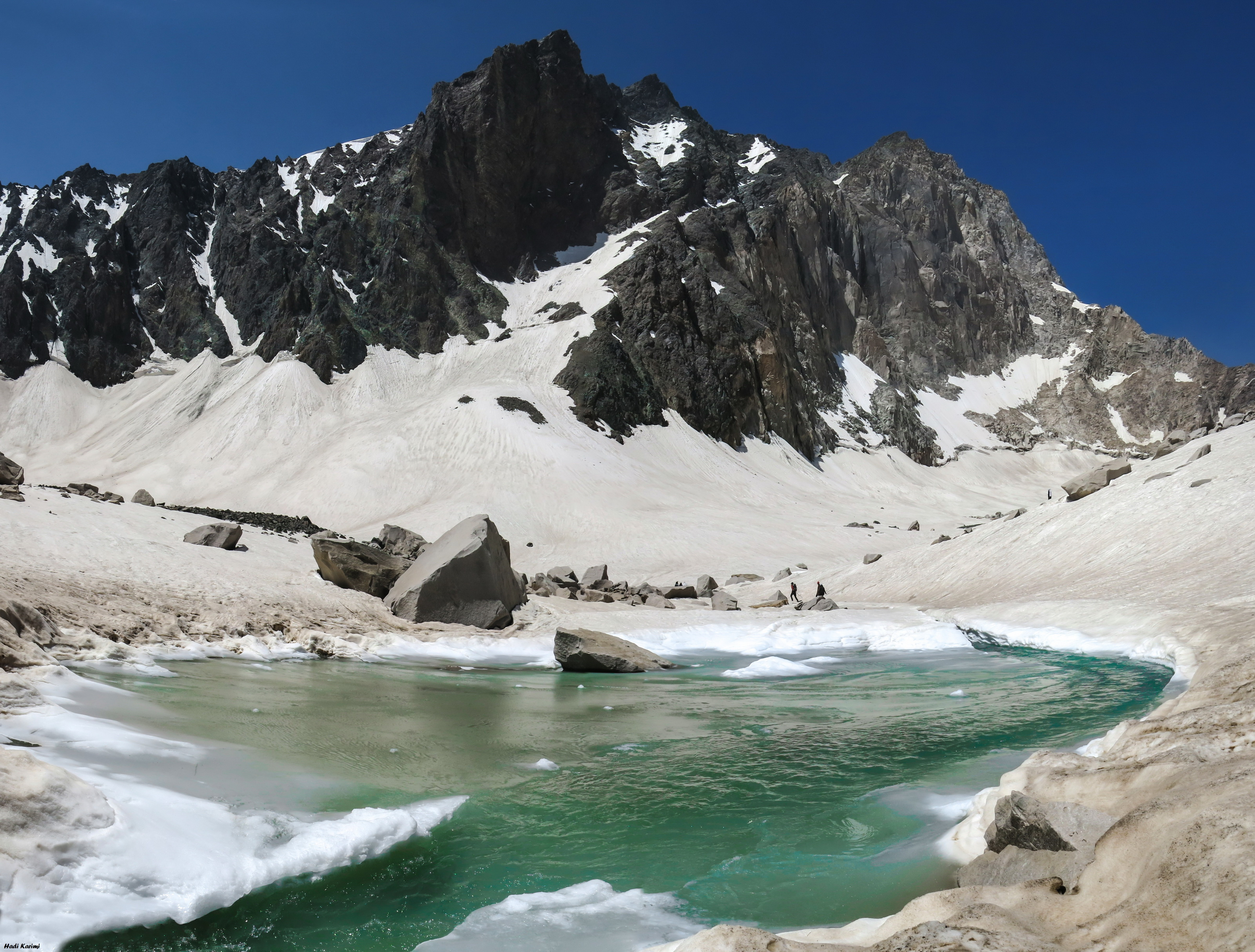
علم کوه

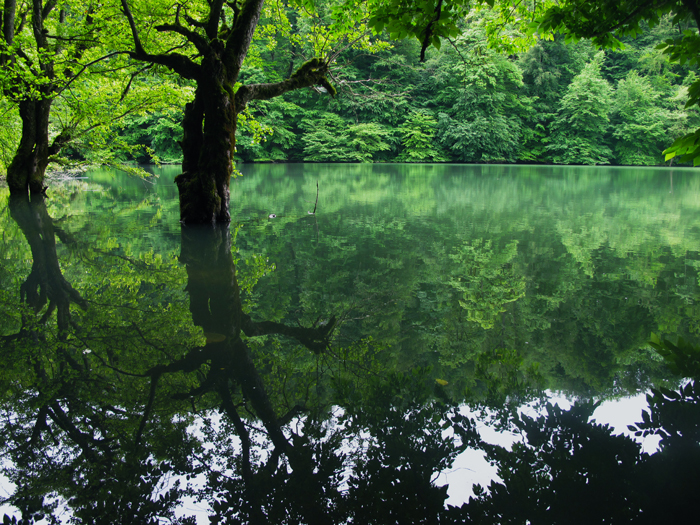
دریاچه میانشه

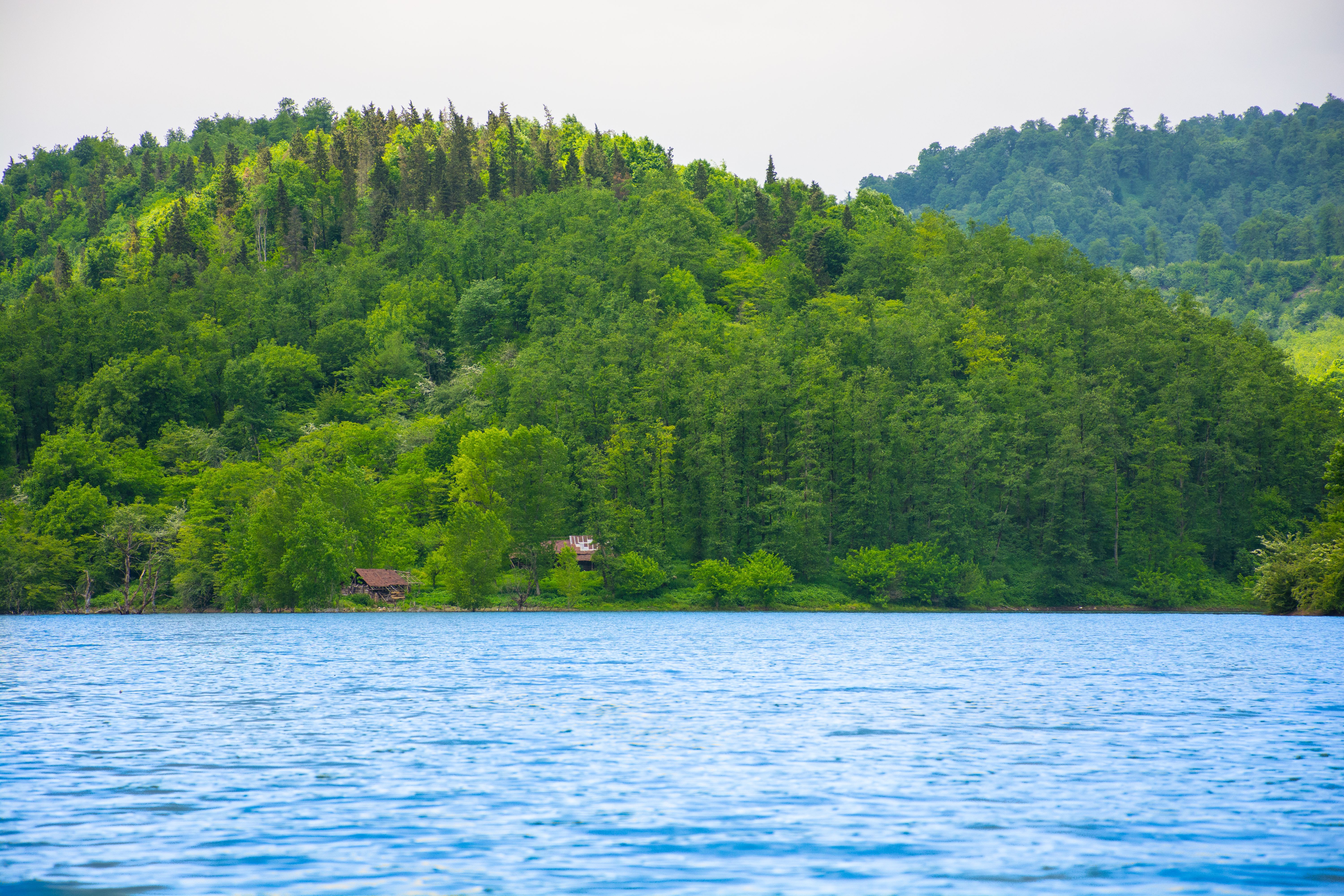
دریاچه سد لفور

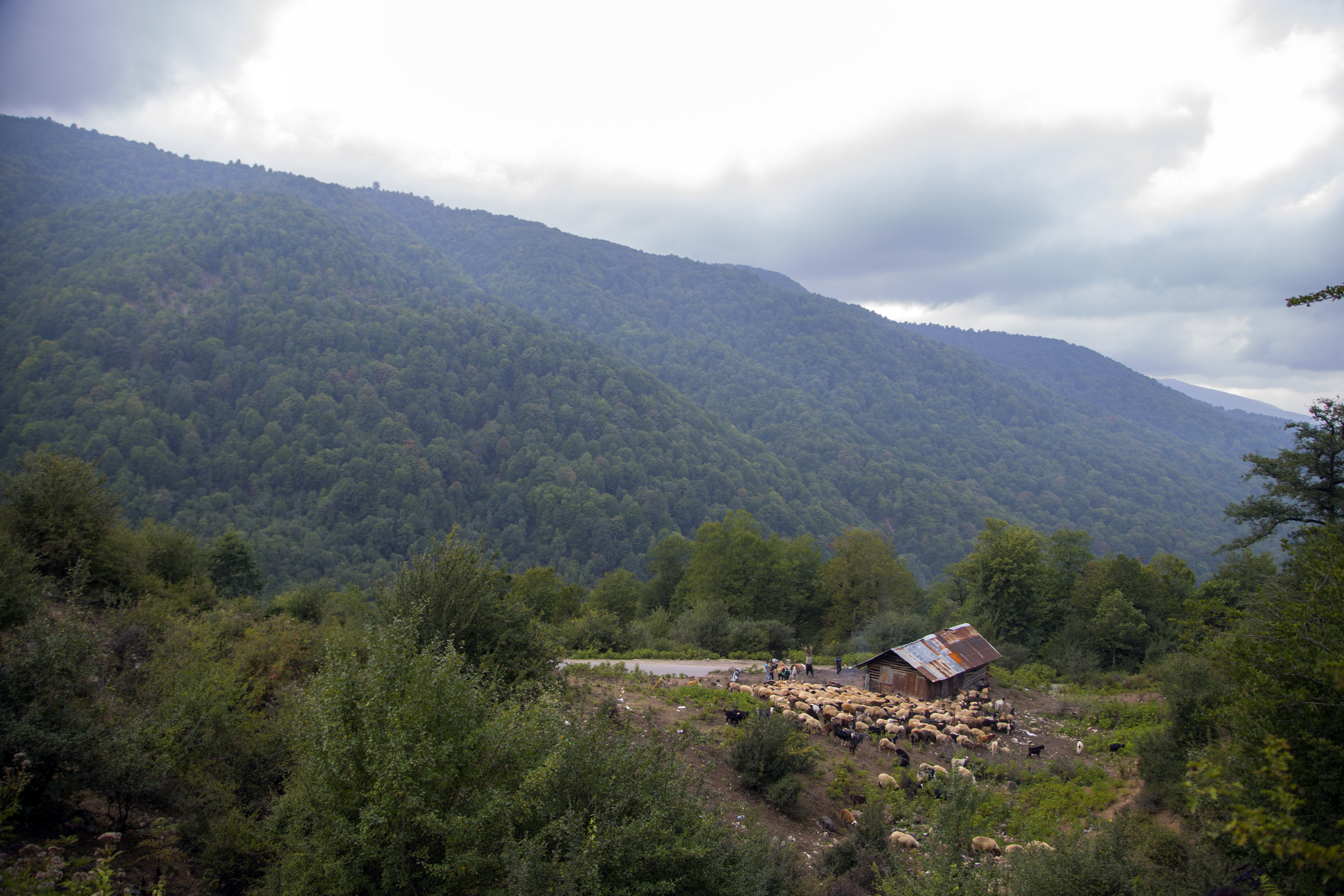
طبیعت منطقه فیل‌بند

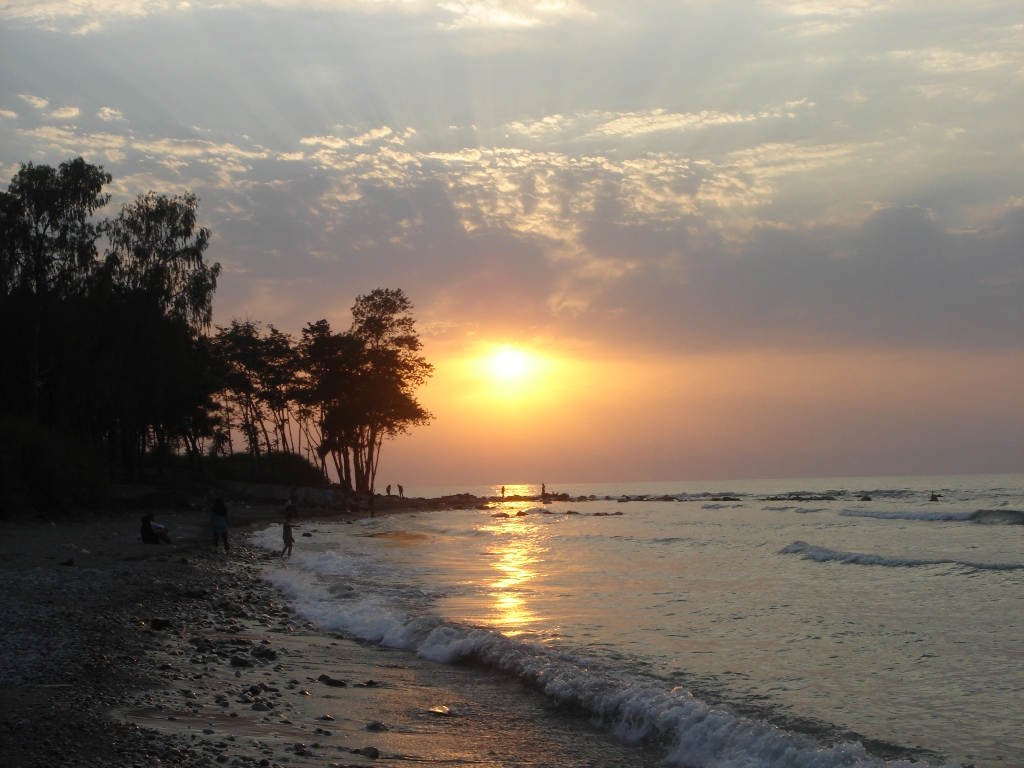
ساحل پارک جنگلی سیسنگان

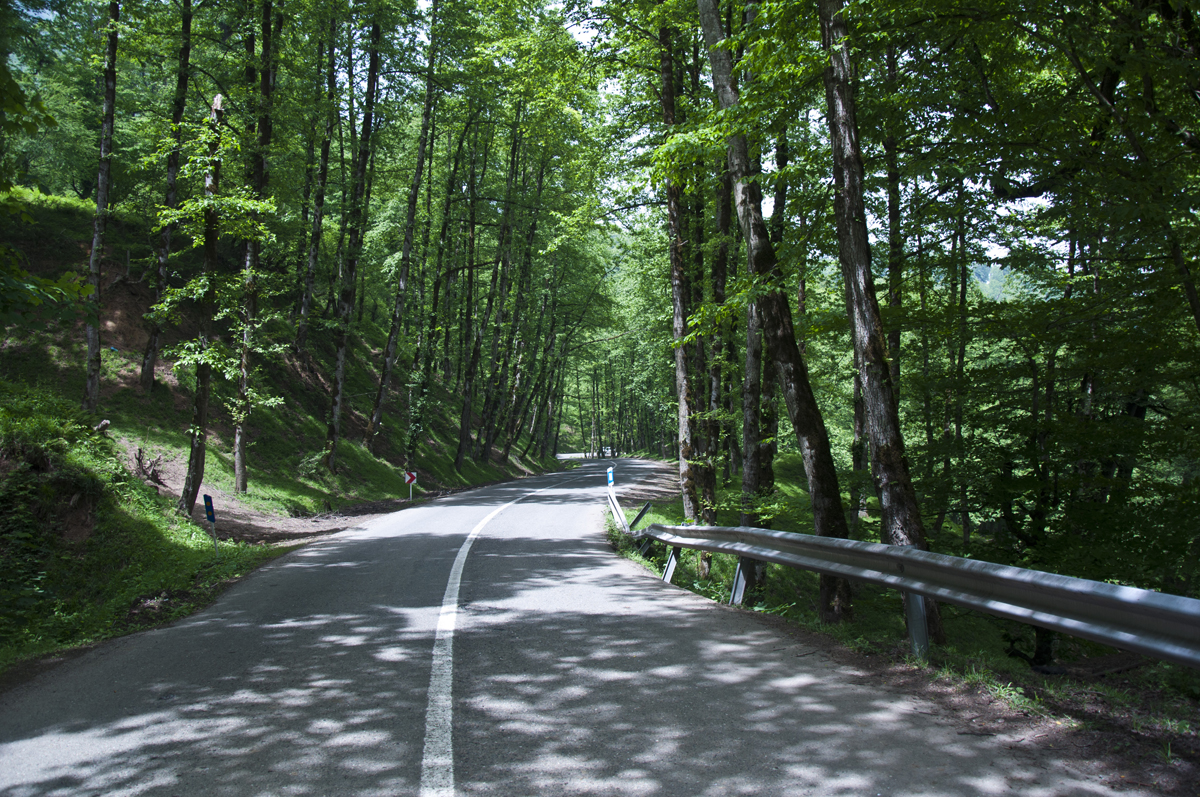
جاده جنت رودبار رامسر

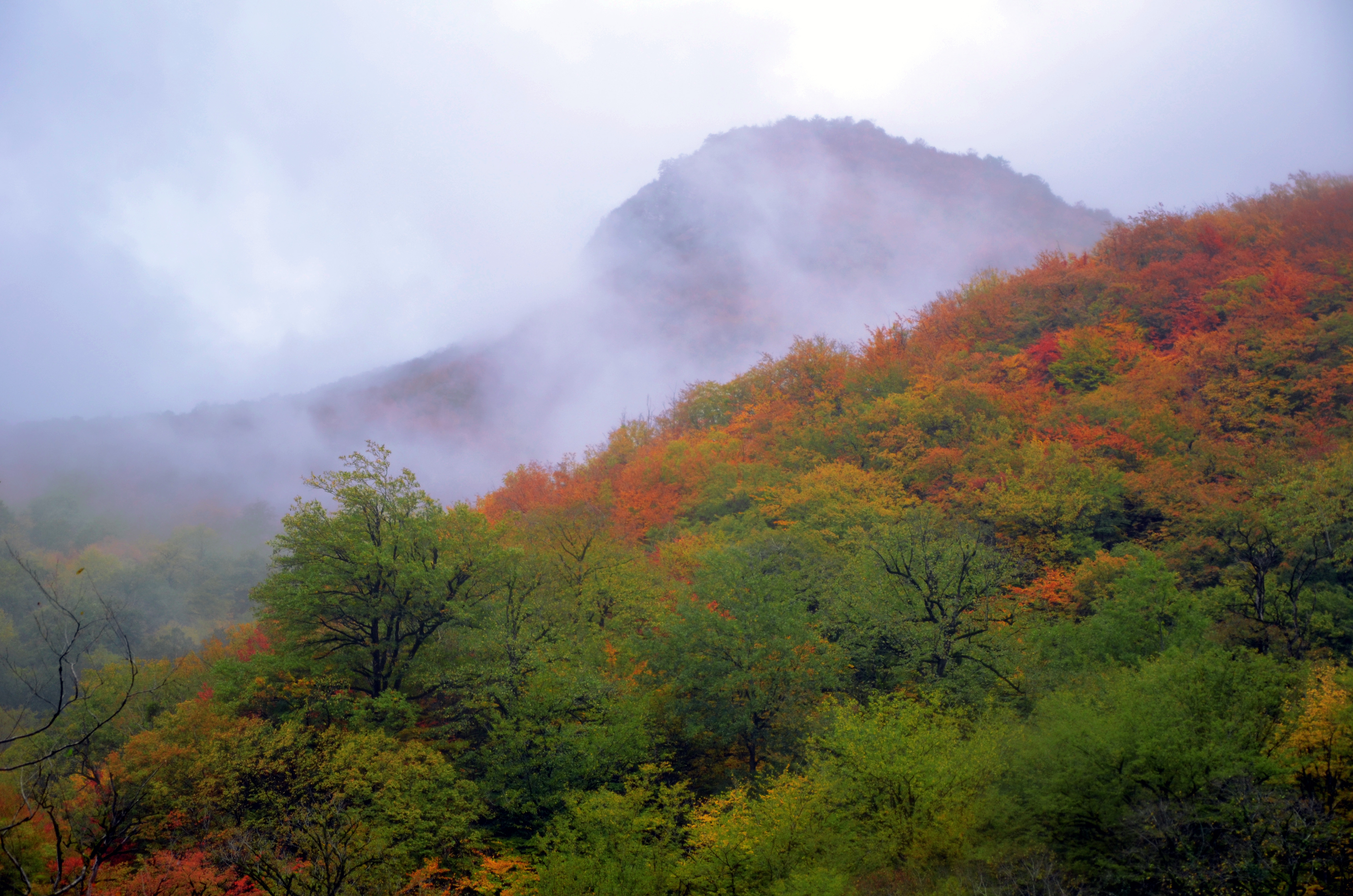
جنگلی در رویان

## راه‌ها

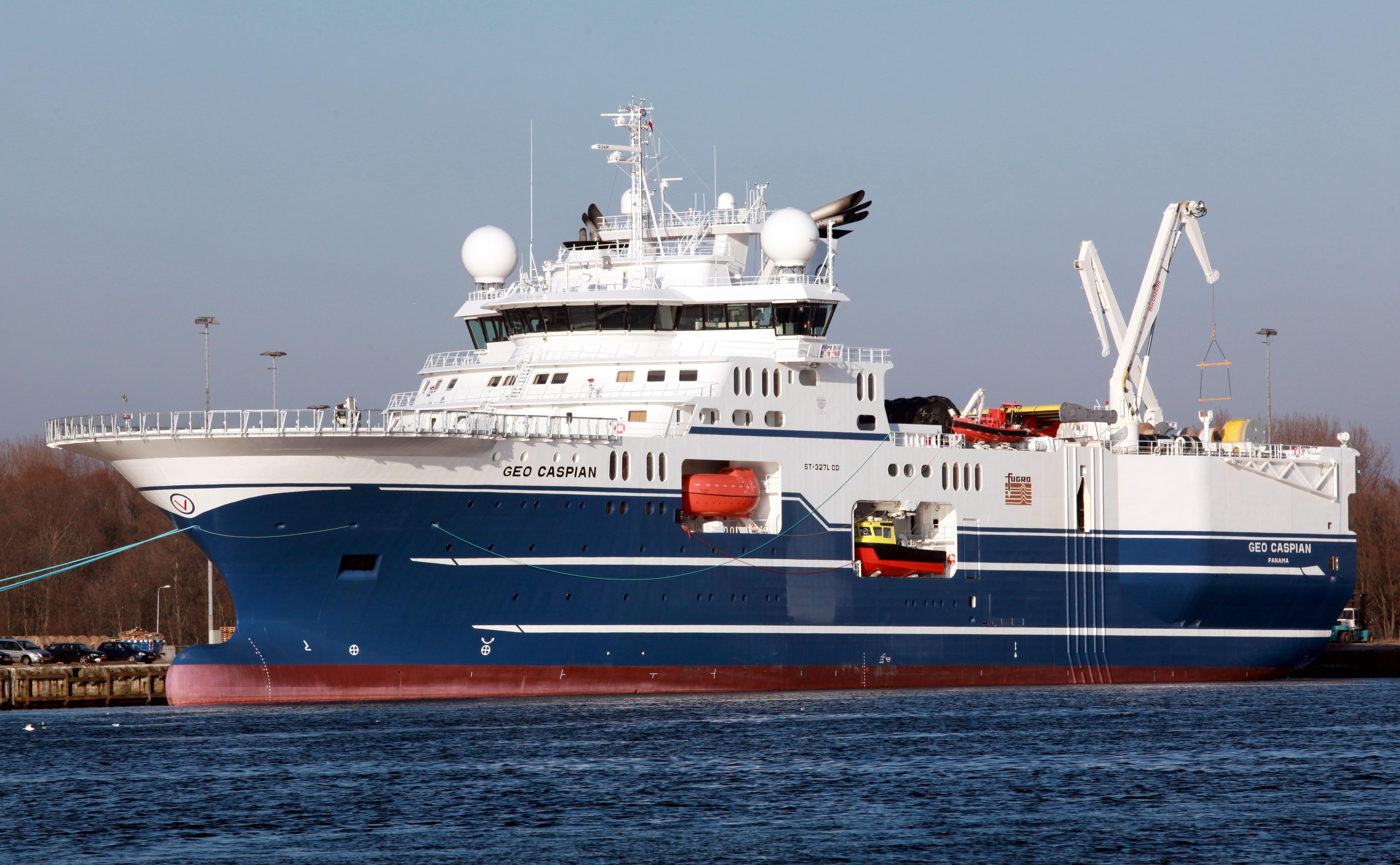
کشتی در دریای مازندران

### راه‌های دریایی، هوایی و ریلی

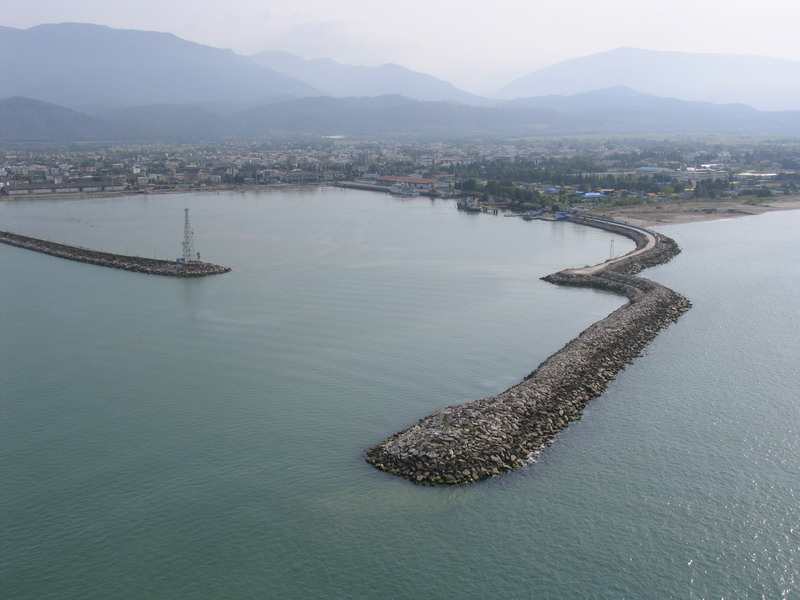
بندر نوشهر

راه‌آهن مازندران

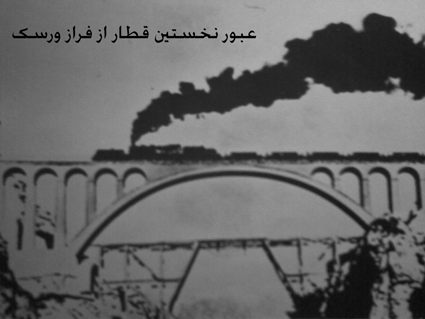
عبور نخستین قطار ایرانی بر روی پل ورسک. پیشینه

## صنعت و اقتصاد

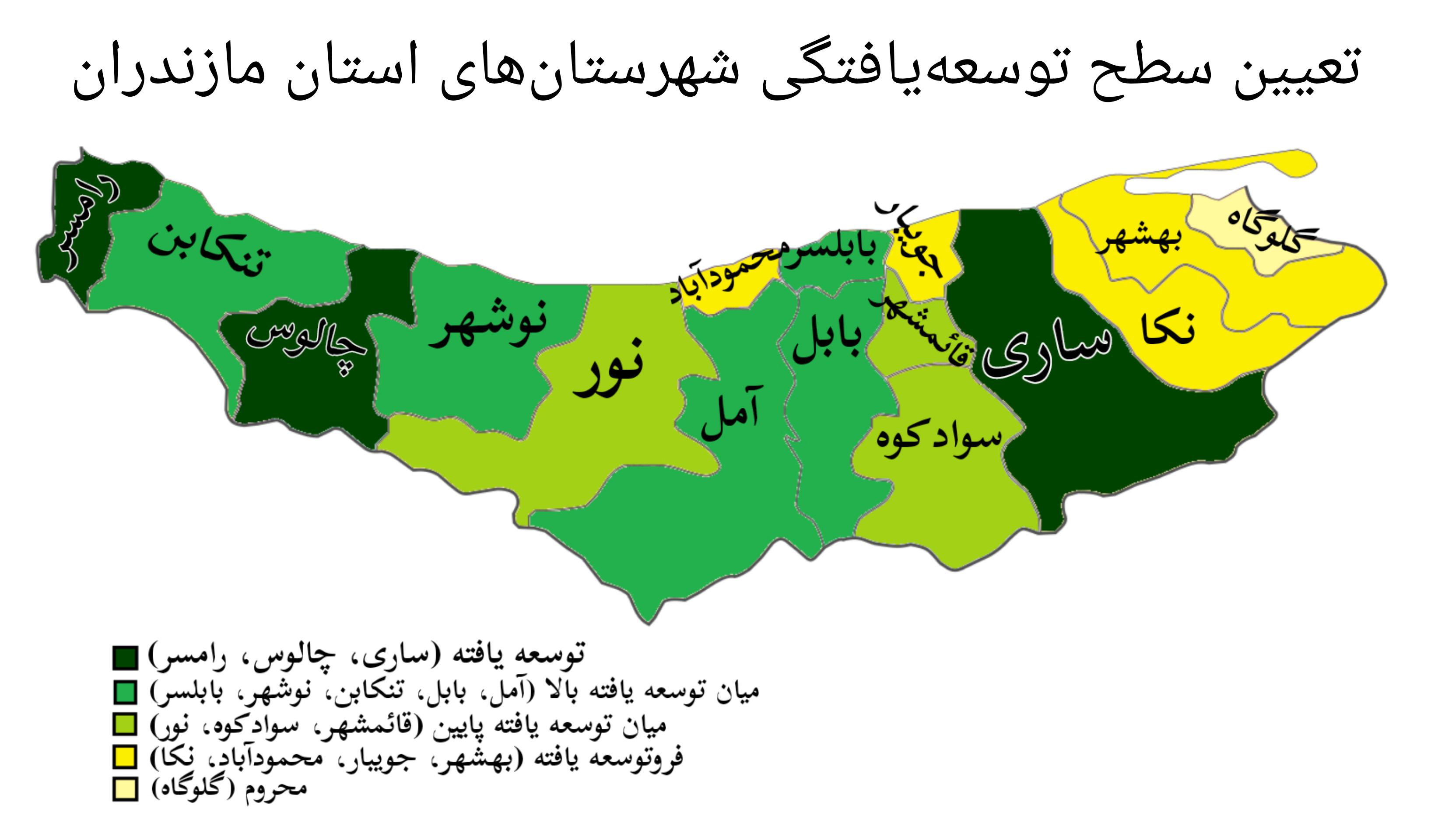
سطح توسعه یافتگی شهرستان‌های مازندران

## پیشینه
قدمت بقایای باستانی به دست آمده از غار شوپری رستمکلا به بیش از یکصدهزار سال گذشته بازمی‌گردد؛ این بقایا شامل دست‌افزاهای سنگی و فسیل استخوان‌های جانورانی است که توسط انسان‌های عصر پارینه سنگی شکار شدند. غار شوپری که در ۱۰ کیلومتری جنوب شهر رستمکلا در شرق مازندران و دره مهربان رود واقع شده، از بزرگ‌ترین غارهای شناخته شده در مازندران است که بیش از ۷۵ متر طول و بیش از ۷۰۰ متر مربع مساحت دارد. غار شوپری در سال ۱۳۹۹ توسط نگارنده شناسایی و به دلیل اهمیت بالای این اثر بلافاصله فرایند تعیین عرصه و حریم آن با مجوز پژوهشگاه میراث‌فرهنگی و گردشگری، در سال ۱۴۰۰ انجام شد و با شماره ۳۳۶۹۶ در فهرست میراث‌فرهنگی کشور به ثبت رسید. کاوش باستان‌شناسی به منظور لایه‌نگاری این غار در سال‌های ۱۴۰۱ و تابستان ۱۴۰۲ با مجوز پژوهشگاه میراث‌فرهنگی و گردشگری توسط نگارنده از سوی اداره کل میراث‌فرهنگی، گردشگری و صنایع‌دستی مازندران انجام شد. بقایای بسیار فراوان استخوان‌های جانوری به دست آمده که اثر قصابی با ابزارهای سنگی بر روی آنها برجای مانده، همچنین بقایایی از دوره نوسنگی با قدمت بیش از هفت هزار سال از لایه‌های سطحی غار شوپری به دست آمده که نشان از ارتباطات پیش از تاریخ ساکنان مازندران با نواحی شرقی و شمال شرقی ایران و نواحی جنوبی آسیای میانه دارد.
کشفیات دانشمندان در غارهای هوتو و کمربند، گواهی بر زندگی انسان‌ها در ۷۵ هزار سال پیش از این به‌دست آمده است، علاوه بر این، باستان‌شناسی در گوهر تپه، که ثابت کرد مازندران بیش از ۶ هزار سال پیشینه تمدن شهری دارد، مازندران را به یکی از مهم‌ترین پایگاه‌های باستان‌شناسی در منطقه خاورمیانه و جهان شناسانده است و آن در فرهنگ‌سازی و تمدن شهرنشینی مردم در ایران نقش مهمی را ایفا کرده‌اند است، در سال ۱۳۸۴ نیز در منطقه ییلاق پرورخرند، از روستا از روستاهای پشتکوه دودانگه ساری حدود چهل قبر کشف شد که قدمت آن‌ها، دست‌کم به نیمهٔ نخست هزارهٔ دوم قبل از میلاد می‌رسد شهر آمل که آن را دومین شهر کهن ایران می‌خوانند در استان مازندران قرار دارد و در رسالهٔ جغرافیایی شهرستان‌های ایرانشهر که از جمله متون بازمانده به زبان پهلوی عصر ساسانی می‌باشد از آمل به عنوان شهرهای شمالی ایران یاد شده است. در این رساله از بنیاد آمل آمده است که این شهر پس از اعدام مزدک بنا شده است. بعضی از پیروان مزدک که تحت تعقیب قرار داشتند، گریختند و به اینجا آمدند و شهر آمل را بنا نهادند. به اعتقاد مورخان امروزی نام آمل برگرفته از نام قوم آمارد می‌باشد که دورانی در منطقه ما بین رود هراز و سفیدرود سکونت داشتند و در زمان اسکندر سرزمین آنها به قلمرو سرزمین تپور الحاق گشت و در زمان اشکانیان مردم آمارد به خاراکس کوچانده شدند و قوم تپور جایگزین آنان گشت.
مازندران در دوران باستان تپوش آری و تپوری نامیده می‌شد و به نظر می‌رسد مستقل یا نیمه مستقل از سرزمین ماد و هخامنشیان بوده باشد ولی از تپورها و آماردها در لشکرکشی‌های هخامنشیان سخن به میان آمده و این سرزمین در دوران هخامنشی و اسکندر بخشی از ساتراپ تپوری بود و این سرزمین در زمان فرهاد اشکانی توسط اشکانیان فتح شد و بخشی از سرزمین اشکانیان گردید ولی بعد خاندان بومی تپورستان به نام گشنسب شاهان بر مازندران حاکم گردید و این سرزمین در سال ۵۳۱ میلادی تحت اداره ساسانیان درآمد و کاووس ساسانی به مدت ده سال به عنوان پتشخوارگرشاه بر طبرستان حکومت نمود و پس از وی زرمهرشاهیان تا سال ۶۴۲ میلادی بر طبرستان به حکومت پرداختند. در دوران ساسانی آمل مرکز اصلی تپورستان بوده است و پس از اسلام شهرهای آمل، ساری، کجور و کلاردشت مرکز طبرستان بودند و در دوران زندیه مرکزیت آن با بارفروش (بابل) بود و دوران قاجار و پهلوی مرکزیت آن با ساری بود.

### ورود اقوام گوناگون
ساکنان قدیم دریای مازندران از غرب به شرق به ترتیب اقوام کادوسیان و آناریاکه و آمارد و تپورها بودند. سرزمینی که امروزه مازندران نامیده می‌شود پیش از اسلام با نام ساتراپ تپوری و تپورستان و پس از اسلام با نام تبرستان شناخته می‌شد که بر گرفته از نام قوم تپور یا تبری می‌باشد. نمی‌توان گفت این اقوام کی و از کجا آمده‌اند اما به نظر استرابون، تپورها در حد فاصل آماردها و هیرکانیه زندگی می‌کردند. (یعنی میان آمل و گنبد امروزی) اما دیاکونوف نوشته: «تپورها در هیرکانیه ساکن بودند و تحت نفوذ هیرکانیان.» مرز شرقی آن‌ها استرآباد و مرز غربی آن‌ها از کلار و چالوس بود. شهرهای آمل، چالوس، کلار، سعیدآباد و رویان جزئی از سرزمین تپورها بودند. مازندران بخشی از تپورستان است و شهرهای آمل، ساری، کجور و کلاردشت از مراکز تاریخی طبرستان بودند. استرابو تپورها را ساکن پنج مکان متفاوت می‌داند. وی گروهی از تپورها را به عنوان کوهنشین‌های شمال کشور در کنار آمارد نام می‌برد. وی گروه دیگری از تپورها را میان هیرکانی‌ها و دربیک‌ها نام می‌برد. وی دسته دیگر از تپورها را میان هیرکانی‌ها و آریا نام می‌برد. وی دسته دیگر از تپورها را در ماد نام می‌برد و مکان دسته دیگر از تپورها را در کنار آناریاکه‌ها می‌داند و دسته دیگری از تپورها را در کنار اقوام آمارد و کادوسی به عنوان کوهنشین‌های شمال یاد می‌کند. ظاهراً ایشان قبایل گسترده‌ای بودند که با آمدن آریایی‌ها عقب رانده شدند. به گزارش لوسیوس فلاویوس آریان گزنفون مورخ یونانی اسکندر مقدونی به سرزمین آماردها لشکر کشید و بر آماردها پیروز شد و آنان را تحت فرمان ساتراپ تپورها به نام فرادات قرار داد. آماردها و تپورها بعدها جز ساتراپ پارت درآمدند. فرهاداول پادشاه اشکانی در حدود سال ۱۷۶ قبل از میلاد آماردها را تحت انقیاد خود درآورد و آنان را به خاراکس (گرمسار) در ری کوچانید.
در مسکوکات سلاطین مستقل مازندران که خود سکه می‌زدند نام پادشاه تاپورستان آمده است.
قوم دیگر آماردها بودند آماردها نام یک تبار باستانی آریایی است که در شمال ایران، به‌ویژه از آمل تا رودسر زندگی می‌کرده‌اند. پلینیوس مورخ یونانی محل آماردها را قسمت شرقی مارگانیا شناسایی کرده است. به گفتهٔ ریچارد فرای، آملی کورت و کریستوفر برونر، آریایی بوده‌اند، و به مردمان سکا و داهه پیوند داده شده‌اند. نام شهر امروزی آمل برمی‌گردد به زندگی آنان در آن گستره. همچنین آن که دو آمل، یکی در مازندران و دیگری در گسترهٔ آمودریا، جای داشته‌اند.
به نوشتهٔ کریستوفر برونر، آماردها، تا دوران فرهاد یکم اشکانی، در گسترهٔ آمل مازندران می‌زیستند و احسان یارشاطر در کتاب تاریخ ایران کمبریج در صفحه ۷۶۶ چاپ ۱۹۸۳، تپوری‌ها قومی خوانده است که در دوران فرهاد یکم اشکانی، از پرثوه (Parthyene) به مناطق مرکزی جنوب دریای خزر (مازندران کنونی و حوالی آن) کوچانده شدند و تپورها با قوم آمارد، در همسایگی غربی‌شان، درآمیخته شد و با هضم در جوامع آریایی، قومیت کنونی مازندرانی را تشکیل دادند.
اسدالله عمادی ادعای کوچ قوم تپور از پرثوه به مازندران را رد می‌نماید و می‌گوید پیش از آنکه اشکانیان به قدرت برسند تپورها در مازندران ساکن بودند و کراتر فرمانده یونانی از سرزمین آنها گذشت. نظر مورخان یونانی نیز موافق با نظر اسدالله عمادی می‌باشد و کتزیاس مورخ یونانی عصر هخامنشی سرزمین تپوری را همان مازندران می‌داند و سرزمین تپوری را سرزمینی ما بین هیرکانی و کادوسی معرفی می‌کند و پولیبیوس نیز کوه‌های تپوری را همان کوه‌های مازندران می‌داند و به این کوه بین دروازه کاسپین (گرمسار) و دریای هیرکانی اشاره می‌کند و استرابون به سرزمین تپوری در نزدیکی ری و دروازه کاسپین (گرمسار) اشاره می‌کند و آریان و کوینت کورس در شرح جنگ‌های اسکندر مقدونی و هخامنشیان به یک ساتراپ به نام ساتراپ تپوری در حاشیه دریای مازندران اشاره می‌کنند که سرزمین آمارد نیز به آن ضمیمه شده بود.

### پیش از اسلام
در روزگار سلطه کیانیان بر ایران، کاووس کیانی که داستان صفا و نزهت بهشتی مازندران یا سرزمین دیوان را از زبان نغمه‌ساز می‌شنود، به وسوسه رامشگر آهنگ تسخیر مازندران می‌نماید:
| شنیدم یکی نو سخن بس گران |  | که شه دارد آهنگ مازندران |

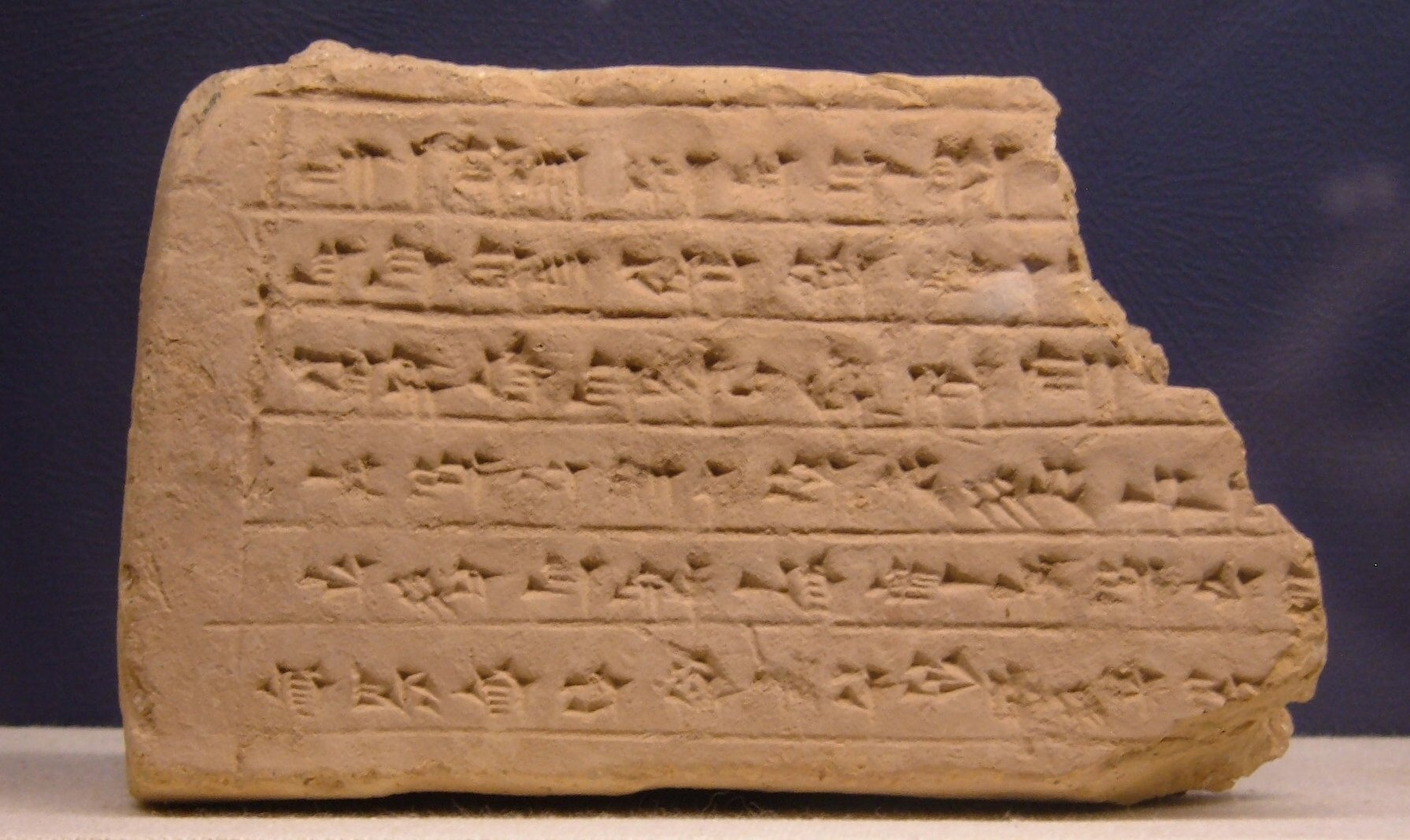
کتیبه‌ای از مارلیک، که از بقایای آماردها در گیلان امروزی محسوب می‌شود.

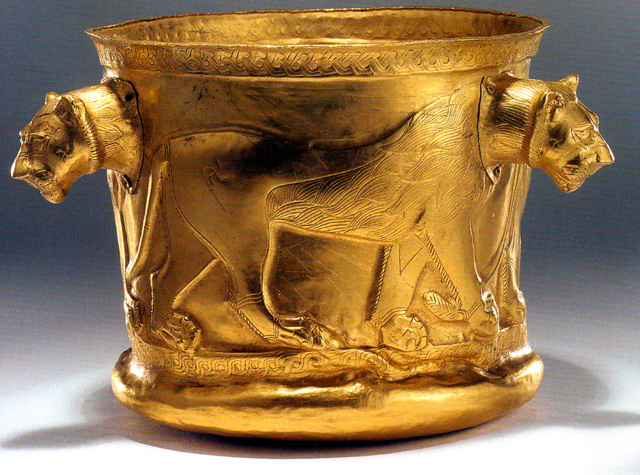
جام کلاردشت، از بقایای آماردها در کلاردشت، مازندران.

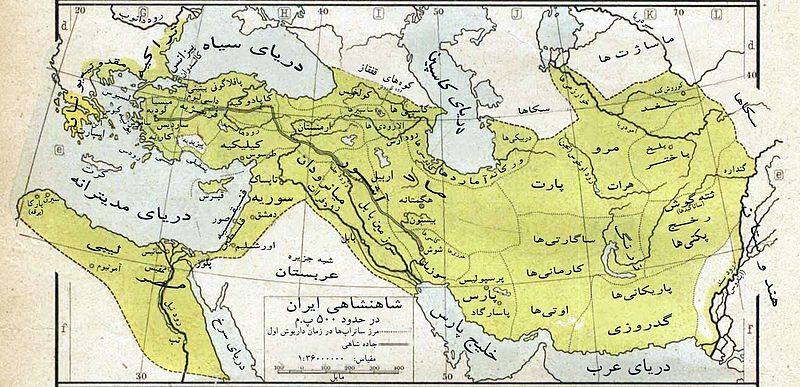
آماردها در زمان حکومت هخامنشیان، اولین قوم مستقل ایرانی

پس با لشکری گران به مازندران می‌رود، اما در تلاقی دو سپاه، سپاهش از دیوان مازندرانی شکست می‌خورد و خود نیز اسیر دیو سپید می‌گردد. قبل از ورود آریایی‌ها به این سرزمین طوایف مختلفی در آنجا سکونت داشته‌اند. از جمله این اقوام می‌توان از تپوریها، آماردها و کادوسی‌ها نام برد. اقوام تپوری در مازندران زندگی می‌کردند. آماردها در نواحی کوهستانی بین رودخانه هزار آمل و تنکابن تا دیلمستان و سفید رود به سر می‌برده‌اند. کادوسی‌ها نیز در گیلان سکنی گزیده بودند.
از شیوه حکومت و حاکمان طبرستان پیش از اسلام اطلاعات محدودی وجود دارد. طبق آنچه در کتب تاریخی یونانیان آمده، اتو فرادات در زمان حمله اسکندر حاکم تپورستان بوده و اسکندر مقدونی او را به مقام خویش ابقا کرد ولی آماردها حاضر به اطاعت نشدند و به کمک درختان در جنگل پنهان می‌شدند و در برابر سپاهیان اسکندر مقاومت نمودند و حتی اسب محبوب اسکندر، بوسفال، را ربودند؛ ولی سرانجام اسکندر با تهدید و به آتش کشیدن بخش‌هایی از جنگل توانست آنان را مطیع ساخته و حکومتشان را به اتو فرادات سپارد. پس از اسکندر، در زمان سلوکیان اسماً آماردها جزئی از ولایات سلوکی بودند منتهی هیچ جنگی میان آنان رخ نداد و به احتمال زیاد آماردها به استقلال دست یافته بودند. پس از این در زمان اشکانیان است که فرهاد یکم به جنگ آماردها رفت و آن‌ها را به اجبار به ناحیهٔ دربند کوچاند. آن گونه که از نامه تنسر به گشنسب پیداست، سلسلهٔ دیگری علیه سلوکیان در کرانه‌های دریای مازندران شکل گرفت که در عصر اردشیر ساسانی به گشنسب به ارث رسیده بود. گشنسب و اخلاف او تا زمان حکومت قباد ساسانی بر سراسر پتشخوارگر فرمانروایی نمودند و جزئی از ناحیهٔ شمالی امپراتوری ساسانی بودند. پس از گشنسب‌شاهان، کیوس، شاهزادهٔ ساسانی و برادر بزرگتر انوشیروان، در سال ۵۲۹ میلادی عازم طبرستان شد و فرمانروایی این نواحی را برای مدتی، تا سال ۵۳۶ میلادی، در دست داشت. پس از کیوس، به دستور انوشیروان خاندان زرمهر به تبعیت از ساسانیان در منطقه مستقر شدند و تا سال ۶۸۵ میلادی، در سراسر پتشخوارگر فرمان می‌راندند. در این سال مقارن با حمله عرب‌ها به ایران، شاهزاده‌ای به نام گیل گاوباره توانست با مسالمت آذر ولاش، واپسین زرمهرشاه، را کنار راند و سراسر پتشخوارگر را به دست گرفت.

#### قوم تپور

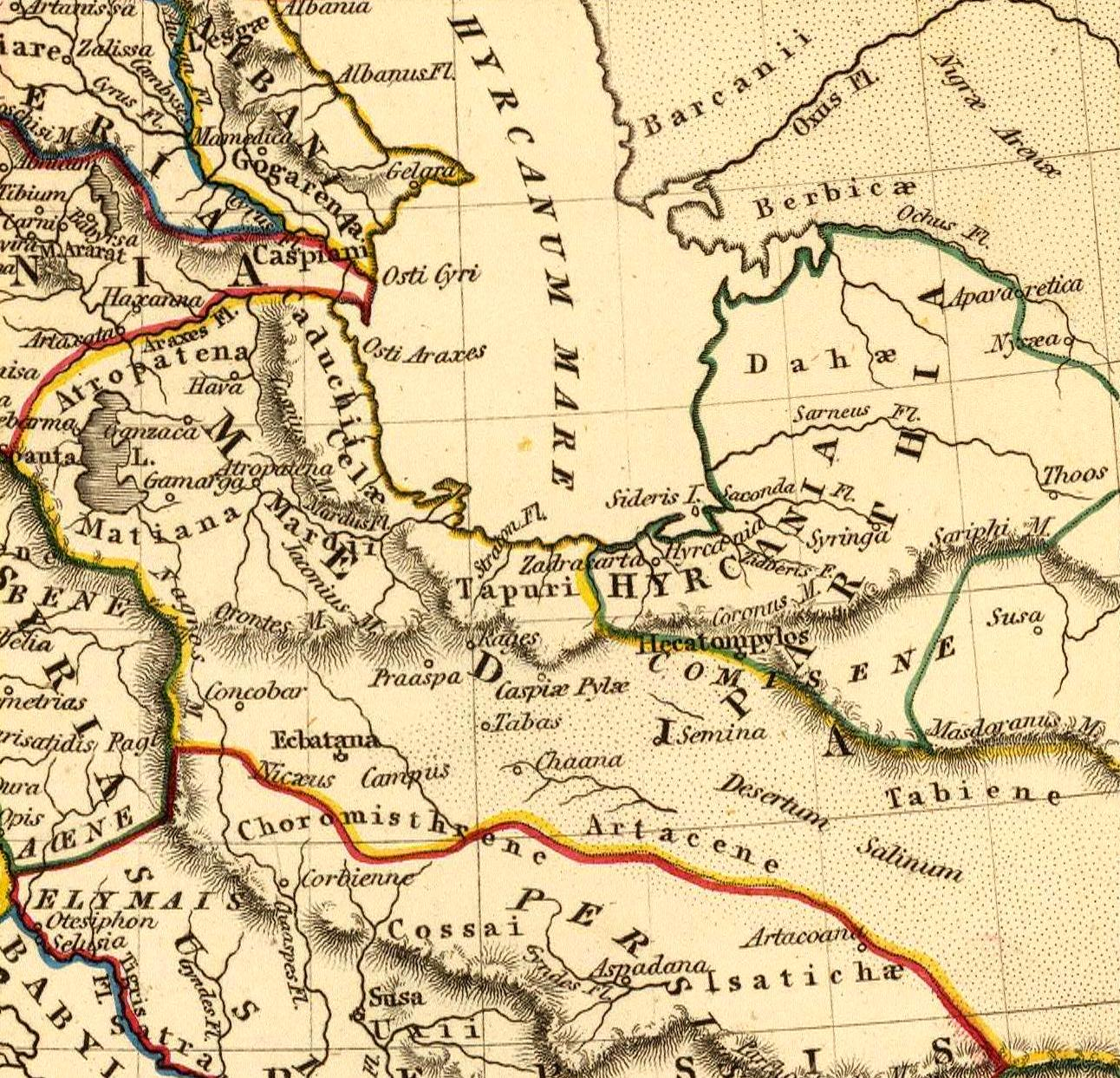
موقعیت تپورها در قرن دوم قبل از میلاد، از شرق سپیدرود تا هیرکانیا

قوم تپوری (tapuri) یا تپیری (tapyri) (به یونانی: Τάπυροι) قومی باستانی و از اقوام ایرانی‌تبار ساکن در سرزمین ماد و سرزمین طبرستان در جنوب دریای مازندران بودند و تیره‌هایی از این قوم در نواحی همچون هیرکانیا، ماد کوچک، پارت و البرز سکونت داشتند. نام این قوم در کتیبه‌های ایلامی به‌صورت تپیر (tepir) ذکر شده است. به گفته کتزیاس قوم تپور مطیع نینوس حاکم آشور بودند. به گفته آریان گروهی از قوم تپور در عصر هخامنشی و اسکندر در میان هیرکانیا و آمارد سکونت داشتند و اسکندر سرزمین آمارد را به قلمرو فرادات حاکم تپور ضمیمه کرد. دانشنامه ایرانیکا نیز در مقاله مردمان باستانی ایران، در ارتباط با قوم تپور به گزارش‌های بطلمیوس و استرابون و آریان (مورخ) یونانی و کوینت کورس مورخ رومی استناد کرده است.
هرودوت(۴۸۴–۴۲۵ ق. م)، در کتاب «هیستوریای»، در زمینهٔ پرداخت‌های ساتراپ‌های امپراتوری هخامنشی به داریوش، از مردمان موشی (moschie)، تیبارین (تپور)(tibarenie)، ماکرون(macrones)، موزیکان (mossynoekie)، و مار (آمارد)(mares) در ساتراپ نوزدهم نام برده است.
به گفته آرنولد جی. توینبی تیپار و تیبارین در عصر هخامنشی صورت دیگر از نام قوم تپور هستند و تمامی این اقوام همچون قوم تپور در تپورستان اقوام کوه‌نشین (به یونانی: tapouroi) بودند. تیپارها و موسخی‌ها (موشی‌ها) دارای فرمانده واحد بودند و ماکرون‌ها با موزیکان‌ها فرمانده واحد داشتند و مارها با کلخی‌ها فرمانده واحد داشتند. تیپارها و ماکرون‌ها و موسخی‌ها (موشی‌ها) با ساز و برگ موسخی رژه می‌روند.
پولیبیوس (۲۰۵–۱۲۵ ق. م) در کتاب خود، آنجا که از دشت هیرکانیه صحبت می‌کند، اشاره دارد که خارج از مرزهای شرقی (سرزمین ماد)، دشتی بیابانی وجود دارد که تا کوه‌های تپوریه می‌رسد که از دریای هیرکانیه خیلی دور نیست. پولیبیوس می‌نویسد: ماد در آسیای مرکزی قرار دارند و به عنوان یک کل به آن نگاه می‌شود، از نظر وسعت و ارتفاع رشته کوه‌های خود نسبت به سایر مناطق آسیا برتری دارد. باز این مشرف بر کشور برخی از شجاع‌ترین و بزرگ‌ترین اقوام است؛ زیرا در خارج از مرز شرقی خود دارای دشت بیابانی است که پارس را از پارت جدا می‌کند. این مشرف به دروازه‌های کاسپین (caspian gate) است و تحت فرمان آن است و تا کوه‌های تپوری (mountains of the Tapyri) که فاصله زیادی با دریای هیرکانی ندارند، ادامه دارد.
به گفته آریان (۸۶ میلادی) مورخ یونانی گروهی از تپورها بین هیرکانیا و آمارد ساکن بودند که اسکندر مقدونی پس از دست یابی به سرزمین آمارد ولایت آمارد را به ساتراپ تپورستان که والی آن فرادات فرمانده قوم تپور بود ضمیمه کرد.
به گفته پلینی ملت‌هایی که در اطراف دریای هیرکانی قرار گرفته‌اند: در شرق کاسپی منطقه ای واقع شده است که با نام آپاورتن (Apavortene) شناخته می‌شود. جایی که به دلیل حاصلخیزی منحصر به فرد خود، داریوم (Dareium) نامیده می‌شود. سپس به سراغ ملتهای تپوری (Tapyri)، آناریاکه(Anariaci)، استائورس (Staures) و هیرکانی (Hyrcani) می‌آییم.
استرابون(۶۳ ق. م) اقوام ساکن در حاشیه جنوبی دریای مازندران و غرب هیرکانی را بدین گونه نام می‌برد: تپوری‌ها (Tapyri) بین هیرکانی‌ها و آریایی‌ها زندگی می‌کنند و در یک مدار در اطراف دریا پس از هیرکانی‌ها (Hyrcanins)، آماردی‌ها (Amardi) و آناریاکه (Anariacae) و کادوسی‌ها (cadusi) و آلبانی‌ها (albani) و کاسپی‌ها (Caspii) و ویتی‌ها(viti) و شماری دیگر از مردمان، تا جایی که به سکاها (scythians) می‌رسیم و از سوی دیگر به سرزمین هیرکانی و دربیک‌ها (Derbices) هستند، کادوسیان در مرز ماد و ماتیانی و پایین پرخوآتراس هستند. گفته می‌شود که تپوری‌ها (Tapyri) بین دربیک‌ها (Derbices) و هیرکانی‌ها (Hyrcanians) زندگی می‌کنند. در قسمت شمالی اقوام کوه‌نشین کادوسی (Cadusii) و آماردی (Amardi) و تپوری (Tapyri) و کرتی (Cyrtii) سکونت دارند.
استرابون(۶۳ ق. م) از قوم تپوری در کنار اقوام آمارد به عنوان اقوام کوهستان نشین در شمال کشور یاد می‌کند. استرابو می‌نویسد: تمام مناطق این کشور به استثنای بخشی به سمت شمال که کوهستانی و ناهموار و سرد است و محل زندگی کوهنشینانی به نام کادوسی (Cadusii) و آماردی (Amardi) و تپوری (Tapyri) و کرتی (Cyrtii) و سایر مردمان دیگراست، حاصلخیز است.
استرابون(۶۳ ق. م) اعتقاد دارد نواحی تپور و ری و دروازه کاسپین بخشی از سرزمین ماد بود که اشکانیان بر آن سلطه یافتند و می‌نویسد: مناطقی از کشور پارت قومس (Comisene) و (Chorene) است و می‌توان گفت کل منطقه ای است که تا دروازه کاسپین (Caspian Gates) و ری (Rhagae) و تپوری (Tapyri) گسترش می‌یابد، که قبلاً متعلق به ماد بود.
بطلمیوس(۹۰–۱۶۸ میلادی) در کتاب ۶، فصل ۲، بخش ۶ از جغرافیای خود که دربارهٔ سرزمین ماد هست، از قوم تپور یاد کرده که در شمال قومس (choromithrena) و منطقه الیماس (elymais) تا سرچشمه رود چرینداس (charindas river) (رودخانه چرینداس در شرق مازندران واقع شده است) در سرزمین ماد ساکن بودند. بطلمیوس می‌نویسد سرزمین قومس (choromithrena) تا پارت ادامه می‌یابد و در شمال آن الیمایس (helymais) هست، از آنجا تا سرچمشه‌های رودخانه چرینداس (charindas) مناطقی هستند که تپوری‌ها (tapuri) ساکن هستند.
لاتیشف به نقل از دیونیس اسکندرانی مورخ قرن دوم میلادی اقوام اطراف دریای مازندران را بدین ترتیب نام می‌برد: سکاها، اون‌ها، کاسپ‌ها، کادوس‌ها، آلبان‌ها، ماردها، تپورها و هیرکانی.

#### آماردها
آمارد، آمرد، آمار یا ماردها (به زبان سکایی: آمارد، Amard؛ به زبان پهلوی: آمویی، Amui) مردم این قبیله در مازندران و قسمتی از گیلان کنونی زندگی می‌کردند. نام اصلی این قبیله آمو بود که در فارسی باستان به آمرد یا اَمرد به معنی زیانبخش و ویرانگر تبدیل شد. همچنین در برخی کتاب‌ها به آن‌ها «مارد» نیز گفته‌اند. آن‌ها مردمی جنگجو و هنرمند بودند و با همسایگان خود در کشمکش دایمی بودند. هرودوت از قبیله مارد (mardes) در کنار دائی‌ها (daens)، دروپیک‌ها (dropiques)، و ساگارتی‌ها (sagarties) به عنوان پارس‌های کوچنشین و صحراگرد یاد کرده است. پلینیوس مورخ یونانی محل آماردها را قسمت شرقی مارگانیا شناسایی کرده است. استرابون به این قوم در جنوب دریای مازندران اشاره نموده است. به گزارش دانشنامه ایرانیکا فرهاد اول اشکانی (۱۷۶–۱۷۱ قبل از میلاد) با هدف گسترش کنترل اشکانیان بر البرز و گسترش جاده شرق به غرب ماد، سرزمین آمارد را فتح کرد. این موفقیت با الحاق قبلی هیرکانی به پادشاهی اشکانیان آماده شده بود. فرهاد اول اشکانی آماردی‌ها را در خاراکس (گرمسار)، در نزدیکی گذرگاه دروازه‌های کاسپین که ماد را به پارت متصل می‌کند، ساکن کرد. احتمالاً وظیفه مهاجران تأمین امنیت جاده بوده است.
ایزیدور خاراکسی به اقوام آمارد در رشته کوه البرز اشاره می‌کند که در زمان فرهاد اشکانی به خاراکس (گرمسار) کوچانده شدند. ایزیدور خاراکسی می‌نویسد: ماردی‌ها مردم فقیری در رشته کوه‌های البرز بودند که فرهاد اول آنها را شکست داد و آنها را مطیع خود ساخت. فرهاد اول ماردی‌ها را در خاراکس اسکان داد.

#### آشوریان
به گفته کتزیاس (۴۴۱–۳۹۲ق. م) نینوس پادشاه آشور تپوریان را مطیع خویش کرد.
کتزیاس از قوم تپور در کنار هیرکانی و کادوسی به عنوان یکی از نواحی نام می‌برد که توسط نینوس پادشاه آشور فتح شدند. به گزارش کتزیاس: از سرزمین‌های واقع در دریا و دیگر سرزمین‌های هم‌مرز با آن‌ها، نینوس مصر و فنیقیه را تحت سلطه خود درآورد، سپس سیلسیرا، کیلیکیه، پامفیلیه و لیکیه، و همچنین کاریا، فریگیه و لیدیه. به‌علاوه، او ترود، فریگیه را در هلسپونت، پروپونتیس، بیتینی، کاپادوکیه و همه ملل بربر که در سواحل پنتوس تا تنائیس ساکن هستند تحت کنترل خود قرار داد. او همچنین خود را حاکم سرزمین‌های کادوسی، تپوری، هیرکانی، درانگی، دربیکی، کارمانی، کورمنایی و بورکانی و پارت کرد. او هم به پارس و هم به سوزیانا و کاسپین حمله کرد، همان‌طور که می‌گویند، گذرگاه‌های بسیار تنگی وارد آن می‌شوند، به همین دلیل به عنوان دروازه‌های کاسپین شناخته می‌شوند. بسیاری از ملل کوچکتر دیگر را نیز تحت سلطه خود درآورد، که صحبت دربارهٔ آنها کار طولانی خواهد بود. اما از آنجا که حمله به باکتریا دشوار بود و شامل بسیاری از مردان جنگجو بود، پس از زحمت و تلاش بیهوده، او جنگ با باکتریا را به زمان دیگری موکول کرد و نیروهای خود را به آشور بازگرداند و مکانی را برای تأسیس یک شهر بسیار بزرگ انتخاب کرد.

#### مادها
در دوران ماد نیز همچون دوران آشوریان اقوام شمال به سه قوم هیرکانی، تپور و کادوسی تقسیم می‌شدند. در زمانی که فلات ایران به خصوص نواحی زاگرس صحنه جنگ و خون‌ریزی آشوریان و اقوام دیگر بود، مردمان نواحی جنوبی دریای خزر در آرامش و امنیت و شرایط مناسب اجتماعی زندگی می‌کردند و اقوام نواحی دیگر به آن‌ها پناهنده می‌شدند. یکی از طوایفی که به نواحی جنوب خزر پناهنده شده است طایفه مغان، یکی از طوایف شش‌گانه قوم ماد بوده است. به گفته کتزیاس مادی‌ها در ابتدا سرزمین کادوسیان را در اختیار داشتند ولی در اواخر سلطنت ماد در دوران حکومت آرته‌یِس (Arties) این ناحیه توسط فردی پارسی به نام پارسُد (Parsode) از سلطه دولت ماد جدا شد چنان‌که در اواخر سلطنت هخامنشیان کادوسیان به نیم استقلالی رسیدند.
به گفته کتزیاس آرته‌یِس (Arties) حاکم ماد چهل سال به حکومت پرداخت. در دوران سلطنت آرته‌یس جنگی بزرگ بین مادها و کادوسیان پیش آمد که منشأ این واقعه چنین است: فردی پارسی به نام پارسُد (Parsode) که از حیث دلاوری شجاعت معروف بود، نفوذی در دربار ماد یافت. بعد، چون از حکم شاه دربارهٔ خود رنجید، با سه هزار پیاده و هزار سوار نزد کادوسی‌ها رفت و خواهرش را به یکی از متنفذین کادوسی داد و مورد توجه کادوسیان قرار گرفت. پس از آن او مردم کادوسی را تحریک کرد که بر ماد شوریده و مستقل شوند و چون شنید شاه قشونی به قصد او فرستاده با دویست هزار تنگی را اشغال کرد. خود شاه به قصد سرکوب او با قشونی مرکب از هشتصد هزار نفر بیرون رفت و در جنگ شکست خورد و پنجاه هزار نفر در این جنگ کشته شدند و مابقی ارتش ماد را پارسُد (Parsode) از ولایت کادوسیان براند. پس از آن کادوسی‌ها او را شاه کادوس کردند و او همواره به ممالک ماد تجاوز کرده و به تاخت و تاز و غارت می‌پرداخت. بدین سبب کادوسیان هیچگاه مطیع اوامر ماد نگشته در این حال تا زمان کوروش که دولت ماد را منقرض کرد، باقی ماندند.

#### هخامنشیان

آماردها و تپورها در کرانه‌های دریای خزر.

حکومت هخامنشیان از حدود ۶۷۵ ق. م آغاز شده و تا سال ۳۳۰ ق. م ادامه یافته است. سر سلسله این دودمان هخامنش بوده که پس از آن چیش پیش اول، کمبوجیه اول، کورش اول، چیش پیش دوم، کوروش دوم، کمبوجیه دوم، کوروش سوم (بزرگ)، کمبوجیه سوم و… بر این سرزمین حکومت کردند. کوروش پس از فرو ریزی دولت آریائی ماد، مشغول تهیه مقدمات یک حکومت نیرومند شد. او ارتشی از عناصر سپاه ایران و حاشیه دریای خزر فراهم کرد.
اقوام ساردی، تپوران، کادوسیان و سکائیان از جمله نیروهای برجسته شرکت‌کننده در اردوی کوروش بودند. در این نبرد کوروش تپوران مازندرانی و کادوسیان گیلانی را از ارتش جدا نمود و آن‌ها را ترغیب به حمله نمود. در اثر حمله این نیروها سپاه لیدی شکست خورد و شهر سارد به محاصره سربازان کوروش درآمد. بعد از این جنگ آماردها و کادوسیان همچنان در حلقه اتحاد کوروش باقی ماندند و در اکثر جنگ‌های زمان او شرکت فعال داشتند. در زمان کوروش، ایران به صورت ملوک الطوایفی اداره می‌شد و مازندران و طبرستان به یکی از اعیان فارس سپرده شده بود. در جنگ خانگی مشهور به «کوناکسا» بین اردشیر هخامنشی و برادرش کوروش کوچک، کادوسیان به حمایت از اردشیر پرداختند. در این جنگ فرمانده قوای کادوسی به نام آرته گرس کشته شد. ۱۴ سال بعد از جنگ کوناکسا، کادوسیان علیه هخامنشیان قیام کردند. اما اردشیر با سپاهی انبوه آن را سرکوب نمود و آن‌ها نیز اطاعت از دولت مرکزی را پذیرفتند. به هنگام حمله اسکندر در سال ۳۳۱ ق. م، تمامی اقوام کناره دریای مازندران یعنی آماردها، کادوسی‌ها، تپوریها، هیرکانی‌ها سپاهی مرکب از هشت هزار نفر پیاده و سواره تشکیل داده و به کمک داریوش سوم هخامنشی فرستادند. در این نبرد که «جنگ گوگمل» خوانده می‌شد، جنگی هولناک میان گارد شاه و جنگجویان نخبه یونانی درگرفت. شجاعتهای اقوام مزبور در این جنگ عظیم یکی از درخشان‌ترین فصول جنگ‌های ایران و یونان شناخته می‌شود. بنابر گزارش کوینت کورس مورخ رومی، ۱۰۰۰ سواره نظام تپوری در جنگ گوگمل و در ارتش داریوش سوم هخامنشی حضور داشتند.
آریان مورخ یونانی ترکیب سپاه هخامنشی در جنگ گوگمل را چنین آورده است: باختری‌ها، سغدی‌ها و هندی‌های مجاور باختر به فرماندی بسوس والی باختر بودند. ساک‌ها که از سکاهای آسیایی و مستقلند ولی متحد داریوش می‌باشند و تحت فرماندهی ماباسس هستند. هندی‌های کوهستان تحت فرماندهی برسائت والی رخج بودند.
سوارهای پارتی، هیرکانی و تپوری تحت فرماندهی فراتافرن بودند. مادی‌ها، کادوسی‌ها و سکاها تحت فرماندهی آتروپات بودند. سکنه دریای سرخ را اُرُن‌توبات و آریوبرزن و اکسی‌نِس اداره می‌کردند. بر شوشی‌ها و اوکسیان اُگزاتر پسر آبولیتاس ریاست داشت و بر بابلی‌ها، سی‌تاکیان و بر کاریان، بوپار ریاست داشت. ارمنی‌ها به سرداری اُرونت و میثروس‌تِس بودند و کاپادوکی‌ها به سرداری آری‌آرسِس بودند و سل سوریان و بین‌النهرینی‌ها به فرماندهی مازه والی بابل بودند.
آریان در مورد آرایش جنگی چنین آورده است: در جناح چپ سواره نظام غربی و دهایی و رخجی صف بسته بودند و نزدیک آن سواره نظام و پیاده‌نظام پارسی که با هم مخلوط بودند. در جناح راست سل سوریان، اهالی میانرودان، مادی‌ها، پارتی‌ها، سکاها و پس از آن تپوری‌ها و هیرکانی‌ها ایستاده بودند. در قلب، داریوش با تمام خانواده و نجبای ایران قرار گرفته بود و هندی‌ها و کاریان و آناپاست‌ها و تیراندازان آمارد در اطراف او بودند.

#### اسکندر مقدونی
فرادات فرمانده قوم تپور در نبرد هخامنشیان و یونانیان و همچنین والی تپورستان در عهد خشیارشاه و اسکندر مقدونی می‌باشد.
به گزارش لوسیوس فلاویوس آریان گزنفون مورخ یونانی زمانی که اسکندر به ولایت هیرکانیا رفت قشون خود را سه قسمت کرد؛ قسمتی که از همه زیاد تر بود با خود به زادراکرات برد و قسمت دیگر را با کراتر به مملکت تپوری‌ها (تپوری‌های ساکن در هیرکانیا) برد و قسمت سوم را به سرداری اری گیوس مأمور بود که با بار و بنه و خارجی‌ها حرکت کند.
پس از اینکه اسکندر از معابر هیرکانیا گذشت وارد زادراکرات (ساری یا استراباد) شد در اینجا کراتر به او رسید. در این هنگام ارته باذ با سه پسر خود که نامشان سوفن و آریو برزن و ارسام بود نزد اسکندر آمد. فرادات فرمانده تپوری‌ها و نمایندگان یونانی‌های اجیر هم با اینها آمدند. اسکندر ارته باذ را به احترام پذیرفت و فرادات را فرمانده تپورها و والی تپورستان ابقا کرد.
پس از آنکه اسکندر وارد شهر آروس گردید و کراتر و اریگسوس را در اینجا یافت. آنها فرادات حاکم تپوری‌ها را همراه آورده بودند. اسکندر این اسیر را خوب پذیرفت. پس از آن آن مناپیس را که در زمان اُخُس فرار کرده و به دربار فلیپ پناهنده شده بود والی هیرکانیا کرد و فرادات را به حکومت تپورستان ابقا داشت.

#### جنگ تپورها با اسکندر
کوینت کورس می‌نویسد: در همسایگی هیرکانیا مردمی می‌زیستند که موسوم به ماردها بودند. اینها حاضر نشدند رسولانی نزد اسکندر فرستاده و تمکین کنند. این قضیه بسیار به اسکندر گران آمد و گفت: خیلی غریب است که یک مشت مارد نمی‌خواهند مرا فاتح بدانند. پس از آن از قشون خود عده ای از سپاهیان زبده برداشته و قصد ماردها حرکت کرد و در طلیعه صبح مقابل آنها پدید آمد. ماردها بلندی‌ها رااشغال کرده بودند و اسکندر پس از جنگ آنها را از مواقعشان براند. بر اثر این احوال آنها به داخل مملکت خود عقب نشستند و دهات همجوار به دست مقدونی‌ها افتاد. ولی پس از آن حرکت قشون مقدونی به درون ولایت آنها دچار مشکل گردید، توضیح آنکه جنگل‌های وسیع و کوه‌های بلند در اینجا زیاد بود و بومی‌ها جلگه‌ها را هم با استحکاماتی سد کرده بودند.
کوینت کورس این استحکامات را چنین شرح می‌دهد: تپوری‌ها مخصوصاً (به عمد) درختان را خیلی نزدیک به هم کاشته‌اند. پس از آنکه این درختها قدری نشو و نما کرد، ماردها جوانه‌های درختان را با دست در خاک فرو می‌برند و هر یک از جوانه‌ها جوانه‌های دیگری را بیرون می‌دهد ولی تپوری‌ها نمی‌گذارند جوانه‌ها به‌طور طبیعی برویند بلکه آنها را بهم نزدیک کرده گره می‌زنند و بعد این ترکه‌ها دارای برگهای ضخیم می‌گردد تمام این زمین را فرو می‌گیرد. بدین ترتیب از جوانه‌ها و شاخ و برگ‌های آنها دامی مانند تور ایجاد شده تمام راه را مسدود می‌دارد. برای حرکت قشون اسکندر چاره ای جز استعمال تبر نبود ولی آنهم در مقابل سختی درختان که از گره‌های زیاد و از شاخه‌های درهم دویده حاصل شده بود به کار نمی‌آمد.
از طرف دیگر تپوری‌ها در پناه استحکامات خود به مقدونی‌ها باران تیر می‌باریدند. بالاخره اسکندر امر کرد که این جنگل‌ها را از هر طرف احاطه کنند و اگر روزنه‌ای یافتند حمله برند. مقدونی‌ها چنین کردند و چون محل را نمی‌شناختند اغلب مقدونی‌ها راه را گم کردند. در این احوال تپوری‌ها اسب اسکندر که بوسیفال نام داشت را ربودند. اسکندر چون این اسب را خیلی دوست می‌داشت در خشم فرورفت جارچی فرستاده، تهدید کرد که اگر اسب او را پس ندهند به احدی امان نخواهد داد. پس از این تپوری‌ها اسب را به او رد کردند با وجود این اسکندر امر کرد درختان را بیندازند از کوه خاک آورده روی جوانه‌ها و شاخ و برگ‌ها بریزند. مقدونی‌ها به اجرایی امر اسکندر پرداختند و تپوری‌ها چون دیدند استحکامات آنها بدین ترتیب خراب خواهد شد فرستاده‌ای فرستادند و تمکین کردند. پس از آن اسکندر فرادات را حاکم آنها قرار داده و به اردوی خود برگشت.
فرادات حاکم تپورهای بخش شمالی تپورستان (دشت و هامون) بوده که با اسکندر مصالحه نمود و تپورهای بخش جنوبی تپورستان (کوهپایه و کوهستان) فرمانروای دیگری داشتند که حاضر به مصالحه با اسکندر نبودند و در نهایت فرادات بر سرزمین تپورهای کوهستان و آماردها دست یافت.

#### جنگ آماردها با اسکندر
آریان می‌نویسد: اسکندر با هیپاسپیست‌ها و تیراندازان آگریانی و دسته‌های سنوس و آمین‌تاس و کمانداران سواره و نیمی از سواره نظام به ولایت ماردها رفته و اسرای زیاد گرفت و اکثر اشخاصی را که جنگ کرده بودند کشت. چون محل‌های این مردم سخت و به علاوه این ولایت فقیر است هیچ مرد جنگی قبل از اسکندر به اینجا نیامده بود. فاتح ناگهان از ولایت آنها گذشت و قبل از اینکه متوجه شوند بر آنها تاخت. این مردم به جاهای سخت کوه‌ها پناه بردند و اسکندر در آنجا هم بر ماردها فایق آمد و پیروز شد. ماردها فرستاده‌ای فرستادند و مطیع اسکندر گشتند. اسکندر ولایت ماردها را به به تپورستان که والی آن فرادات بود ضمیمه کرد.

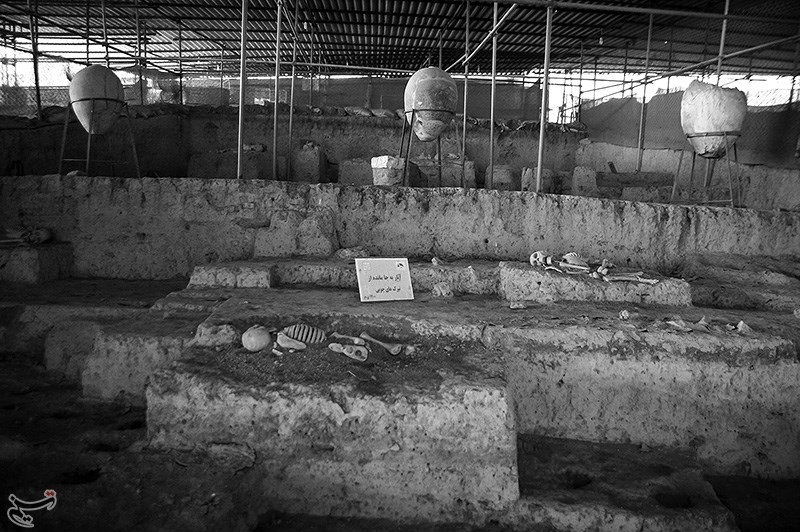
نمایی از گوهرتپه، بهشهر

### شکل‌گیری ساتراپ تپوری در دوران اسکندر
اسکندر پس از دست یابی به سرزمین آمارد ولایت آمارد را به تپورستان که والی آن فرادات بود ضمیمه کرد.
نواحی شرقی کشور که شامل ایران و بخش‌هایی از آسیای میانه و هندوستان بودند و از چهارده ساتراپ نشین تشکیل می‌شدند: پارس، پارتاکن، کرمان، ماد، تپوری (به ضمیمه آمارد)، پارت، هیرکانیا، باختر، هریوه (به ضمیمه درانگیانا)، گدروسیا (به ضمیمه کشور اوریتان)، آراخسیا، پاروپانیسادان، هندوستان این سوی سند و هندوستان آن سوی سند

#### سلوکیانواشکانیان
پهناوری دولت اشکانی در دوره اقتدارش از رود فرات تا هندوکش و از کوه‌های قفقاز تا خلیج فارس را شامل می‌شد. به دلیل قرار گرفتن جاده ابریشم در گستره حکومت اشکانی و قرار گرفتن مسیر تجاری بین امپراتوری روم و حوزه مدیترانه و امپراتوری هان در چین، این امپراتوری به مرکزی برای تجارت بدل گشت. اشکانیان از تیره ایرانی پرنی و شاخه‌ای از طوایف وابسته به اتحادیه داهه از عشایر سکاهای محدوده شرق دریای خزر بودند، از ایالت پارت که مشتمل بر خراسان فعلی بود برخاستند. نام سرزمین پارت در کتیبه‌های داریوش پَرثَوَه آمده است که به زبان پارتی پهلوی می‌شود. چون پارتیان از اهل ایالت پَهلَه بودند، از این جهت در نسبت به آن سرزمین ایشان را پهلوی نیز می‌توان خواند. ایالت پارتی‌ها از مغرب به دامغان و سواحل جنوب شرقی دریای مازندران و از شمال به ترکستان و از مشرق به رود تجن و از جنوب به کویر نمک و سیستان محدود می‌شد. قبایل پارتی در آغاز با قوم داهه که در مشرق دریای مازندران، آمل می‌زیستند در یک جا سکونت داشتند و سپس از آنان جدا شده در ناحیه خراسان مسکن گزیدند. آمل در آن زمان پایتخت اقلیمی اشکانیان بود.
در دوران اسکندر مقدونی سرزمین آمارد به سرزمین تپور ضمیمه گشت.
تیرداد اشکانی دومین پادشاه اشکانی هیرکانیا و کومس و کناره‌های جنوبی دریای مازندران که ممکلت اقوام تپوری بود را به تصرف خود درآورد و پایتخت خود را به شهر سلوکی صد دروازه در ناحیه کومس انتقال داد. تیرداد اشکانی در سال ۲۲۱ پیش از میلاد در گذشت و ارشک دوم به پادشاهی رسید و قلمروی پارتیان تا سال ۲۰۹ پیش از میلاد تا همدان در ماد می‌رسید. سرزمین تپوریه در زمان ارشک دوم مورد حمله آنتیوخوس سوم قرار گرفت. آنتیوخوس سوم در عین اینکه با پایداری سختی مواجه بود به سرزمین تپوریه در البرز تاخت و هیرکانیا را نیز به تصرف خود درآورد و با ارشک دوم پیمان یگانگی بست. در این دوره پادشاهی اشکانی با وجود اینکه با فتوحات سلوکیان محدود و کوچک شده بود ولی بر پا ماند. پس از آن نیز با تاخت و تازهای دولت یونانی بلخ بار دیگر قلمرو شاهنشاهی اشکانی کوچکتر شد. پس از مرگ ارشک دوم در سال ۱۹۱ پیش از میلاد فریاپت شاه شد و دو پسر به نام‌های فرهاد و مهرداد داشت که فرزند بزرگتر فرهاد شاه شد. در این دوره آنتیوخوس سوم در جنگ با روم شکست خورده بود و در دفاع از قلمروی خود ناتوان شده بود. فرهاد اول بر آماردیان و دیگر اقوام ساکن رشته کوه‌های البرز تاخت و سرزمین تپوریه و هیرکانیا و سایر نواحی را به تصرف خود درآورد و مرز پارت را تا مغرب دربند خزر گشود و آماردیان را به شهر خاراکس (خوار) کوچ داد. پس از فرهاد قدرت به برادرش مهرداد یکم رسید. در این دوره سرزمین تپوریه مدتی تحت تسلط اوکراتید حاکم دولت یونانی بلخ درآمد ولی مهرداد یکم در سال ۱۶۰ پیش از میلاد سرزمین تپوریه را بار دیگر به تصرف خود درآورد. سرزمین تپوریه تا زمان بلاش یکم تحت سیطره اشکانیان باقی ماند ولی در زمان بلاش اول سرزمین تپوریه و دیگر نواحی جنوبی دریای مازندران مورد حمله و تاخت و تاز آلان‌ها قرار گرفت و حتی آلان‌ها از جنوب دریای مازندران و سرزمین تپوریه گذشته و به این طرف و آن طرف ارس در حال تاخت و تاز بودند ولی به نظر می‌رسد بلاش توانست کنترل سرزمین تپوریه را در دست بگیرد و به‌طوریکه در اواخر عهد اشکانیان خاندان گشنسب شاهان گرشاهی بر ولایت تپوریه حکم می‌راندند و حتی در دوران شاهنشاهی ساسانی قلمروی خود را تا گیلان توسعه دادند.

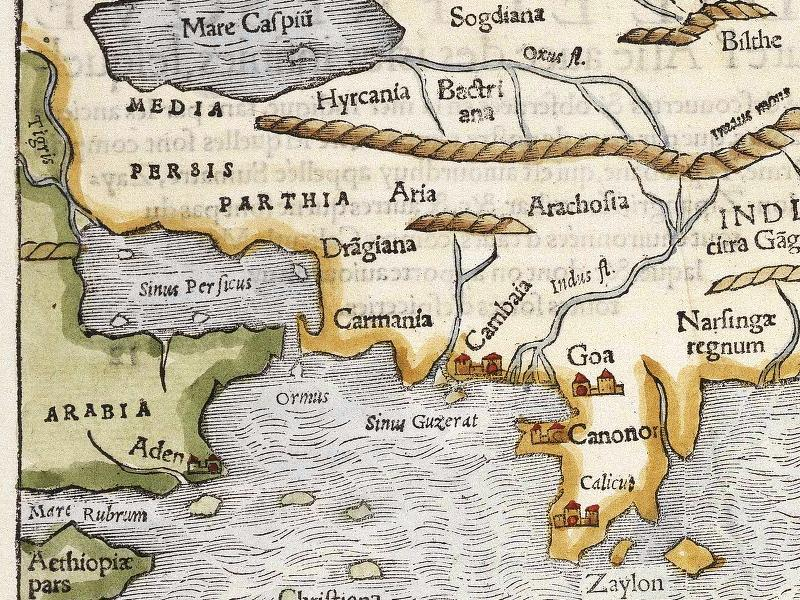
آماردها و ورکانی‌ها در کرانه‌های دریای خزر در نقشه‌ای فرانسوی دیده می‌شوند.

### گشنسب شاهان تپورستان
گشنسب شاهان یا گشنسپداد گرشاهی سلسلهٔ پادشاهی در طبرستان بوده که در عصر اشکانیان در منطقه کوهستانی شرق مازندران شکل گرفت.
این سلسله در اوایل عصر ساسانی قلمروی خود را تا گیلان گسترش دادند. در دوران اردشیر ساسانی قلمروی گشنسب شاهان علاوه بر رویان و طبرستان شامل گیلان، دیلمان و دماوند می‌شده است.
ریشه خاندان گشنسپداد گرشاهی به مناطق کوهستانی شرق طبرستان منطقه هزارگری و شهر تمیشه می‌رسد و واژه گر به مردمان طبری کوهستان شرقی طبرستان اطلاق می‌گشت. از آنجا که این خاندان ساکن در منطقه کوهستانی مازندران بودند گرشاه لقب گرفتند. لقب پتشخوارگرشاه به پادشاه‌هان کوهستان طبرستان داده می‌شد.
به اعتقاد برخی مورخان این سلسله در سال ۳۳۰ قبل از میلاد مسیح در ناحیه تپوری نشین دریای خزر واقع در کوهستان شرق مازندران شکل گرفت. اردشیر برزگر در کتاب خود آغاز پادشاهی خاندان گشنسپ شاهان را پس از مرگ اسکندر مقدونی در قرن سوم پیش از میلاد می‌داند ولی مشخص نیست که آیا گشنسب شاهان از نسل فرادات، حاکم طبرستان در زمان هخامنشیان و اسکندر، است یا خیر. به اعتقاد برخی مورخان دیگر این سلسله در سال ۱۷۰ قبل از میلاد مسیح پس از کوچ برخی از اقوام تپور از شرق مازندران به منطقه آمارد در غرب مازندران (رویان) به مرکزیت آمل شکل گرفت.
گشنسب شاهان تا سال ۵۳۱ میلادی در طبرستان سلطنت می‌کردند. دوام حکومت و فرماندهی خاندان گشنسب در طبرستان تا روزگار فیروز ساسانی ادامه داشته است که در این زمان ترکان صحرانورد ماوراء جیحون به خراسان و مرزهای تپورستان (طبرستان) تاخته‌اند. کاری از گشنسب شاهان برنیامد ولی کیوس فرزند ارشد قباد شاه ساسانی، به امر پدر به کمک مردم طبرستان شتافت و کیوس به فرمان برادر با سپاهی انبوه از تبرستانی‌ها به سمت خراسان رفت و خاقان ترک را شکست داد. از این زمان حکومت خاندان گشنسب پایان یافت و حکومت به ساسانیان منتقل شد. در این سال کیوس، پسر مهتر قباد و برادر خسرو انوشیروان، خود از طرف پدرش قباد به فرمانروایی در طبرستان پرداخت. کیوس آیین مزدکی داشت و مزدکیان می‌خواستند او را به پادشاهی بنشانند از این جهت خسرو انوشیروان او را از طبرستان برداشته، قارن پسر سوخرا را به جای او گماشت. از این تاریخ سلسله کارنوندیان در طبرستان روی کار می‌آیند که ایشان را آل قارن می‌خوانند.

### بقایایساسانی

احمد کسروی در بهار نوشته است: «اوایل قرن سوم که دامنهٔ فتوحات اسلامی در آسیا تا حدود چین و در آفریقا تا سواحل بحر اطلس و در اروپا تا ورای جبال آلپ امتداد یافته بود و در پایتخت‌های اسپانیا و پرتغال به جای ناقوس صدای اذان مسلمین به اطراف طنین می‌انداخت، در قلل جبال سوادکوه آتشکده‌های دین زرتشت دایر و مشتعل بود و اسپهبدان هنوز کیش نیاکان خود را از دست نداده بودند.»

بعد از اسکندر و جانشینانش گیلان و مازندران حالت استقلال داشته‌اند. گشنسب شاه در این دوران بر مازندران حکومت می‌کرده است و خاندان او از ۳۳۰ ق. م تا ۵۲۹. م نزدیک به نهصد سال حکومت کرده‌اند. در دوران سلطنت بهرام گور (۴۲۰–۴۳۸. م)، پس از آنکه بهرام بر خاقان پادشاه ترکان پیروز شد، با خبر شد که یکی از سران دیلم با لشکری انبوه به ری و سرزمین‌های اطراف آن حمله و جمعی را اسیر نموده است. او همچنین نگهبانان مرزی آن حدود را مجبور به پرداخت خراج نمود. بهرام‌گور، مرزبان را با سپاهی به ری فرستاد. سپس خود بهرام نیز به او پیوست و بیدرنگ به سوی دیلم روان شد. دو سپاه در میانه راه به یکدیگر رسیدند. بهرام، سردار دیلمی را گرفتار ساخت و سپس او و سپاهیانش را بخشید و آن‌ها در شمار یاران نزدیک بهرام قرار گرفتند. دوام حکومت و فرماندهی خاندان گشنسب در طبرستان تا روزگار فیروز ساسانی ادامه داشته است که در این زمان ترکان صحرانورد ماوراء جیحون به خراسان و مرزهای تپورستان (طبرستان) تاخته‌اند. کاری از خاندان گشنسب برنیامد ولی کیوس (کی وش) فرزند ارشد قباد شاه ساسانی، به امر پدر به کمک مردم طبرستان و گیلان شتافت و ترکان را تار و مار ساخت. از این زمان حکومت خاندان گشنسب پایان یافت و حکومت به ساسانیان منتقل شد.

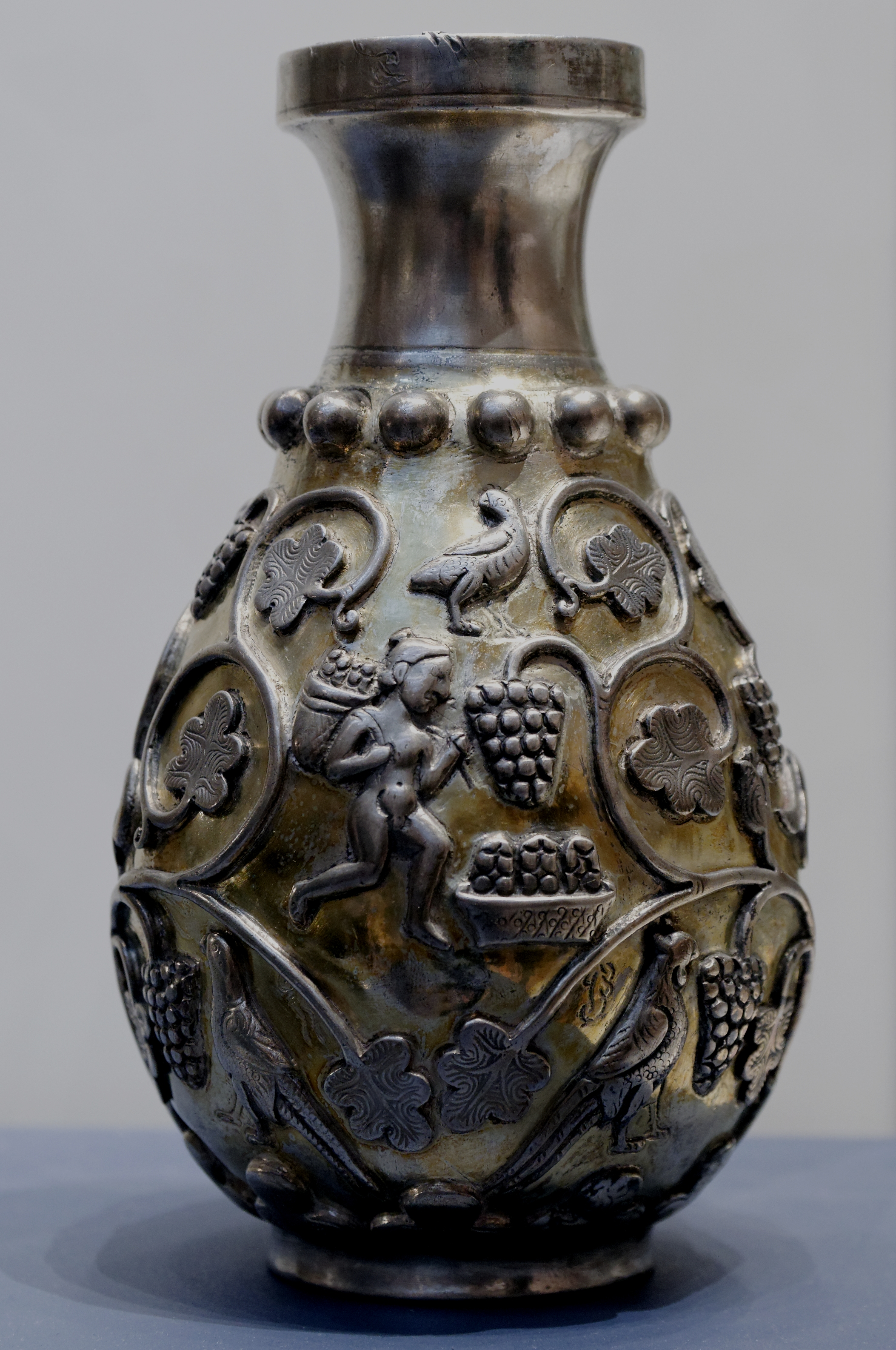
یک جام شراب متعلق به دوره ساسانیان، یافته شده در مازندران که هم‌اکنون در موزه بریتانیا نگهداشته می‌شود.

ظهور مزدک و افکار مزدکی، قباد شاه ساسانی را مجذوب خود ساخت و او نیز پس از قبول این آیین، به تبلیغ آن پرداخت. اما دیری نپایید که شاه ساسانی قربانی یک توطئه پنهان شد و از قدرت برکنار شد و به این ترتیب نهضت مزدکی نیز خاتمه یافت. مدتی بعد کیوس، شاه گیلان و مازندران و برادر خسرو انوشیروان ـ فرمانروای ایران ـ به کیش مزدکی درآمد. در دوران انوشیروان مزدکیان سرکوب شدند و بیشترین تلفات را مزدکیان در گیلان و بلوچستان دادند. کیوس، حاکم مازندران و گیلان به دعوت برادر خود انوشیروان جهت همکاری در سرکوب ترکان ماوراء جیحون با مردان مازندران، دیلمیان و گیل‌ها بر ترکان تاخت. او بعد از حمله دوم خود به ترکان و کسب پیروزی، هوای حکومت ایران کرد و به مدائن حمله برد، ولی اسیر شد و سر خود را در این داعیه از دست داد. (۵۲۹–۵۳۶. م). پس از قتل کیوس، انوشیروان حکومت طبرستان و مازندران را به فرزندان امیر سوخرا که از امرای فیروز بن هرمز بود سپرد. پنج نفر از این خاندان به نام‌های زرمهر بن سوخرا، داد مهر بن زر مهر، ولاش بن داد مهر، دار مهر بن ولاش و آذرولاش بن داد مهر به مدت ۱۱۰ سال بر نواحی ساحلی خزر حکومت کردند.
پس از آذر ولاش، این ولایت به گیل بن گیلانشاه گاو باره که از نوادگان جاماسب بن فیروز ساسانی بود سپرده شد. گیلان بن گیلانشاه فرمانروایی مقتدر بود که حکومتی قوی در روزگار یزدگرد سوّم در گیلان و مازندران برپا کرد. مازندرانی‌ها او را گیل گاو باره نامیدند. گاو باره پایتخت را از مازندران به گیلان انتقال داد و از گیلان تا گرگان عمارات و قصرهای عالی ساخت. مدت فرمانروایی او بر دو منطقه بزرگ خزری پانزده سال بود. بعد از او دابویه فرزندش بر این منطقه حکومت کرد. در این زمان اعراب مسلمان به ایران حمله کردند و پایتخت ساسانیان مدائن را متصرف شدند. پس از جنگ قادسیه، یزدگرد ساسانی که از سلطنت کردن ناامید شده بود، «باو» را از آتشکده اصطخر فارس دعوت به همکاری نمود. باو پس از عزل از حکومت مازندران و گیلان در زمان شیرویه ساسانی در این آتشکده منزوی شده بود. او تا ری یزدگرد را همراهی کرد ولی از شاه ساسانی خواست تا به زیارت آتشکده کوسان پایتخت باستانی طبرستان که بنای جدش کیوس بود رفته و از آنجا در گرگان به شاه ملحق شود، ولی پس از رسیدن به آتشکده چون از سقوط ساسانیان مطمئن بود، در همان‌جا معتکف شد. سقوط ساسانیان زمینه تاخت و تاز ترکان ماوراءالنهر به مازندران را فراهم کرد و چون حاکم وقت یعنی «باو» حکومت را رها کرده بود، مردم دچار صدمات زیاد شدند مردم از «باو» که در آتشکده کِوَسان (روستای کوهستان امروزی) معتکف شده بود، خواستند قدرت را به دست گیرد و او با تعهد گرفتن از مردم مبنی بر حکومت مطلق وی بر مازندران، به حکومت بازگشت و نوادگان او به نام آل باوند یا باوندیان در مازندران و بعضاً گیلان قرن‌ها حکومت داشتند. بعدها فرخان بزرگ، فرزند دابویه از سلسله گاوباره حکومتی پرصلابت ابتدا در گیلان و سپس در مازندران تشکیل داد و در مرز و بوم خود دست به عمران و آبادانی زد.
پس از مرگ یزدگرد سوم و نابودی امپراتوری ساسانی، گیل گاوباره در سال ۶۵۱ میلادی، علم استقلال بیفراشتو با ایجاد گاهشماری طبری به نام «اسپهبد طبرستان، گیل گیلانشاه و پتشخوارگر پتشخوارگران» برای خود سکه ضرب کرد. پس از گیل گاوباره دو فرزند او دابویه و پادوسپان هر کدام دودمانی بنا نهادند.
دابویه و فرزندانش حکومت پدر را به ارث برده و با نام دابویگان حاکمان مستقل سراسر پتشخوارگر بودند. آن‌ها در زمان فرخان بزرگ پایتخت خود را از مناطق مرکزی طبرستان به سارویه منتقل کرده و تا سال ۷۶۱ میلادی، یعنی در زمان خلافت منصور عباسی و خودکشی اسپهبد خورشید، آخرین فرمانروای دابویی، به حکومت پرداختند. دیگر نسل گیل گاوباره با نام پادوسپانیان در قالب حکومتی محلی و کوچک در رویان باقی ماندند و در دوره‌ای طولانی میان سال‌های ۶۵۵–۱۵۹۸ میلادی بر نواحی خود مستقر بودند.
در زمان فرار یزدگرد به سوی خاور، یکی از همراهان او باو بود. باو از نوادگان کیوس بود و در زمان گریز با اجازهٔ یزدگرد از او جدا شده و به طبرستان آمد تا از یک آتشکده کوسان در روستای کوهستان امروزی زیارت نماید. وی در طبرستان بود که خبر مرگ شاهنشاه ساسانی را شنید، فلذا در آتشکده عزلت گزید. در زمان حکومت دابویه، به علت دوری پایتخت اولیهٔ دابویگان از مرزهای شرقی طبرستان، مهاجمان از این نواحی به طبرستان هجوم می‌آوردند. به همین سبب مردم از باو خواستند تا به رهبری آنان شتابد و مهاجمان را دور سازد. باو با شروطی درخواست را پذیرفت و بدین شکل حکومت باوندیان شکل گرفت که تا سال‌ها در مرزهای شرقی طبرستان برقرار بود.
از دیگر حکومت‌های این دوره کارنوندیان یا سوخرائیان است که پیشینهٔ آن به هفت خاندان ممتاز ساسانی و چهار خاندان اشکانی می‌رسد. آن‌ها خود را از نسل کاوه آهنگر می‌دانستند و از زمان انوشیروان ساسانی در کوهستان‌های طبرستان حکومت داشتند. این خاندان مسبب شورش عمومی طبرستان علیه خلافت و پس از آن قیام مازیار بودند.

### حکومت‌های شیعه
هم‌زمان با فتوحات مسلمانان از سلسله‌های پادوسبانان، باوندیان و افراسیابیان نام برده شده است که در طبرستان یا قسمتی از آن حکومت می‌کرده‌اند و استقلال نسبی داشته‌اند. مورخان دربارهٔ اولین حمله مسلمین به طبرستان وحدت نظر ندارند.
مازندران برخلاف گیلان (دیلم و طالش و ببر) در دوره اول فتوحات اعراب (۶۴۹–۶۳۷ میلادی) تحت تصرف مسلمانان قرار نگرفت و حتی در زمان بنی امیه تسخیر نشد و در زمان بنی عباس (۷۶۵ میلادی) مناطق جلگه‌ای آن از استراباد تا چالوس به مدت نوزده سال ضمیمه گشت ولی نواحی کوهستانی همچون کجور، سوادکوه، هزارجریب، چهار دانگه، دو دانگه و بندپی مستقل باقی ماندند. در اوایل اسلام در زمان خلافت عثمان سرزمین تالشان، بَبَر، گیلان و دیلم یک‌بار به وسیلهٔ براء بن عازب و بار دیگر به‌وسیلهٔ ولید بن عُقبة بن اَبی مُعَیط فتح شد.
مازندران اولین پایگاه اسلامی و شیعه دوازده امامی است و خاندان مرعشی و خاندان ناصرالحق اطروش هم در مازندران به پایتخت‌گری آمل بوده‌اند.
از سال ۲۲ هجری قمری ترویج دین اسلام در طبرستان آغاز شد و در ۱۴۴ هجری شهر ساری، پایتخت دابویگان به مدت نوزده به دست مسلمانان افتاد. دستگاه خلافت مسلمانان از شرق به چین و غرب به اسپانیای کنونی ختم می‌شد ولی با وجود این شرایط مردمان طبرستان آیین مزدیسنا را حفظ کرده بودند.
شورش طبرستان یا قیام عمومی طبرستان به آن دسته از شورش‌ها و نبردهای مردم طبرستان و مناطق پیرامون آن اشاره دارد که به رهبری اسپهبدان این سرزمین از سال ۱۶۸ هجری قمری تا ۱۸۹ هجری، علیه عباسیان رخ دادند.
۲۵ سال پس از خودکشی اسپهبد خورشید و انقراض گاوبارگان، با بالا رفتن نارضایتی‌ها از عمال خلیفه‌های عباسی، مردم به اسپهبد قارنوندیان، ونداد هرمز، رجوع کردند و از او خواستند تا رهبریشان را برای قیام بر عهده گیرد. وی پس از مشورت با دیگر اسپهبدان، از دودمان‌های پادوسپانیان، باوندیان و مصمغان، این درخواست را پذیرفت. از این پس شروین باوندی چون پادشاه طبرستان بود و ونداد هرمز قارنوندی سپهسالاری او را می‌کرد. آن‌ها در روزی از پیش مشخص شده، شورش بزرگی علیه خلافت عباسی برپا کردند و مردم طبرستان و رویان در این روز پادگان‌ها را فتح نمودند و نظامیان عرب را به قتل رساندند. مورخان از این روز به عنوان «روزی که طبرستان از عمال خلیفه خالی شد» یاد می‌کنند و از کشته شدن ۲۰۰۰۰ نفر خبر می‌دهند.
پس از قتل‌عام عرب‌ها و نایبان خلیفه در طبرستان، خلافت عباسی سلسله نبردهایی برای بازپس‌گیری طبرستان آغاز کرد. خلیفه مهدی عباسی خواستار مرگ ونداد هرمز و آوردن سر او به بغداد، پایتخت خلافت، بود؛ ولی هیچ‌کدام از سردارانش موفق به این کار نشدند.
در تاریخ ابن اسفندیار آمده است کینهٔ مردم طبرستان از عربان به حدی بود که در سال ۱۶۰ هجری مردم امیدوار کوه (کوهستانی میان آمل و گرگان)، از ظلم کارگزاران خلیفه به ستوه آمدند. فرمانروایان آن‌ها که ونداد هرمزد و سپهبد شروین و مسمغان ولاش بودند آن‌ها را ضد اعراب شورانیدند و بدان سبب در اندک زمان شورش و آشوب بزرگی پدید آمد. در یک روز، مردم سراسر طبرستان بر عربان بیرون آمدند و آن‌ها را به باد کشتار گرفتند.
علاوه بر اعراب، ایرانیانی که مسلمان شده بودند نیز طعمه نفرت و کینه مردم شدند. این نفرت و کینه چنان بود که حتی زنهایی از ایرانیان که به عقد زناشویی عربان درآمده بودند، ریش شوهران خود را گرفته از خانه برمی‌آوردند و به دست مردان می‌سپردند تا آن‌ها را بکشند.
برخلاف دیگر نواحی ایران، مردم این خطه به صورتی تدریجی و به خواست خود اسلام را پذیرفتند و از همان ابتدا مذهب تشیع را برگزیدند. در ابتدا وجود دشمنی مشترک، یعنی خلیفه و عوامل خلافت، موجب گرویدن مردم به نادیان قیام علوی بود ولی رفته رفته به تعداد زیدیان پتشخوارگر افزوده شد.

قلمرو علویان طبرستان و گیلان

نخستین حکومت شیعی در ایران علویان طبرستان بود که در در ۲۵ رمضان ۲۵۰ هجری قمری به درخواست مردم محلی توسط حسن بن زید، معروف به داعی کبیر، ایجاد شد. داعی کبیر ابتدا با دودمان طاهریان، که پس از فتح طبرستان نایب خلافت در شمال کشور بودند، به مبارزه پرداخت و پس از اخراج آنان نبردهایی با سپاهیان خلیفه، یعقوب لیث صفاری و چندی از شورشیان داخلی داشت که نهایتاً از تمامی آن‌ها جان سالم به در برد. داعیان بعدی علوی در طبرستان دچار اختلافاتی شدند که منجر به ضعف آنان شد و سامانیان توانستند طبرستان را جزئی از قلمرو خود کنند ولی مجدداً ناصرالحق اطروش به ترویج تشیع زیدی پرداخته و مردم را علیه سامانیان متحد کرد و دودمان علویان طبرستان را بازسازی کرد.
پس از دو یا سه نسل علویان طبرستان و گیلان از شعارهای عدالت‌طلبانهٔ نخستین خود عدول کرده و به کنار رانده شدند. این اوضاع زمینه را برای قیام اشرافی که نسب خود را به ساسانیان می‌رساندند، فراهم نمود و در این منطقه نیاز به حکومتی بود که هر دو قشر شیعیان و زرتشتیان را اقناع کند. از سوی دیگر، در اواسط قرن سوم هجری خلافت عباسی با جنبش‌های استقلال‌طلبانه‌ای مواجه شد که ضعف سیاسی او را در پی داشت. این جنبش‌ها در میان ایرانیان، که از پیش منتظر فرصتی برای شورش بودند، با ظهور دولت‌هایی مانند سامانیان و صفاریان این روند آغاز شد و از اوایل قرن چهارم هجری در شمال ایران جنبش‌های گوناگونی علیه خلیفه آغاز شد که اسفار بن شیرویه، ماکان کاکی، سالاریان، زیاریان و آل بویه از این دسته‌اند.
██ ماکان کاکی
██ سالاریان 
██ اسماعیلیان
██ مرداویج زیاری (پررنگ: ابتدای سال ۳۱۹ ه‍.ق - کم‌رنگ: پایان سال ۳۱۹ ه‍.ق)

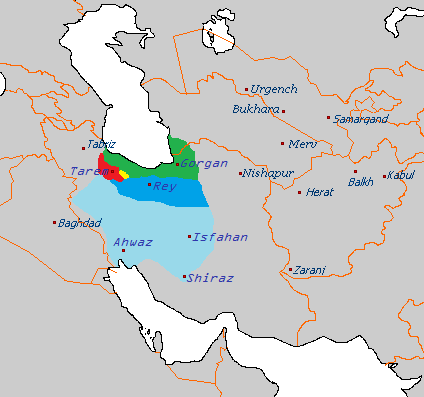
قلمرو حاکمان دیلمی پس از نابودی حکومت علویان طبرستان و گیلان:

عده‌ای از سپاهیان بلند مرتبهٔ علویان طبرستان پس از افول این حکومت علم استقلال برافراشتند. از جمله این سپاهیان پیشین مرداویج زیاری بود که قصد احیای امپراتوری ساسانیان را داشت. او نواحی بسیاری را در سال ۳۱۹ هجری فتح کرد و سلسلهٔ زیاریان را تأسیس نمود. مرداویج در اوج قدرت خود به قتل رسید. پس از مرگ مرداویج، آل بویه که پیشتر در خدمت او بودند، قدرت یافته و جانشین مرداویج، وشمگیر، را شکست دادند و پس از آن حکومت زیاریان به طبرستان محدود شد ولی آل بویه به چنان قدرتی دست یافت که خلیفه مطیع آنان گشت.
با روی کار آمدن خاندان‌های ترک‌تبار در ایران، غزنویان موفق شدند طبرستان را رسماً فتح کنند ولی به حاکمان محلی (به‌طور مثال باوندیان و پادوسپانیان) خودمختاری دادند و به خراج، خطبه و سکه بسنده کردند. آن‌ها در گیلان همین قدر موفقیت را نیز کسب نکردند، سلجوقیان نیز رویکرد مشابهی داشتند. در این دوران اسماعیلیان طرفداران بسیاری در نواحی جنوب دریای خزر جذب نمود و حسن صباح در الموت قلعه‌ای مستحکم بنا کرد. در زمان خوارزمشاهیان دودمان باوندیان توسط آن‌ها قلع و قمع شد و محمد خوارزمشاه هنگام حمله مغولان به ایران به جزیره آبسکون در طبرستان گریخت. 

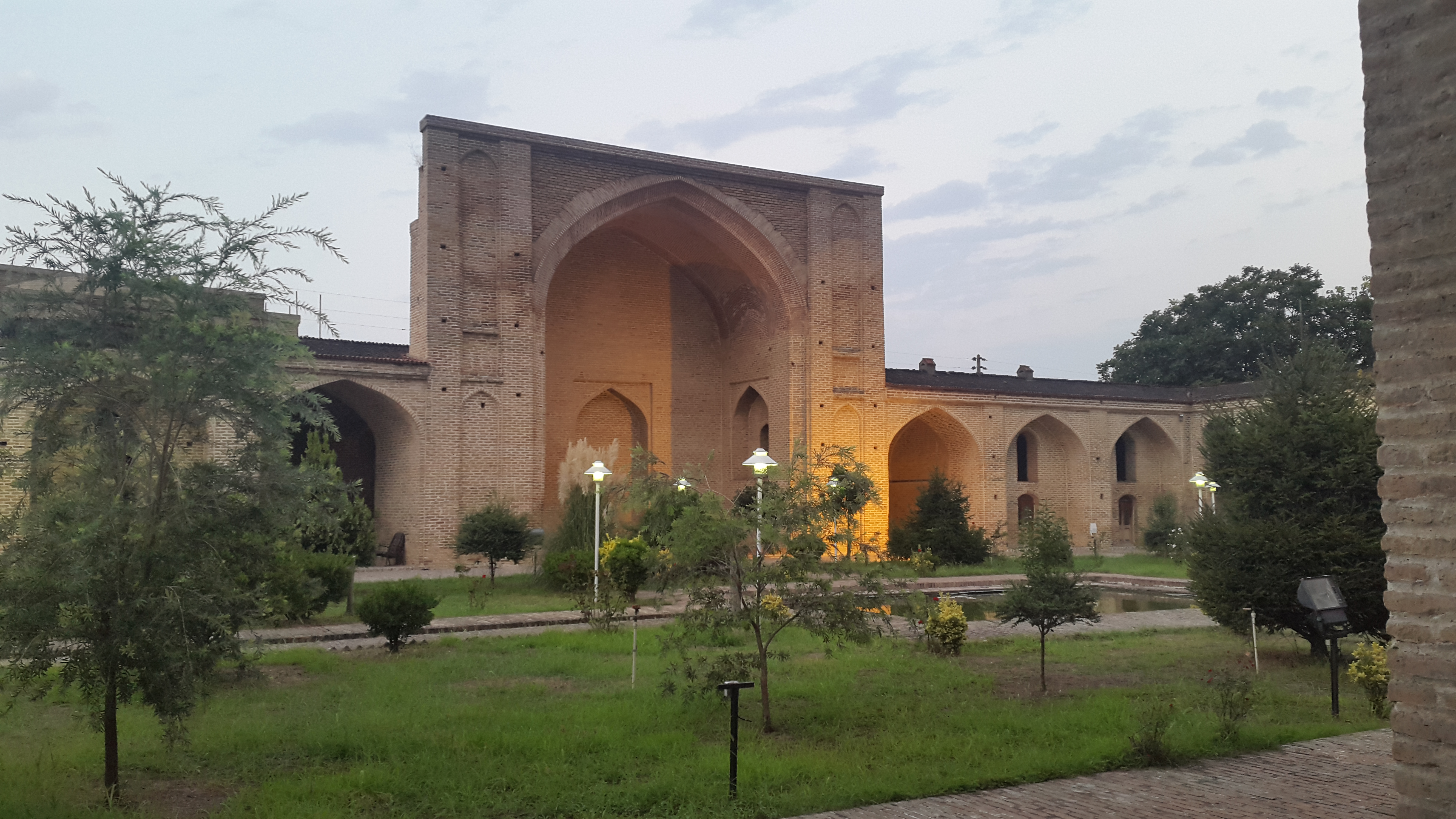
مسجد جامع فرح آباد به جا مانده از دوره صفوی در مازندران

شیخ خلیفه، از روحانیون شیعه آمل در زمان حکومت مغولان بر منطقه، در منطقهٔ سبزوار نهضتی انقلابی علیه ایلخانان را رهبری کرد که به سربداران معروف است. عدهٔ بسیاری در طبرستان نیز به پیروی از این جنبش برخاستند. پس از مرگ شیخ خلیفه جانشینان وی قلمرو حکومت سربداران را وسعت بخشیده و به سوی مازندران نیز لشکرکشی کردند که با شکست همراه بود. هم‌زمان با این رخدادها در دوران ملوک‌الطوایفی، آخرین اسپهبد سلسلهٔ باوندیان توسط یکی از فرماندهان خود به قتل رسید و کیا افراسیاب چلاوی حکومت چلاویان را ساخت. از طرفی قوام‌الدین مرعشی، ملقب به میربزرگ، تحت تأثیر جنبش سربداران قرار داشت، پیروان بسیاری در طبرستان کسب کرد. او در ابتدا با کیا افراسیاب متحد بود ولی میانشان اختلافاتی رخ داد و نهایتاً میربزرگ در نبرد جلالک مارپرچین دودمان چلاوی را شکست داده و کیا افراسیاب را به مرگ رساند و دودمان مرعشیان را تأسیس کرد. یکی از فرزندان کیا افراسیاب به نام اسکندر شیخی، که از این معرکه جان سالم به در برد، نزد تیمور گورکانی رفته و او را ترغیب نمود تا به طبرستان لشکرکشی نماید. تیمور خرابی‌ها و قتل‌عام‌های بسیاری در طبرستان انجام داده و سادات مرعشی را تبعید کرد ولی پس از مرگ او، مجدداً مرعشیان بازگشته و حکومت طبرستان را به دست آوردند.

### تاریخ معاصر

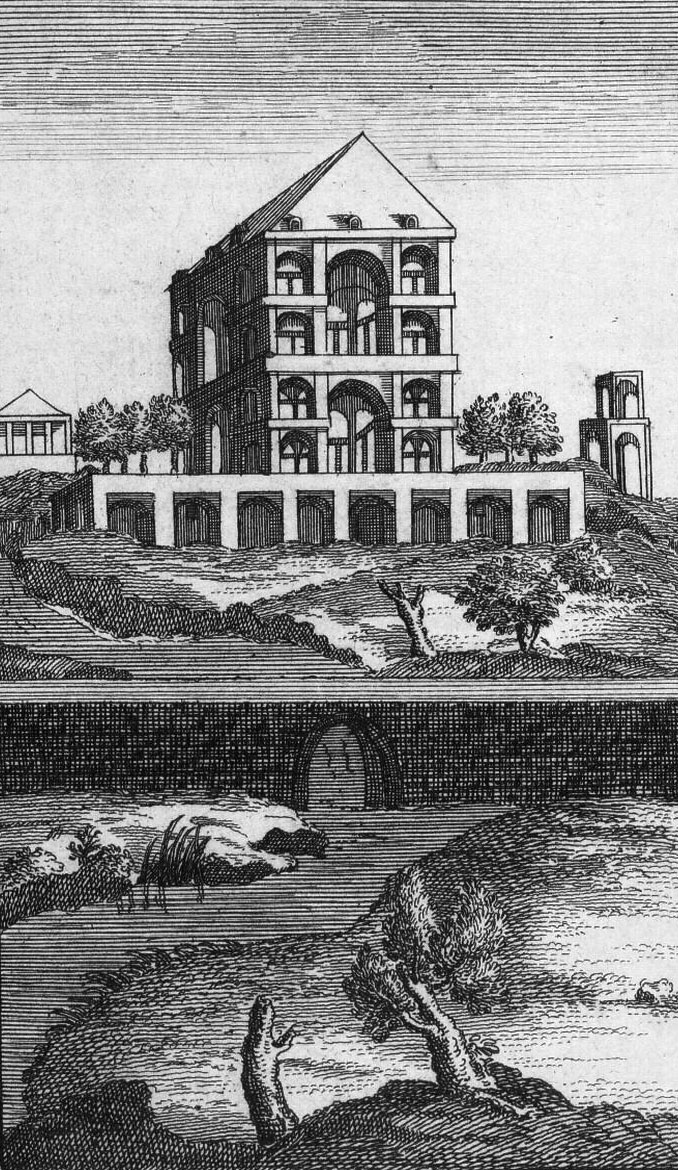
کاخ صفی‌آباد در اشرف‌البلاد اثر ژان شاردن، کاخی که بنیادی‌ترین جای ماندگاری شاه عباس بزرگ در مازندران بود.

با قدرت گرفتن صفویان، امیران مرعشی مطیع آنان شده و با خاندان صفوی روابط نسبی برقرار کردند. خیرالنساء بیگم، از شاهزادگان صفوی، به ازدواج شاه محمد خدابنده درآمد و حاصل این ازدواج، شاه عباس کبیر، قدرتمندترین شاه صفوی است. شاه عباس تمامی حکومت‌های محلی شمال ایران را برانداخت و برای همیشه مازندران را جزئی از خاک رسمی ایران نمود. از جمله حکومت‌هایی که به دست شاه عباس نابود شدند مرعشیان، پادوسپانیان، مرتضویان، الوند دیو، کیاییان، اسحاقوندان و… بودند. شاه عباس کبیر پس از آن به‌آبادی مناطق مذکور همت گماشت؛ به‌طور مثال شهر اشرف را در شرق مازندران بنیان نهاد و فرح‌آباد را در شمال ساری آباد نمود.

### دورهٔ قاجار

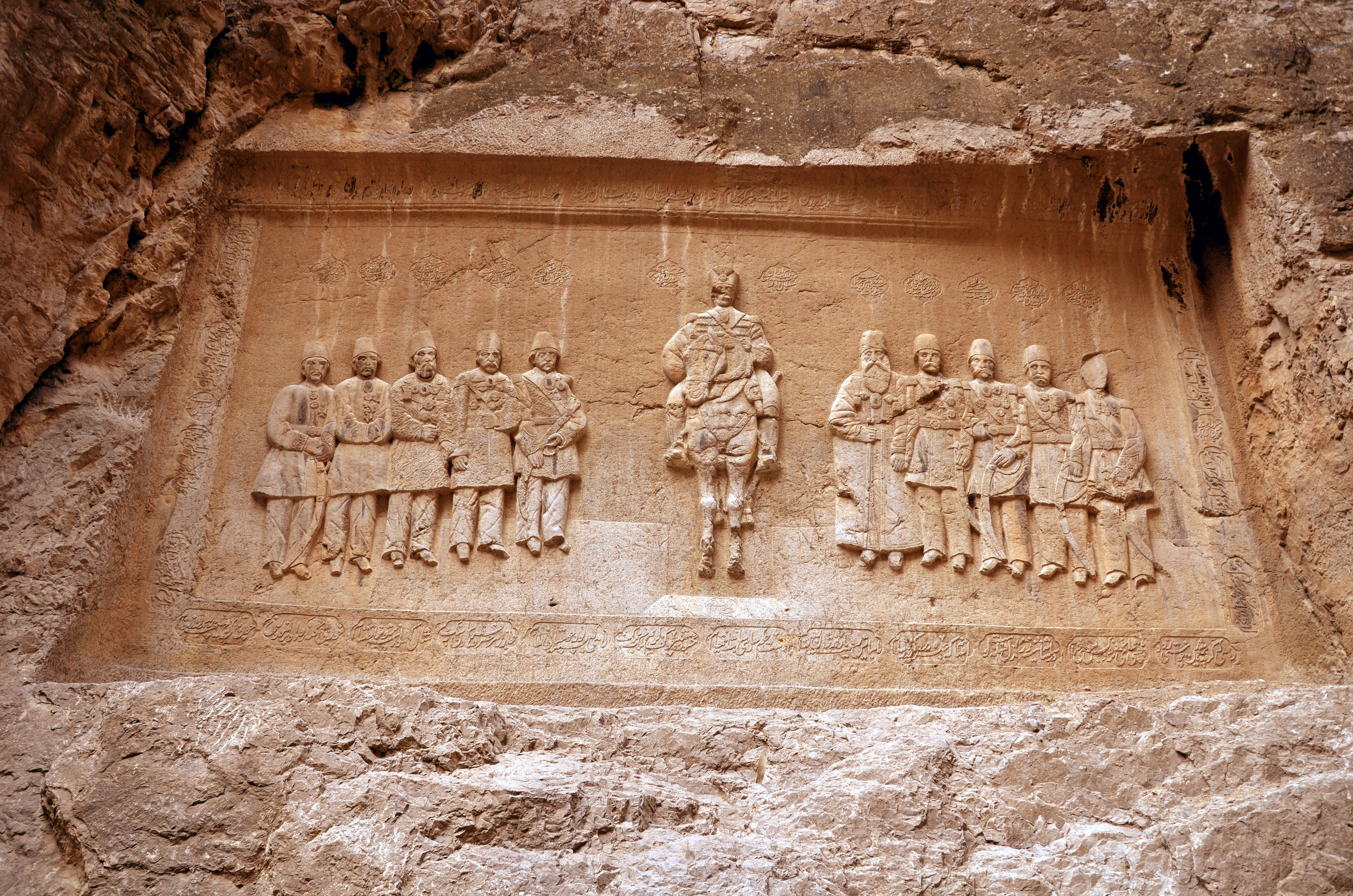
شکل شاه به جا مانده از دوره قاجار در مازندران

در عصر قاجار به علت اسکان ایل قاجار در شرق مازندران، استان مازندران که آن زمان شامل شهرهایی همچون استرآباد (گرگان کنونی) می‌شد جایگاه ویژه‌ای نزد ایل قاجار پیدا کرد. در این میان بسیاری از بزرگان مازندران به حمایت از آغامحمدخان قاجار پرداختند به گونه‌ای که اکثریت ارتش آغامحمدخان قاجار را مازندرانی‌ها تشکیل می‌دادند.
شهر ساری پایگاه و پایتخت آغامحمدخان و ایران کمی پیش از تاجگذاری قاجاریه بوده است. 
محمدخان سوادکوهی حاکم مازندران پس از کشته شدن محمدحسن خان قاجار، پسر ارشد وی، آغامحمدخان قاجار - که به تازگی رئیس تیره قوانلو گشته بود و در پی جمع‌آوری لشکر در مازندران بود - را در بهشهر دستگیر کرده و نزد کریم خان زند برد.
میرزا شفیع مازندرانی ملقب به اعتمادالدوله یکی از متعمدان مازندرانی آغامحمدخان قاجار بوده که در فرماندهی و جذب قوا در مازندران برای ارتش آغامحمدخان قاجار کمک‌های شایانی کرد و در نهایت به صدارت اعظمی قاجار رسید.
مهدی خان خلابر یکی دیگر از معتمدان مازندرانی آغامحمدخان قاجار بود که در فتح گیلان نقش قابل توجهی داشت و حمایت او از آغامحمدخان قاجار باعث شد که او به حاکمیت تنکابن منسوب شود. عباس مازندرانی یکی از سه قاتل آغامحمدخان قاجار بود که با خداد اصفهانی و صادق خان گرجی در قتل او همدست شد.
در عهد مشروطه نیز مازندرانی‌هایی همچون محمدولی‌خان تنکابنی، علی دیوسالار (سالار فاتح)، خلیل خان درویش طبرستانی، علی خان اسفندیاری، ابوالقاسم خان مصدق خواجه نوری، زهرا سلطان نوری، سردار جلیل کلبادی، سردار رفیع یانسری عازم تهران شدند تا به استبداد محمد علی شاه پایان دهند. محمدولی‌خان تنکابنی در عهد قاجار چند دوره به صدارت رسید.

### تنکابن و رامسر در سفرنامه‌های دوران قاجار
در دوران قاجار جماعتی از فرنگیان از ایران بازدید کرده و سفرنامه‌هایی را نگاشته‌اند. یکی از سفرنامه‌های مهم که به تنکابن اشاره داشته است سفرنامهٔ موسیو بوهلر می‌باشد. این سفرنامه شرح مأموریت وی به دستور ناصرالدین شاه قاجار برای تهیهٔ گزارشی از وضع راه‌های گیلان و مازندران می‌باشد. این سفرنامه در سال ۱۳۵۷ توسط انتشارات گیل لاهیجان با عنوان سفرنامه و جغرافیای گیلان و مازندران به چاپ رسید. در صفحهٔ ۳۶ از این سفرنامه آمده است: پس از طی پنج فرسخ راه از آبگرم، به خرم‌آباد می‌رسند که ده بزرگی است از محال تنکابن و جزء ولایت مازندران است، و حاکم آن حبیب‌الله خان است و این قریه در میان جنگل وسیعی می‌باشد و مشارالله یک عمارت خوبی در آنجا دارد و همچنین باغ پاکیزه ای در آنجا بنا گذاشته است که اکثر اشجار آن لیمو و نارنج است.
جیمز بیلی فریزر اسکاتلندی در جوانی به هندوستان سفر کرد و در سال ۱۸۲۱ میلادی وارد خراسان شد و از راه مشهد به مازندران و گیلان رهسپار گشت. فریزر بار دیگر در سال ۱۸۳۳ میلادی با مأموریت دیپلماتیک وارد ایران شد و در زمستان همان سال از مناطق گیلان و مازندران بازدید نمود و کتابی را با عنوان سفرنامه زمستانی به تجربیاتش دربارهٔ سواحل جنوبی دریای مازندران اختصاص داد. در سال ۱۳۶۴ خورشیدی، کتابی با عنوان سفرنامه فریزر، معروف به سفر زمستانی به چاپ رسید. فریزر پس از گذر از مازندران به گیلان وارد می‌شود. در صفحه ۵۶۲ از کتاب قید شده: صبح روز چهارم از سخت سر (رامسر) که نقطه ای زیبا و پرتگاهی است کنار آب و در آنجا رشته عظیمی از کوه‌ها پایان می‌گیرد و مرز میان مازندران و گیلان آغاز می‌شود. در ادامه کتاب و در صفحه ۵۶۶ قید شده است: صبح فرحبخش دل‌انگیزی بود و اواخر ماه اوت که پس از شبی که باران ما را خیس کرده بود، به سلامت وارد سرزمین گیلان شدیم و به نخستین شهر آن رودسر رسیدیم.
پیر آمدی ژوبر دیگر سیاح اهل اروپا بود که به عنوان سفیر ناپلئون بناپارت به دربار عثمانی و دربار فتحعلی شاه قاجارا آمد. وی در حدود سال ۱۸۰۷ میلادی به دربار ایران آمد و مورد مهربانی فتحعلی شاه واقع گردید و در حین بازگشت چندین نسخه کتاب خطی فارسی و خلعت دریافت داشت. وی همچنین استاد زبان‌های فارسی و ترکی در فرانسه بود. سفرنامه ژوبر با عنوان مسافرت در ارمنستان و ایران از پ. آمده ژوبر به انضمام جزوه ای دربارهٔ گیلان و مازندران در سال ۱۳۴۷ به چاپ رسید. در صفحه ۳۴۶ از کتاب که دربارهٔ ولایات مازندران هست و پس از گذر از گیلان و عزیمت به سوی مازندران، چنین قید شده: هنگامی که از رودسر عزیمت می‌کنند باید شش فرسخ (لیو) بگذرند تا به مازندران برسند و از این طرف نخست به قصبه سخت سر می‌رسیم. فوراً متوجه اختلاف لباس می‌شویم. به‌جای کلاه‌های استوانه ای و شبکلاه‌های گیلانی، اینها سرشان از یک کلاه کاجی شکل کوتاه و نوک تیز که با پوست بره یا ماهوت قهوه ای رنگ که در آنجا می‌بافند پوشیده شده است. روپوش گشاد و شلوارشان از همان پارچه است. به افتخار ما یک درختچه که شاخه‌هایش از پاپوش‌های کوچک پشمی و کهنه‌پاره‌ها و کلاف‌های زمخت ابریشم زیور یافته بود کاشتند، شش مرد دهکده دو تا دو تا با هم نبرد کردند و فرزی خود را برای سرنگون کردن دیگری به نمایش گذاشتند. من با خرسندی ملاحظه کردم که آن‌ها از اینکه سخت همدیگر را بزنند پرهیز می‌کردند و آنکه فیروز می‌شد رقیب خود را بلند می‌کرد و در آغوش می‌گرفت.
رابینو در کتاب مازندران و استراباد می‌نویسد: رودخانه سرخانی مرز بین گیلان و مازندران است. سختسر ناحیهٔ کوچکی از تنکابن است و وسعت آن از رودخانه سرخانی در مغرب و تا نسیه رود در مشرق است. از جنوب به کوه‌های اشکور گیلان که آن را از رودبار الموت جدا می‌سازد. بیشتر سکنهٔ آن تابستان را در کوهستان به‌سر می‌برند و فقط در اوایل زمستان به دهات خود مراجعت می‌کنند کوه‌هایی که در سمت جنوب تقریباً وصل به سختسر است، عموماً به بالابند یا جوربند معروفند در آنجا باقلا و گندم و جو بمقدار کمی کاشته می‌شود. بیشتر سکنه آن از ساداتند. ملگونف نوشته بود که که صد تن ار اوصانلوها در آنجا ساکن بودند ولی فعلاً کسی از آنها در آنجا نیست.

### پهلوی

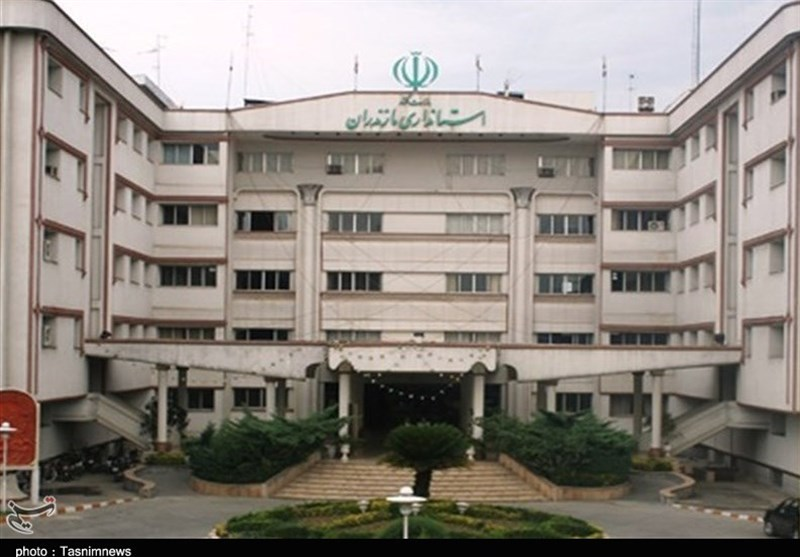
استانداری مازندران

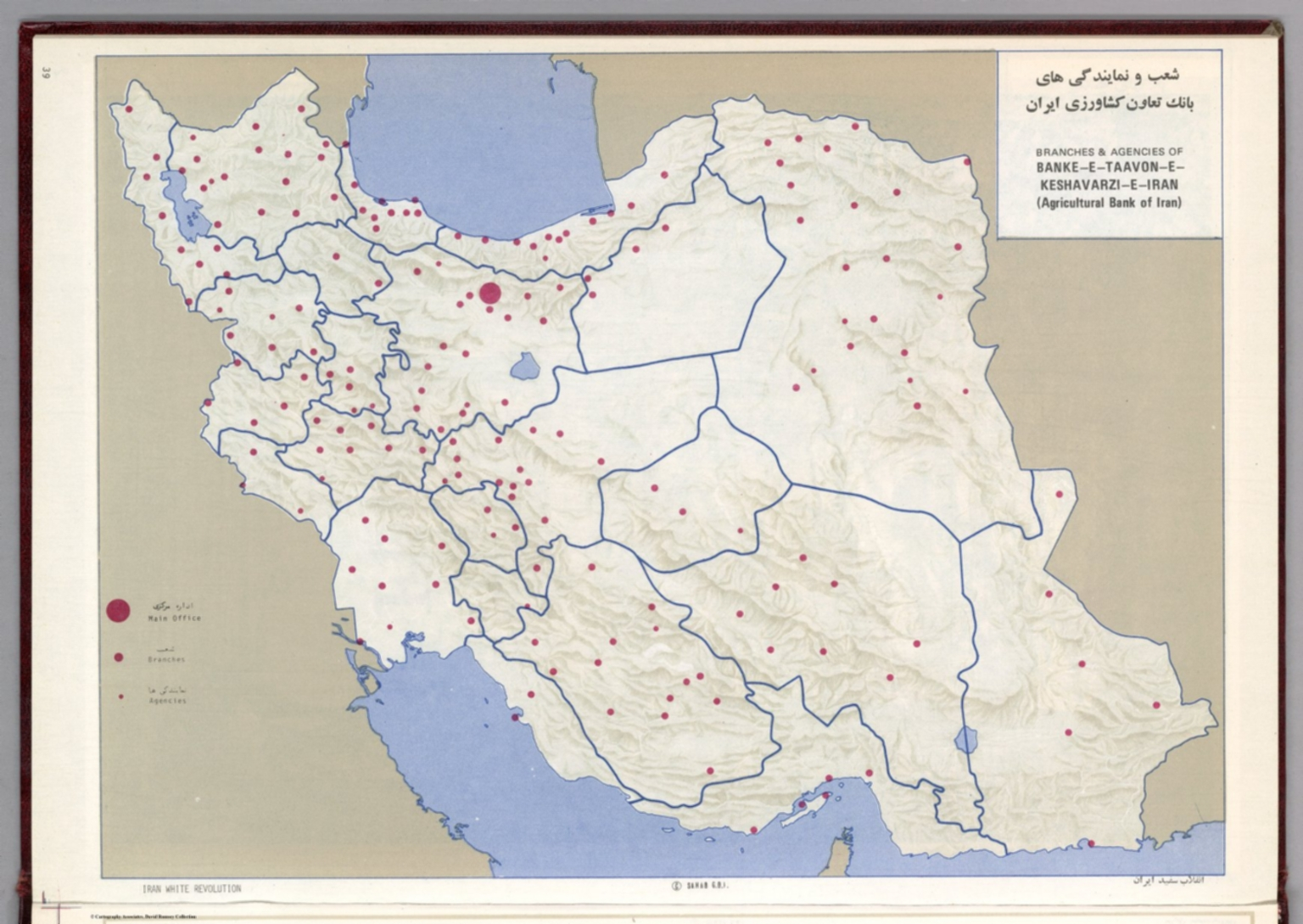
استان مازندران در نقشه سال ۱۳۵۱ خورشیدی - پیش از جدا شدن استان گلستان

دودمان پهلوی آخرین دودمان طبری‌تبار و مازندرانی بوده که بر ایران حکومت کرده است. پدربزرگ رضاشاه، مرادعلی‌خان سوادکوهی نام داشته که در جنگ هرات (افغانستان) در ارتش محمدشاه قاجار حضور داشته و در آن جنگ از خودش رشادت و دلیری به خرج داده است. رضا سوادکوهی پایه‌گذار سلسلهٔ پهلوی در آلاشت سوادکوه مازندران در یک خانواده طبری‌تبار زاده شد. وی به علت مرگ زودهنگام پدر، خردسالی را در فقر گذراند. رضاشاه از نوجوانی به نظام پیوست و مدارج ترقی را پیمود. در کودتای ۳ اسفند ۱۲۹۹، نیروهای قزاق (نه به معنی قوم قزاق ساکن جمهوری قزاقستان، بلکه به معنی کوچ‌نشین و غیرساکن) به فرماندهی رضاخان قوای قاجار را شکست داده و تهران را اشغال کردند. او ابتدا در مقام وزارت جنگ، بسیاری از ناآرامی‌ها و راهزنی‌ها را از میان برد و از تجزیهٔ ایران جلوگیری کرد و مناطق استقلال‌یافته را به خاک ایران بازگرداند. او در ۳ آبان ۱۳۰۲ با فرمان احمدشاه قاجار، به نخست‌وزیری گمارده شد و ابتدا تلاش ناکامی در جهت تبدیل شاهنشاهی ایران به جمهوری کرد اما در سال ۱۳۰۴ با رأی مجلس ایران به پادشاهی رسید. محمدرضاشاه آخرین پادشاه طبری‌تبار و همچنین آخرین شاه ایران بود، او به مدت ۳۷ سال بر ایران سلطنت کرد و در سال ۱۳۵۷ به علت انقلاب اسلامی از قدرت کنار رفته و نظام جمهوری اسلامی جایگزین بیست و پنج سده نظام شاهنشاهی در ایران گردید.

## چگونگی نام‌گذاری

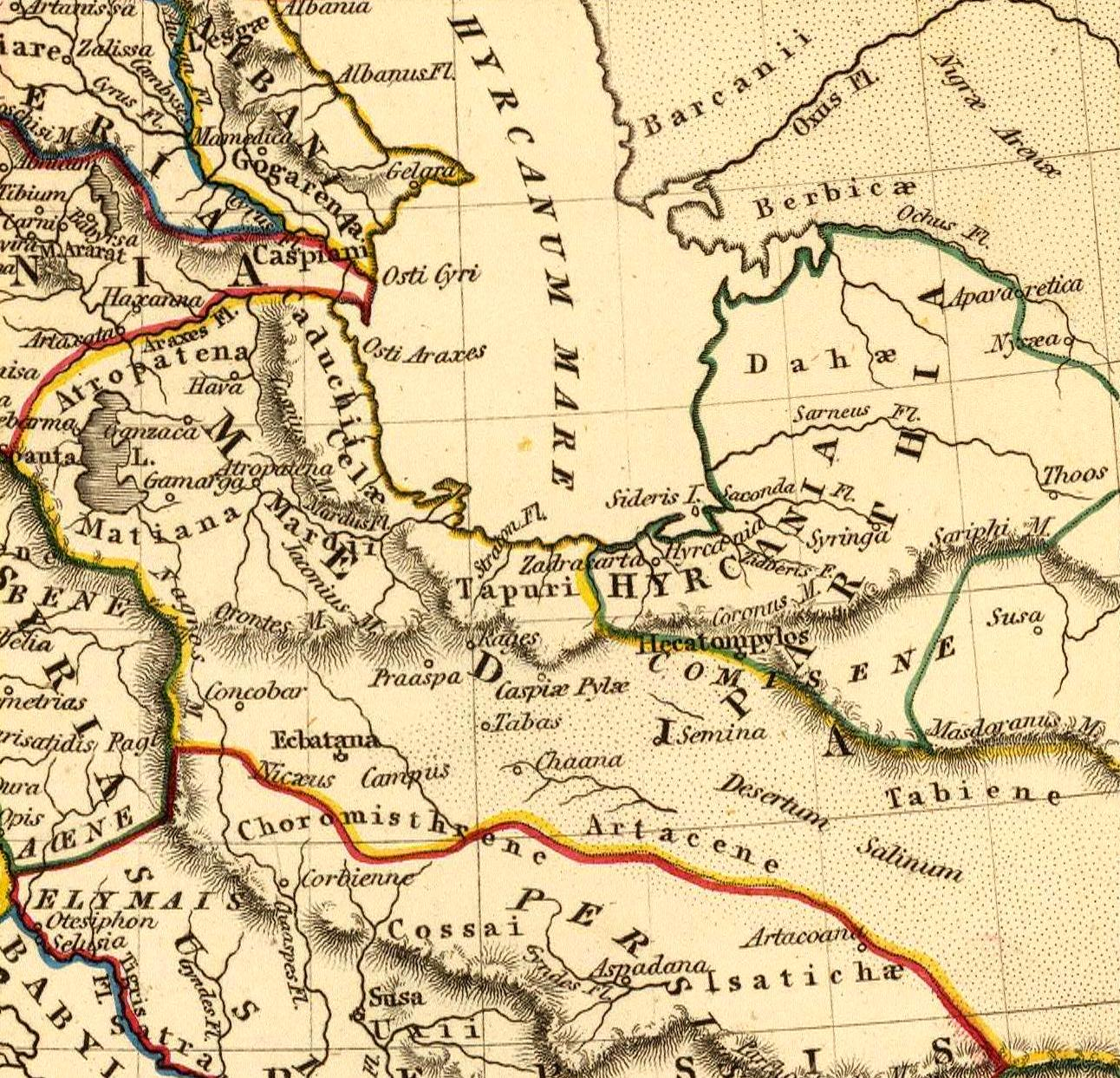
موقعیت تپوری‌ها (Tapuri) در قرن دوم قبل از میلاد، از شرق سپیدرود تا هیرکانیا

نام تاریخی سرزمین شمالی ایران در دوران باستان به‌گونه تپوش‌آری و تپوری و تپورستان بوده است که ریشه در نام قوم تپور دارد. به گفته اسدالله عمادی نخستین بار نام این سرزمین در سنگ‌نوشته های آشوری به‌گونه تپوش‌آری گفته شده است. کتزیاس گذشته‌نگار دوران هخامنشیان در گزارش لشکرکشی‌های آشوریان، به سرزمین تپوری میان دو سرزمین هیرکانی و کادوسی اشاره می‌نماید و پولیبیوس به کوه‌های تپوری در میانه دروازه کاسپین (گرمسار) و دریای هیرکانی اشاره می‌نماید و استرابون به سرزمین تپوری در نزدیکی ری و دروازه کاسپین (گرمسار) اشاره می‌کند و آریان و کوینت کورس در گزارش جنگ‌های اسکندر مقدونی و هخامنشیان به یک ساتراپ به نام ساتراپ تپوری در کرانه دریای مازندران اشاره می‌کنند که سرزمین آمارد نیز به آن پیوسته بود. گذشته‌نگاران ارمنی دوران ساسانی همچون موسی خورنی و سبئوس به این سرزمین با عنوان تپرستان یاد کرده‌اند. نام این سرزمین در سکه اسپهبدان طبرستان به‌گونه تپورستان ذکر شده است.
بر سر این که مازندران از آغاز همین سرزمین کنونی بوده باشد، اختلاف نظر وجود دارد. تا قرن‌ها نام سرزمینی، که بخش بنیادین آن را استان مازندران کنونی تشکیل می‌داده، «تپوری» یا «تپورستان» یا «طبرستان» بوده است که برگرفته از نام قوم باستانی تپورها می‌باشد که در مازندران زندگی می‌کردند و پس از اسلام طبری نامیده شدند. این قوم پیش از آمدن آریایی‌ها در کنار آماردها قومیت اصلی منطقه بوده است. سپس عبارت مازندران به نواحی جلگهای جنوب دریای مازندران اطلاق شد و در کنار طبرستان (برای نواحی کوهپایه‌ای) استفاده می‌شود. پس مانده بودن نام مازندران برای این ناحیه این تردید را به وجود آورده است که مازندران در شاهنامه فردوسی به سرزمینی که اکنون مازندران نامیده می‌شود، اطلاق نمی‌گردد. صادق کیا همانند با دیدگاه ظهیرالدین مرعشی مازندران را بخشی از طبرستان می‌داند و به گفته وی طبرستان شامل دو ولایت مازندران و گرگان می‌شد و از دیناره جاری تا ملاط لنگرود بخشی از طبرستان بود و طبرستان به دو ولایت کوچک‌تر به نام مازندران و گرگان تقسیم می‌شد و از بیشه انجدان تا ملاط لنگرود بخشی از مازندران بود و از بیشه انجدان تا دیناره جاری بخشی از گرگان بود.

### گستره طبرستان و مازندران

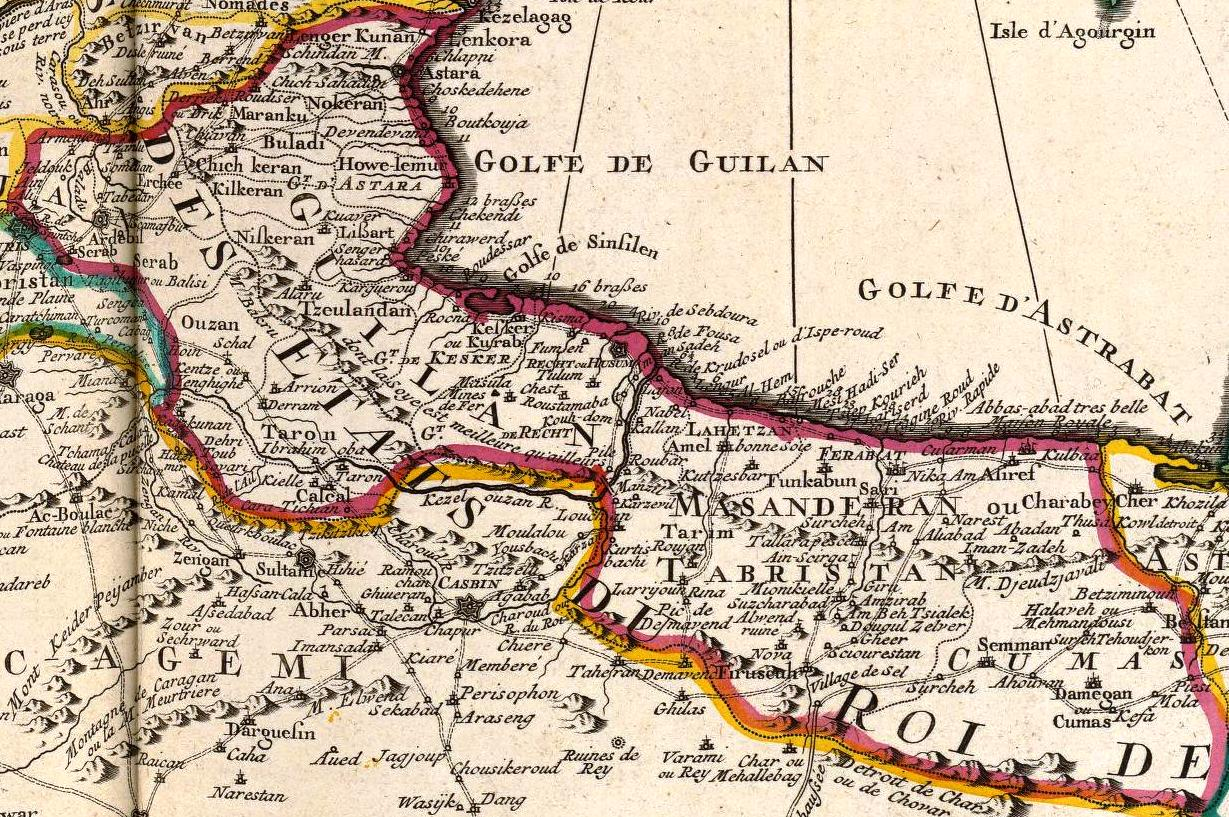
نقشه ای قدیمی مازندران را در قسمت جلگه‌ای و تبرستان را در بخش‌های کوهستانی نشان می‌دهد.

سرزمین تپورستان در دوران باستان میان دو سرزمین هیرکانی و کادوسی قرار داشت به گونه‌ای که کتزیاس گذشته‌نگار یونانی دوران هخامنشی به سرزمین تپوری میان دو سرزمین هیرکانی و کادوسی اشاره می‌نماید. پولیبیوس گذشته‌نگار یونانی نیز به کوه‌های تپوری میان دروازه کاسپین (گرمسار) و دریای هیرکانی اشاره می‌کند. و استرابون به سرزمین تپوری در نزدیکی ری و دروازه کاسپین (گرمسار) اشاره می‌کند و آریان و کوینت کورس در گزارش جنگ‌های اسکندر مقدونی و هخامنشیان به یک ساتراپ به نام ساتراپ تپوری در کرانه دریای مازندران اشاره می‌کنند که سرزمین آمارد نیز به آن پیوسته بود و این ساتراپ تا رود آماردوس ادامه داشت. گذشته‌نگاران ارمنی دوران ساسانی همچون موسی خورنی و سبئوس از تپرستان به عنوان سرزمینی در شمال ایران یاد کرده‌اند و به شهرهای آمل، رویان و زریچان در آن اشاره نمودند.
سرزمین طبرستان در دوران اسلامی از سمت غرب با دیلم و از سمت شرق با جرجان همسایه بود و شامل شهرهای «آمل، ساریه، مامطیر، ترنجه، ربست، میلا، هزارگریب، مهروان، تمیش، تمار، ناتیل، چالس، رویان و کلار» می‌شد؛ هرچند طبرستان در اوج قدرت گرگان و دیلمان را شامل می‌شده است به گونه‌ای که گذشته‌نگاران اسلامی همچون زکریای قزوینی در آثار البلاد و اخبار العباد و ابن عبدالحق بغدادی طبرستان را سرزمینی میان عراق و خراسان توصیف نموده‌اند، که در کنار دریای مازندران واقع شده است و شهرها و دهات بسیار دارد و محمد بن محمود بن احمد طوسی طبرستان را اقلیمی دانست که مرز آن از بلاد اران تا جرجان و مرزی از دریای مازندران تا طالقان و حمزه اصفهانی، گذشته‌نگار قرن سوم، دیلم را بخشی از طبرستان ذکر نموده است. یوزف مارکوارت طبرستان را همان پتشخوارگر می‌داند و ابن فقیه همدانی پتشخوارگر را بخشی از طبرستان و از شهرهای رویان می‌داند. طبق نظر ابن فقیه همدانی رویان از کوره‌های طبرستان است و از شهرهای رویان: چالوس، لارز، شرز و بذشوارجر است.
امین احمد رازی نویسنده کتاب تذکره هفت اقلیم در باب طبرستان می‌نویسد: از حوالی جرجان و حدود دامغان تا کوهستان ری و طالقان بخشی از طبرستان است. رستمدار و کجور و دیمه و لاریجان نیز متعلق به طبرستان است و برخی جیلانات را نیز داخل طبرستان شمرده‌اند.
دهخدا در فرهنگ خود دامنه واژه تبرستان می‌نویسد:

آنچه از تاریخ طبرستان معلوم است و آن ولایت به تبرستان که لفظ فارسی قدیم است موسوم شده و حدود آن رویان، نور، کجور، آمل، ساری، استرآباد، گرگان، لاریجان، گیلان، دماوند، سوادکوه، دامغان، سمنان، تهران، رودبار و قزوین بوده.

ظهیرالدین مرعشی در کتاب تاریخ طبرستان و رویان و مازندران می‌نویسد: حد طبرستان از طرف شرقی دیناره‌جاری و از طرف غربی ملاط که آن قریه شهر هوسم که اکنون به فرضه روده‌سر اشتهارد دارد. حد مازندران از طرف شرقی بیشه انجدان می‌باشد و از طرف غربی ملاط می‌باشد. حد گرگان حالیا که به استرآباد مشهور است و اصلاً دهستان می‌گفتند شرقی دیناره جاری است که حد شرقی تمام طبرستان است و غربی انجدان که حد شرقی مازندران است. به گفتهٔ ظهیرالدین مرعشی مازندران بخشی از طبرستان است و سرزمین طبرستان، گرگان و مازندران هر دو را در بر می‌گرفت.
یاقوت حموی در معجم البلدان دامنه واژه مازندران و طبرستان می‌نویسد: «طبرستان معروف به مازندران است و نمی‌دانم از کی به مازندران نامیده شده است و آن نامی است که ما آن را در کتاب‌های قدیم نیافتیم، و همانا از زبان اهل آن بلاد شنیده شده است و بی‌شک مازندران و طبرستان یکی است.»
در حقیقت این دو نام یعنی طبرستان و مازندران به یک معنی بوده‌اند اما در همان حال که اسم طبرستان بر تمامی بخش‌های کوهستانی و زمین‌های پست ساحلی اطلاق می‌شد واژه مازندران بر منطقهٔ زمینی پست ساحلی از دلتای سپیدرود تا جنوب شرقی دریای مازندران ادامه دارد اطلاق می‌گردید.
به مازندران موزاندرون می‌گفتند به سبب آنکه موز نام کوهیست از مرز گیلان کشیده تا بلار و قصران که موز کوه گویند همچنین تا به جاجرم یعنی این ولایت درون کوه موز است اما آنچه منسوب به طبرستان منسوب است از دینار جاری شرقی تا به ملاط که دهی است ورای هوسم می‌گویند که در گذشته بیشه بوده است.

### گستره رویان
رویان به سرزمینی آباد در غرب مازندران گفته می‌شد که شامل کجور، کلارستاق، لنگا، تنکابن، سختسر، هوسم، الموت، طالقان، لورا، ارنگه، رودبار قصران و لارقصران می‌شد.
1. منطقه کجور: از رود چالوس تا رود هراز شامل خاچیک (نوشهر)، سولده (نور)، علمده، ناتل، چمستان، بلده، زندرستاق، پنجک رستاق، زانوس رستاق، میخساز رستاق، خورشید رستاق، خیررودکنار، بندی پی چلندر
2. منطقه کلارستاق: از نمکابرود تا رود چالوس در جلگهٔ بیرون بشم و میان بشم شامل چالوس، هچیرود، مرزن آباد (مزنه)، کلاردشت (کلار)
3. منطقه لنگا: از نمکابرود تا آب نشتا شامل عباس‌آباد، نشتارود، کلارآباد، پلنگ کلا و ساقی کلا
4. منطقه تنکابن: از آب نشتا تا آب شیرود شامل شهسوار، خرم‌آباد، شیرود، گلیجان، چالکش، سه هزار و دوهزار
5. منطقه سختسر: از آب شیرود تا رودخانه سرخانی شامل سختسر (رامسر)، اشکور شرقی، جورده
6. منطقه هوسم: از رودخانه سرخانی تا آب ملاط شامل رودسر، املش، چابکسر و کلای چای و اشکور غربی
7. منطقه الموت: از رودبار زیتون تا طالقان شامل رودبار الموت شرقی و رودبار الموت غربی
8. منطقه طالقان: شامل بالا طالقان، میان طالقان و پایین طالقان
9. منطقه لورا: شامل دهکده‌های کنار رود کرج تا دوآب شهرستانک
10. منطقه ارنگه: شامل دهکده‌های کنار رود کرج از دو آب شهرستانک به طرف کرج
11. منطقه رودبار قصران: شامل شمیرانات و دهکده‌های کناررودخانه جاجرود به انضمام لواسان بزرگ
12. منطقه لارقصران: شامل دهکده شعبه اصلی هراز با مراتع میان کوه‌های خرسنگ و خاتون بارگاه تا دهنه زیر پلور و لاریجان

### رویان طبرستان
منطقه رویان کهن از بخش‌های غربی طبرستان بوده است که شامل شهرستان‌های نور، نوشهر، چالوس، کلاردشت (کلار)، عباس‌آباد (لنگا)، تنکابن و رامسر (سختسر) می‌شده است و گاهی مرز غربی آن تا رودسر (هوسم) ادامه می‌یافت مردم رویان کهن به زبان طبری و گویش طبری رویانی که زبان اسپهبدان طبرستان نیز بود سخن می‌گفتند. به گفته ابن فقیه همدانی، رویان از کوره‌های طبرستان است و از شهرهای رویان: چالوس، لارز، شرز و بذشوارجر است. در حدودالعالم؛ ناتل، چالوس و کلار از کورهٔ رویان و جزئی از خاک طبرستان معرفی شده است.

### گستره رستمدار
از قرن هفتم تا دوره صفویه منطقهٔ رویان بیشتر با نام رویان و رستمدار یا رستمدار شناخته می‌شد و در این دوره مرزهای ولایت رستمدار شامل مناطق کلارستاق، کجور، نور، طالقان، لاریجان، لواسانات، شمیرانات و مناطق پشت کوه البرز مرکزی می‌شد. گذشته طبرستان شامل گرگان، استرآباد، مازندران و رستمدار می‌شد یعنی سرتاسر سرزمینی که میان دینار جاری در خاور و ملاط لنگرود (واقع در گیلان) در باختر بود را شامل می‌گشت. مرزهای پیشین رستمدار عبارت بود از: سیسنگان یا رودخانه مانهیر در خاور و ملاط لنگرود در باختر. پس از زمانی این مرزها تغییر شکل یافتند و می‌توان گفت که رستمدار سرزمینی را که از آمل تا گیلان ادامه می‌یافت شامل می‌شد. رویان نام زمین‌های هموار بود ولی همچنین به سرتاسر رستمدار نیز اطلاق می‌گشت.

### گستره کلارستاق
کلارستاق منطقه ای دهستانی ساحلی و کوهستانی در طبرستان و رستمدار است که از دو بخش غربی و شرقی تشکیل شده و به مرکزیت رود سرداب‌رود از هم جدا می‌شوند. بخش کلارستاق شرقی از رود چالوس و کلارستاق غربی از رود پلنگاب‌رود که به ترتیب کلارستاق را از بخش‌های کجور و لنگا جدا می‌کنند، ادامه دارد. کلارستاق از جنوب بدست ارتفاعات تخت سلیمان و کندوان در کوه‌های البرز مرکزی از طالقان جدا می‌شود. کلارستاق از چهار دهستان تشکیل می‌شود؛ بخش جلگه‌ای کلارستاق در کنار خط ساحلی شامل چالوس و هچیرود، دهستان بیرون بشم در کنار دره چالوس در مرکز منطقه، دهستان کوهستان در جنوب و کلاردشت در غرب تا جنوب غربی که روی هم شامل ۱۲۰ سکونتگاه می‌شوند.
مرکز اداری بخش شمالی کلارستاق شهر چالوس، مرکز بیرون بشم و کوهستان، مرزن آباد و مرکز کلاردشت حسن‌کیف است.
فردوسی:
| که مازندران شهر ما یاد باد |  | همیشه بر و بومش آباد باد |

برخی ریشه نام مازندران را آمیخته‌ای از ماز به معنی بزرگ و نیز میانه، ایندیرا و آن پس وند مکان دانسته‌اند و در نتیجه عبارت «مازیندیران» را به معنی جایگاه دیو بزرگ، ایندیرا می‌دانند. گواه آن را هم شاهنامه دانسته‌اند که در آن از مازندران به عنوان جایگاه دیو سفید نام برده است و نیز ایندیرا را کوهی دانسته است در میانه این سرزمین. بر پایه همین موضوع ملک الشعراء بهار بیت زیر را سروده است:
| ای دیو سپید پای در بند!  |  | ای گنبد گیتی! ای دماوند!  |
| از سیم به سر یکی کله‌خود  |  | زآهن به میان یکی کمربند   |
| تا چشم بشر نبیندت روی    |  | بنهفته به ابر، چهر دلبند  |
| با شیر سپهر بسته پیمان   |  | با اختر سعد کرده پیوند    |
| چون گشت زمین ز جور گردون |  | سرد و سیه و خموش و آوند   |
| بنواخت ز خشم بر فلک مشت  |  | آن مشت تویی تو ای دماوند! |
| تو مشت درشت روزگاری      |  | از گردش قرنها پس افکند    |
| ای مشت زمین! بر آسمان شو |  | بر ری بنواز ضربتی چند     |
| نی نی، تو نه مشت روزگاری |  | ای کوه! نیم ز گفته خرسند  |
| تو قلب فشردهٔ زمینی       |  | از درد ورم نموده یک چند   |
| شو منفجر ای دل زمانه!    |  | وآن آتش خود نهفته مپسند   |
| خامش منشین، سخن همی گوی  |  | افسرده مباش، خوش همی خند  |
| ای مادر سر سپید! بشنو    |  | این پند سیاه بخت فرزند    |

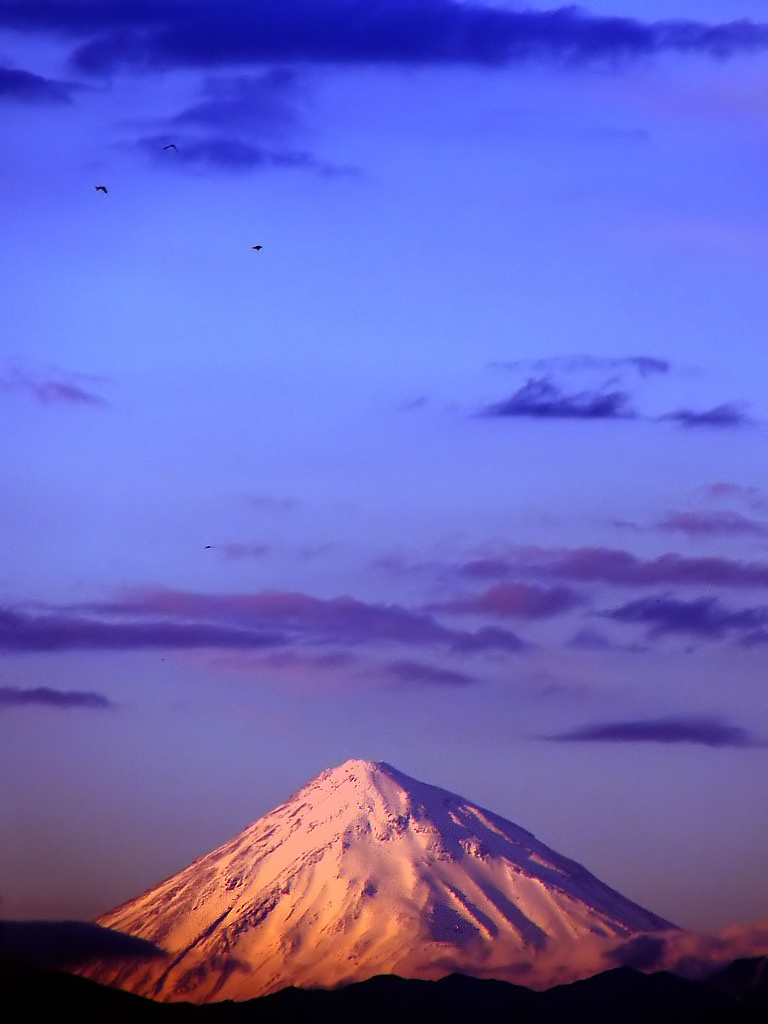
قله دماوند در استان مازندران

پندار دیگر آنست که «ایندرا» را از خدایان افسانه‌ای آریایی بدانیم که در نوشته‌های سانسکریت همانند «ریگ ودا» دیده می‌شود؛ «ایندرا» خدای باران، آذرخش و تندر، جنگاوری و فرمانروای دیوان (خدایان) است و بهشت را در دست دارد. سوار بر ابرها باران می‌آورد و بیابان‌ها را بوستان می‌کند. اژدهای خشکسالی در کوهستان را نابود می‌سازد. «ایندرا» در کوه خانه دارد. در اوستا، «ایندرا» دیو بی‌هنجاری و در ستیز با اردیبهشت است.
نام کهن و اصلی مازندران تبرستان است که در واقع تپورستان بوده و علت نامگذاری آن وجود قوم؛ البی که در آن وجود دارد به نام قوم تپور می‌باشد که از شهر بابل تا شهر گرگان ادامه دارد. از اقوام دیگر مازندران قوم آمارد است که مرکز آن آمل و از آمل تا تنکابن و قوم کادوس از تنکابن تا رامسر هستند.
برخی نام مازندران را به شکل ماز + اندر + آن می‌دانند. ماز در زبان مازندرانی به زنبور عسل گفته می‌شود و کسانی که این ریشه یابی را پذیرفته‌اند معنای مازندران را «جایی که زنبورعسل در آن هست» می‌دانند.
به باوری دیگر، نام مازندران برگرفته از کوه ماز است. پس مازندران سرزمینی است که کوه ماز در آن جای دارد (ماز+اندر+آن). رشته کوه ماز در جنوب مازندران، در راستای غرب به جنوب شرق کشیده شده است. رشته کوه ماز هم راستا با دوبرار در دشت لار و پلور است که تا فیروزکوه پیش می‌رود. مردم دماوند هنوز به این کوه بلند که در شمال شهر دماوند امتداد یافته، ماز می‌گویند. از سوی دیگر در لاسم و در میان رشته کوه دوبرار، قله‌های بلندی مانند انگمار، سیاه کمر دیده می‌شود که یکی از آن‌ها قله بلند ماز است. منوچهری دامغانی (قرن پنجم) واژه «ماز» را به همراه مازندران در یک بیت می‌آورد:
| برآمد یکی ابر مازندران |  | چو مار شکنجی و ماز اندر آن |

می‌دانیم منوچهری دامغانی سراینده زبردستی در نگاشتن طبیعت در سروده‌های خود بوده و همچنین سال‌ها در مازندران زیسته است. «ماز» در اینجا همان کوه ماز است که ابرها چون ماری به خود پیچیده، آن کوه را دربر گرفته‌اند. گروهی، ماز را پیچ و خم می‌دانند، ولی واژه «شکنج» در «مار شکنجی» خود به معنی پیچ و خم است و آوردن واژه‌ای دیگر (که ماز باشد) به معنی پیچ و خم در اینجا، درست نمی‌نماید. ابن اسفندیار در کتاب تاریخ تبرستان به سال ۶۱۳ هجری می‌نویسد: و مازندران محدث است به حکم آنکه مازندران بحد مغربست و به مازندران پادشاهی بود چون رستم زال آنجا شد او را بکشت. منسوب این ولایت را موز اندرون گفتند به سبب آنکه موز نام کوهیست از حد گیلان کشیده تا به لار و قصران که موز کوه گویند همچنین تا به جاجرم. گروهی نیز به این دلیل که در گذشته این سرزمین پر از گوزن بوده و مازن نیز به معنای گوزن بوده و از طرفی دران را نیز به معنای درندگان می‌باشد اینگونه برداشت کرده‌اند که دران به معنای درنده کنایه از ببر مازندران است و چون این سرزمین در گذشته پر از گوزن و ببر بوده مردم آن سرزمین را به این نام خواندند.
مازندران کنونی در درازای تاریخ، شاهد رویدادهای فراوان سیاسی، اجتماعی و فرهنگی بوده است. در اهمیت سرگذشت رویدادهای تاریخی این استان، کافی است که گفته شود هیچ‌یک از مناطق ایران به اندازه این سرزمین، شاهد رویدادهای تاریخی نبوده است.
به همین سبب است که نویسندگان و گذشته‌نگاران ایرانی و خارجی، فراز و نشیب‌های تاریخی این سرزمین را در کتاب‌هایی نوشته‌اند. از نوشته نویسندگان روسی دربارهٔ مازندران، تاریخ مازندران و استرآباد نوشته‌های رابینو، و از نوشته‌های نویسندگان مازندرانی، تاریخ طبرستان و رویان و مازندران نوشته‌های میر ظهیرالدین مرعشی، و از نوشته‌های نویسندگان ایرانی، تاریخ طبرستان به کوشش اردشیر برزگر و مازندران از قدیم‌ترین ایام تا به امروز، نوشته محمد مشکور را می‌توان نام برد. اما این که نام مازندران از چه زمانی در این سرزمین همگانی شد دوگانگی دیدگاه وجود دارد. بعضی از گذشته‌نگاران بر این باورند از زمان ابن اسفندیار و یاقوت، به جای هیرکانیا واژه مازندران بکار برده شده است گروهی هم تاریخ به‌کارگیری واژهٔ مازندران را پس از سده چهارم هجری قمری می‌دانند.

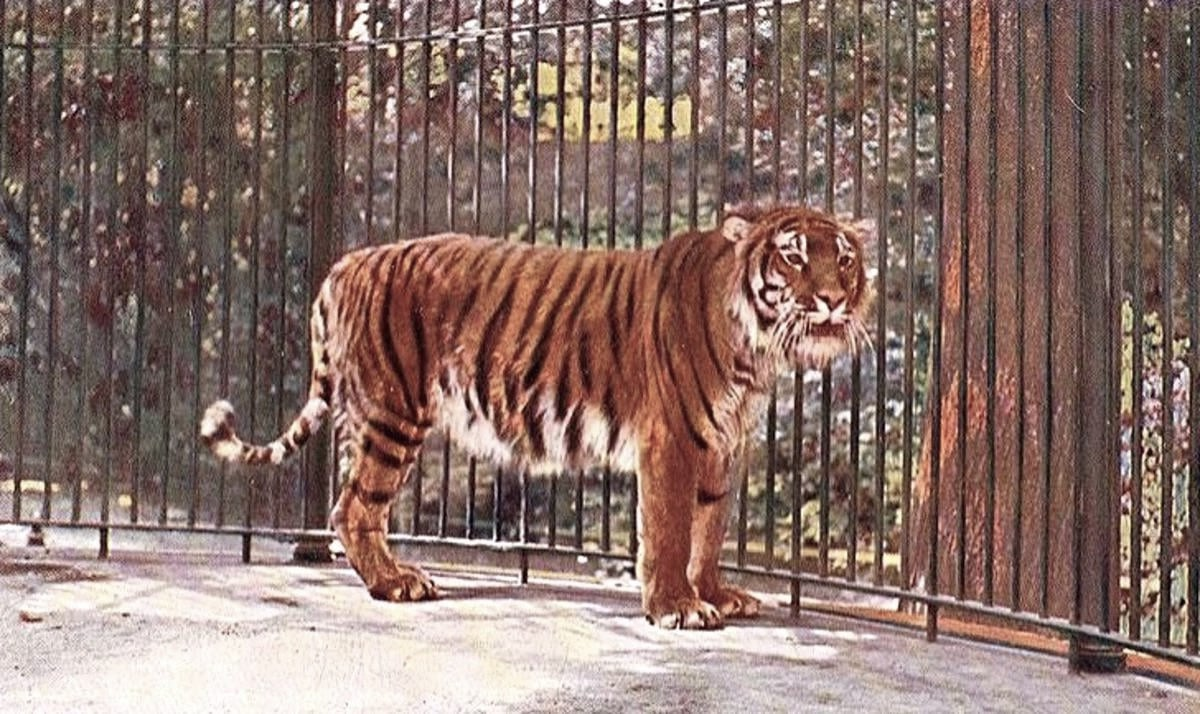
ببر مازندران

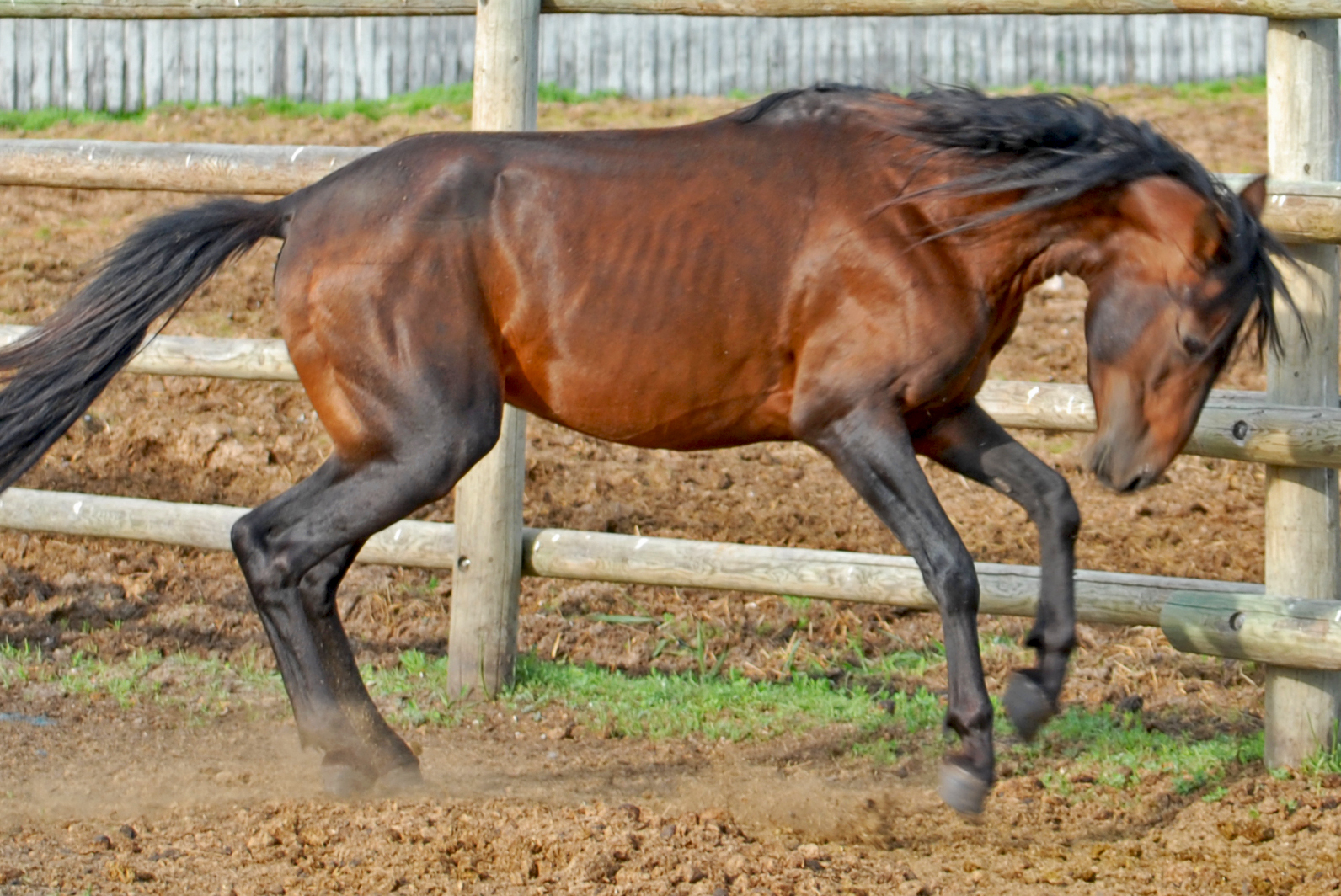
اسب کاسپین

| چنین گفت کز شهر مازندران     |  | یکی خوشنوازم ز رامشگران      |
| اگر در خورم بندگی شاه را     |  | گشاید بر تخت او راه را       |
| برفت از بر پرده سالار بار    |  | خرامان بیامد بر شهریار       |
| بگفتا که رامشگری بر درست     |  | ابا بربط و نغز رامشگرست      |
| بفرمود تا پیش او خواندند     |  | بر رود سازانش بنشاندند       |
| به بربط چو بایست بر ساخت رود |  | برآورد مازندرانی سرود        |
| که مازندران شهر ما یاد باد   |  | همیشه بر و بومش آباد باد     |
| که در بوستانش همیشه گلست     |  | به کوه اندرون لاله و سنبلست  |
| هوا خوشگوار و زمین پرنگار    |  | نه گرم و نه سرد و همیشه بهار |
| نوازنده بلبل به باغ اندرون   |  | گرازنده آهو به راغ اندرون    |
| همیشه بیاساید از خفت و خوی   |  | همه ساله هرجای رنگست و بوی   |
| گلابست گویی به جویش روان     |  | همی شاد گردد ز بویش روان     |
| دی و بهمن و آذر و فرودین     |  | همیشه پر از لاله بینی زمین   |
| همه ساله خندان لب جویبار     |  | به هر جای باز شکاری به کار   |
| سراسر همه کشور آراسته        |  | ز دیبا و دینار وز خواسته     |
| بتان پرستنده با تاج زر       |  | همه نامداران به زرین کمر     |

### ریشه‌شناسی واژه مازندران
از دیدگاه زبان‌شناسی همواره با گذر زمان، ریشه بسیاری از واژگان و علت نامگذاری آنها، در خرمنی از پیچیدگی فرومی‌رود و گمانه‌های گوناگونی درباره با وجه تسمیه انتخاب واژگان پدید می‌آید. یکی از این واژگان «مازندران» است.
به علت وجود دوگانگی تاریخی و اسطوره‌ای درباره «مازندران»، نیاز به برداشت معنی و مفهوم این واژه بیشتر احساس می‌شود. ریشه‌شناسی و رمز گشائی واژگان، یکی از راهکارهای کارساز در پی بردن به شناسه تاریخی، ادبی، فرهنگی، جغرافیایی و حتی اقلیمی پیوسته به یک واژه است. با توجه به سخنان بالا درباره ریشه واژه مازندران، در سخنان پایانی پژوهشگران و همچنین در نگاهی نو، گمانه‌ها و برداشت‌ها درباره ریشه واژه مازندران به شرح ذیل است:
۱- برداشت نخست از معنی مازندران، به سرزمین بسته در میان دیوار، دژ یا کوه اطلاق می‌گردد.
۱–۱-ابن اسفندیار نویسنده کتاب تاریخ طبرستان در ۶۱۳ ه‍. ق، بر این گمانه است که مازندران تغییر یافته «موز اندرون» است و بیان می‌دارد: «این ولایت را موز اندرون می‌گفتند.»
۱–۲-مرعشی گمانه مشابه‌ای دارد و مازندران را منسوب به ماز و مازیار می‌داند. او می‌گوید: «و نام مازندران محدث است، و به تجدید مازندران می‌گفتند به سبب آن که ماز نام کوهی است، از گیلان کشیده است تا به لار و قصران و به قول بعضی مازیار بن قارن دیواری تا حد گیلان بساخت؛ و هنوز عمارت آن به جای است؛ و چند تا دروازه فرموده ساختند و دربان نشاندند تا کسی بی‌اذن او آمد و شد نتواند کردن و آن دیوار را ماز می‌خواندند و درون او را مازاندرون می‌گفتند.»
از طرفی، صادق کیا به نقل از احیاء الملوک از ملک شاه حسین سیستانی چنین گفته است: «و این مازندران را موزه اندرون می‌گویند؛ زیرا که کوهی که این بلاد را در میان گرفته موزه کوهی می‌گویند. از کثرت استعمال مازندران می‌گویند.»
این گزارش از مازندران، به ویژه مازندران ایران زمانی قوت می‌گیرد که این سرزمین در گذشته همواره بسته در میان دژها و کوه‌ها بوده است و چنان‌که گذشته نگارانی چون استرابو در بیان هیرکانیا می‌گویند، به علت یورش پیاپی قبایل بدوی، سایر مناطق بدون حصار طبیعی، مانند دشت گرگان یا سایر مناطق قابل نفوذ، بدست دیوارهایی بلند بسته می‌شده است. این برداشت از معنی مازندران، با مازندران شاهنامه هم تا جایی سازگاری دارد، و البته با برخی نقاط دیگر که به مازندران شهرت دارد.
۲-از آنجا که برپایه دیدگاه برخی مورخان، مازندران از ریشه «ماز (ماز+ اندر آن) و موز (موز+ اندرون)» می‌باشد، لذا بررسی این واژه، در زبان فارسی، پهلوی، عربی، لاتین و همچنین گویش بومی مازندرانی شاید راهگشا باشد، و با توجه به معانی واژه ماز و موز، گزارش‌های گوناگونی از این واژه می‌توان ارائه نمود.
۲–۱-ماز در لغت‌نامه دهخدا «مطلق چین و شکنج» را گویند. چین. نورد. پیچ و خم. با اشاره به ابیاتی چون:
| ای من رهی آن روی چون قمر |  | وان زلف شبه رنگ پر ز ماز |

(شهید)
و یا،
| برآمد یکی ابر مازندران |  | چو مار شکنجی و ماز اندر آن |

(منوچهری دامغانی)
که گویا در بیان سرزمین مازندران گفته شده است؛ و واژه «مازندران» و «ماز اندر آن» در آن قابل توجه و اندیشه است.
| یکی خشت شاهی پر ماز و پیچ |  | به کف داشت وز رنج ناسود هیچ |

(اسدی)
1. ماز اندرآن اشاره به ناحیه جلگه‌ای دارد که درون آن مزارع و شالیزار می‌باشد. در مناطق جلگه‌ای مازندران و گیلان پیاپی از پسوند و پیشوند «ماز» برای نام‌های روستاها استفاده شده است.
2. شباهت "ماز 𐬨𐬀𐬰" در نوشتار اوستایی (مازندران 𐬨𐬀𐬰𐬀𐬌𐬥𐬌𐬌𐬀) و (اهورا مازدا 𐬀𐬵𐬎𐬭𐬋 𐬨𐬀𐬰𐬛𐬃) دیده می‌شود. گویا مازندران در ارتباط با اهورامزدا می‌باشد.

## جغرافیا

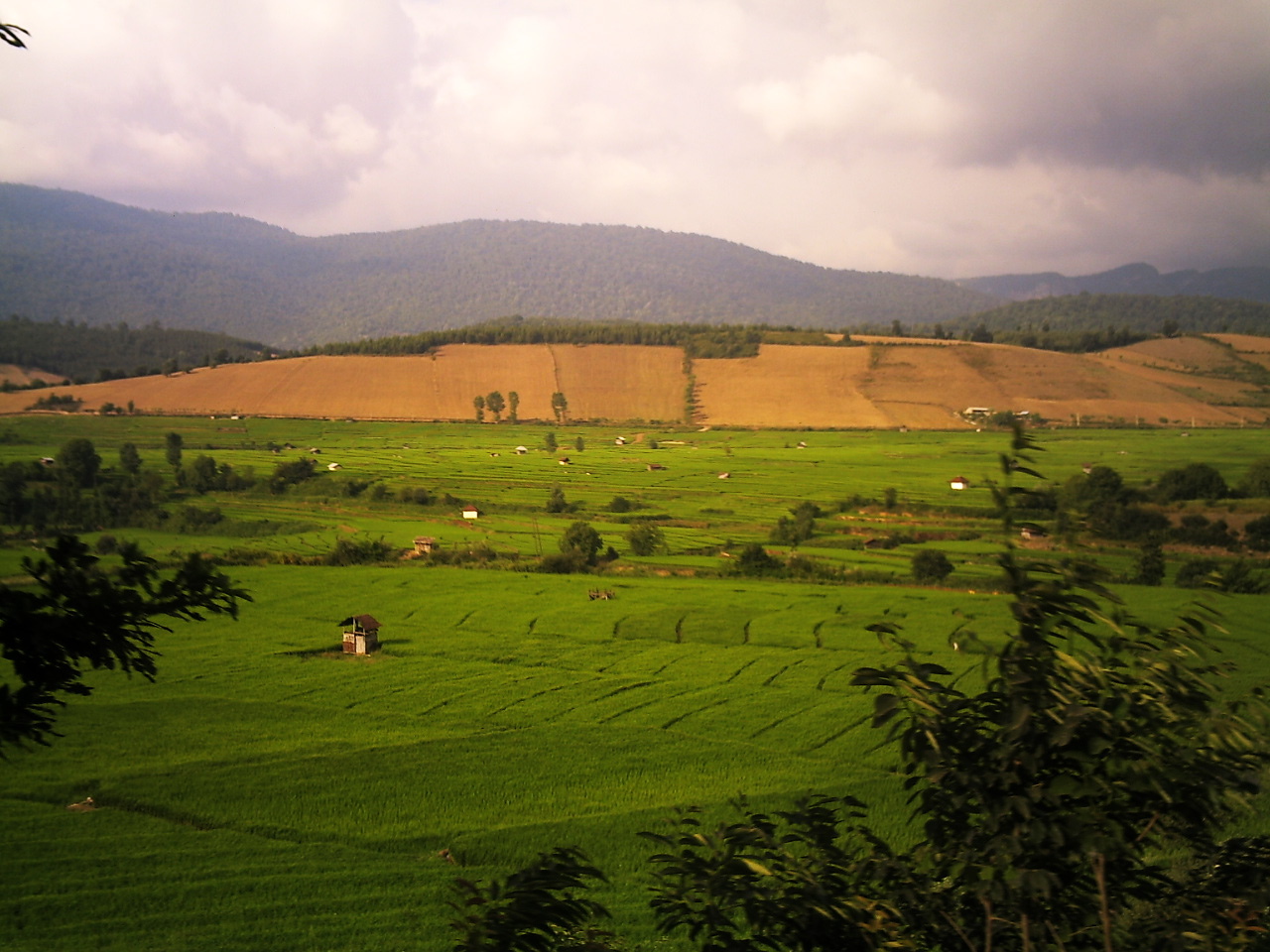
شالیزاری در مازندران

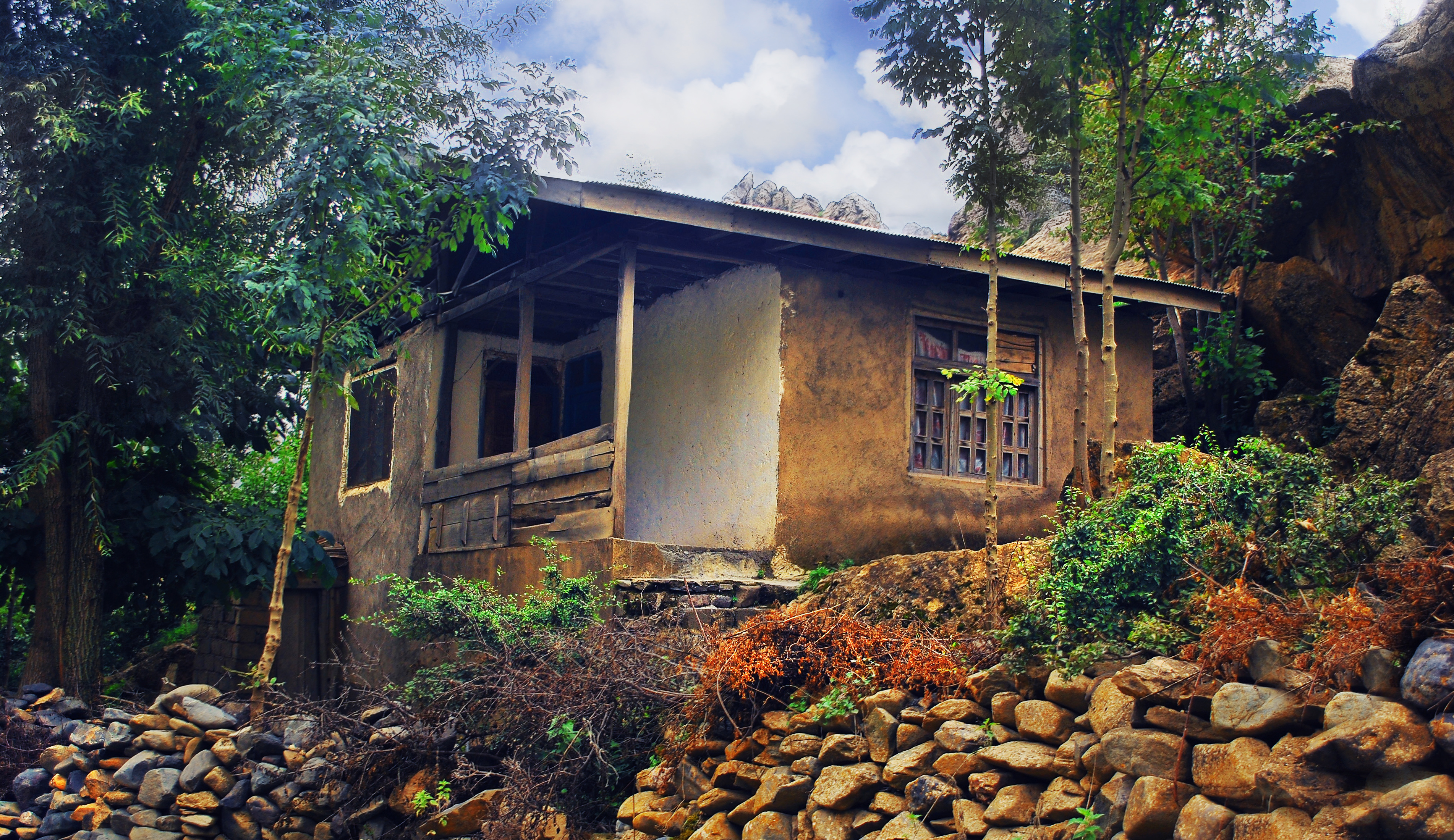
خانه‌ای در میان جنگل‌های مازندران

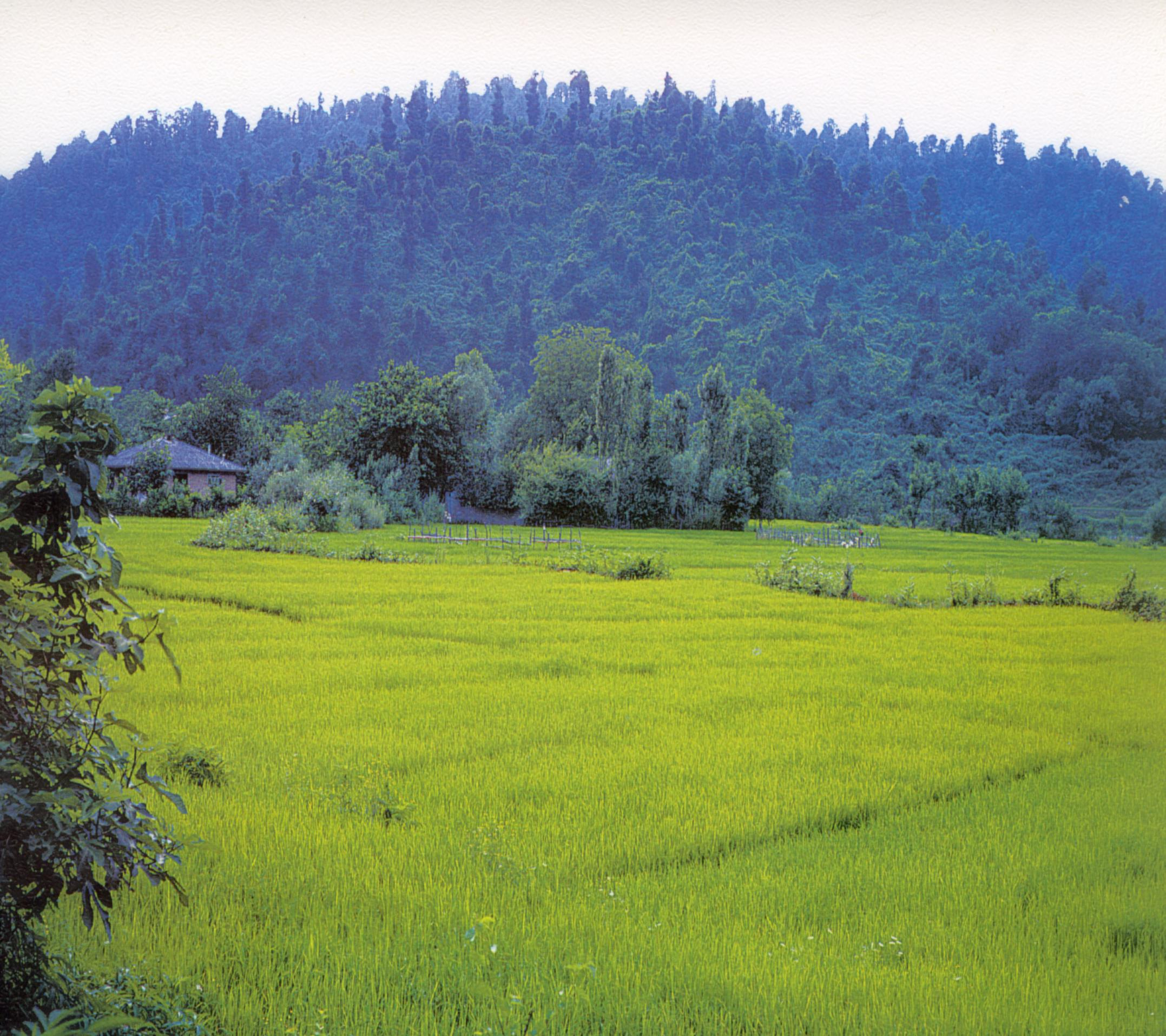
طبیعت مازندران

مازندران به خاطر جغرافیای گوناگون آن که شامل جلگه‌ها، چمنزارها، بیشه‌ها و جنگل‌های هیرکانی با صدها گونه گیاهی بی‌همتا در جهان است و آب و هوای گوناگون آن از سواحل شنی با پست‌ترین نقطه، تا کوهستان‌های ناهموار و همیشه پوشیده از برف البرز و با داشتن یکی از هفت آتشفشان شناخته شده جهان، کوه دماوند، بسیار شناخته شده است.
رشته‌کوه‌های البرز همچون سدی بلند مازندران را به دو قسمت جلگه‌ای و کوهستانی تقسیم کرده است و به همین دلیل این استان از قسمت داخلی ایران جدا شده است. بخشی از البرز غربی و البرز شرقی و تمامی البرز مرکزی در این گستره قرار دارد و شیب زمین از منطقه کوهستانی به سوی جلگه و دریا کاهش می‌یابد. رشته کوه البرز دارای کوه‌های فرعی است که از جنوب به شمال یا به روبه‌روی دریا کشیده شده‌اند. از بلندترین قله مازندران می‌توان بادله کوه، کوه چنگی و کوه سفید را در شهرستان ساری نام برد. بلندترین قله‌هایی که به روبه‌روی دریا کشیده‌شده است عبارتند از سیالان با ارتفاع ۴۱۲۵ متر از سطح دریا و تخت سلیمان با بیش از ۴۰۰۰ متر ارتفاع از سطح دریا در جنوب شرقی شهرستان تنکابن و قله شور، خرو نرو در سوادکوه، کلارآباد و سیاه سنگ در شهرستان نوشهر است.
جنگل‌های مختلط کاسپینی هیرکانی یک زیست‌منطقه در زیست‌بوم جنگل‌های مختلطِ پهن‌برگِ کرانه جنوبی دریای مازندران به گستره ۵۵٬۰۰۰ کیلومتر مربع است که در کرانه جنوبی و جنوب غربی دریای مازندران و در دو کشورِ ایران و جمهوری آذربایجان است. این جنگل با پیشینه ۴۰ میلیون سال یکی از ارزشمندترین جنگل‌های جهان به‌شمار می‌آید و از آن به عنوان موزه طبیعی یاد می‌شود.

### ناهمواری‌ها
در این استان قسمت جنوبی بیشتر کوهستانی و قسمت شمالی آن بیشتر جلگه‌ای و ساحلی می‌باشد. شیب آن به طرف خاور در دشت گرگان است که به رفته‌رفته به بلندی‌های غربی خراسان می‌رسد و به علت فراوانی نسبی آب و فرسایش کوه‌ها، آبرفت‌های ناشی از آن در دریا ته‌نشین شده و جلگه مازندران را تشکیل داده است.

### پوشش جانوری
در استان مازندران جانورانی چون ببر(منقرض شده)، پلنگ، خرس، گرگ، گربه وحشی، روباه، خوک وحشی، خرگوش، آهو، بزکوهی، میش و گربه ایرانی یافت می‌شوند و پرندگان استان شامل قرقاول، شاهین، اردک، قو، کبک، تیهو، قمری، جغد، قوش، کرکس، حواصیل و کلاغ هستند و از خزندگان می‌توان به انواع مار و لاک‌پشت اشاره کرد. در کناره‌های ساحلی انواع پرندگان مهاجر از جمله اردک، غاز، پرلا، پلیکان و چنگر در فصول سرد سال دیده می‌شوند. در آبگیرها و رودهای استان نیز انواع ماهی فراوان است.

### آب و هوا
آب و هوای مازندران با توجه به وجود دریا، کوه و جنگل به دو گونه معتدل مرطوب و کوهستانی تقسیم می‌شود.

#### مرطوب و معتدل
وجود دریای مازندران و رشته کوه‌های البرز و نزدیکی این دو نماد طبیعت به یکدیگر در بخش‌های جلگه‌ای تا کوهپایه‌های شمالی البرز، آب و هوای معتدل و مرطوب را به وجود آورده است، تابستان‌های آن به ویژه در سواحل دریا گرم و مرطوب است. زمستان‌های این نواحی معتدل و مرطوب و کم یخ‌بندان می‌شود.

#### کوهستانی

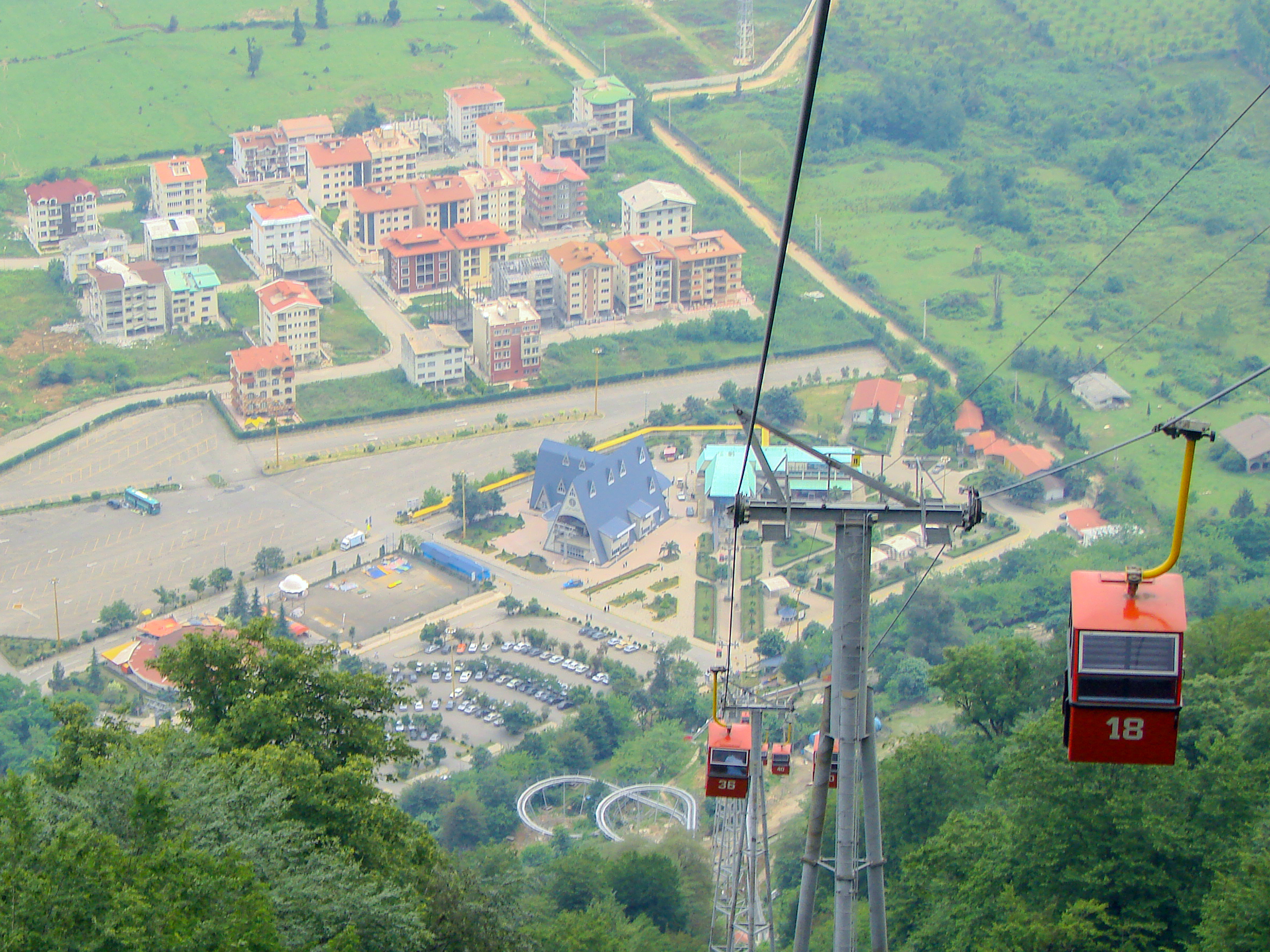
نمک آبرود در کنار شهر چالوس مازندران

شامل آب و هوای معتدل کوهستانی و آب و هوای سرد کوهستانی است. دوری از دریا و افزایش اندک‌اندک ارتفاع در زمین‌های جلگه‌ای، تغییرات خاصی را در آب و هوای این استان پدیدآورده است. به‌گونه‌ای که در ارتفاعات ۱۸۰۰ تا ۳۰۰۰ متری، آب و هوای معتدل کوهستانی با زمستان‌های سرد و یخ‌بندان طولانی و تابستان‌های کوتاه و معتدل وجود دارد. در بلندی‌های بالای ۳۰۰۰ متر که دمای هوا بسیار پایین می‌آید، دارای زمستان‌های سرد همراه با یخ‌بندان دور و دراز و تابستان‌ها کوتاه و خشک است. در این بخش‌ها هوا بیشتر برفی است و در ارتفاعات مهم چون تخت سلیمان و دماوند یخچال‌های کوهستانی و طبیعی ایجاد شده است. میانگین میزان ریزش باران در این استان کمتر از گیلان است. آزادکوه، تخت سلیمان، خلنو و علم‌کوه از کوه‌های مهم استان می‌باشند.

### منابع آب

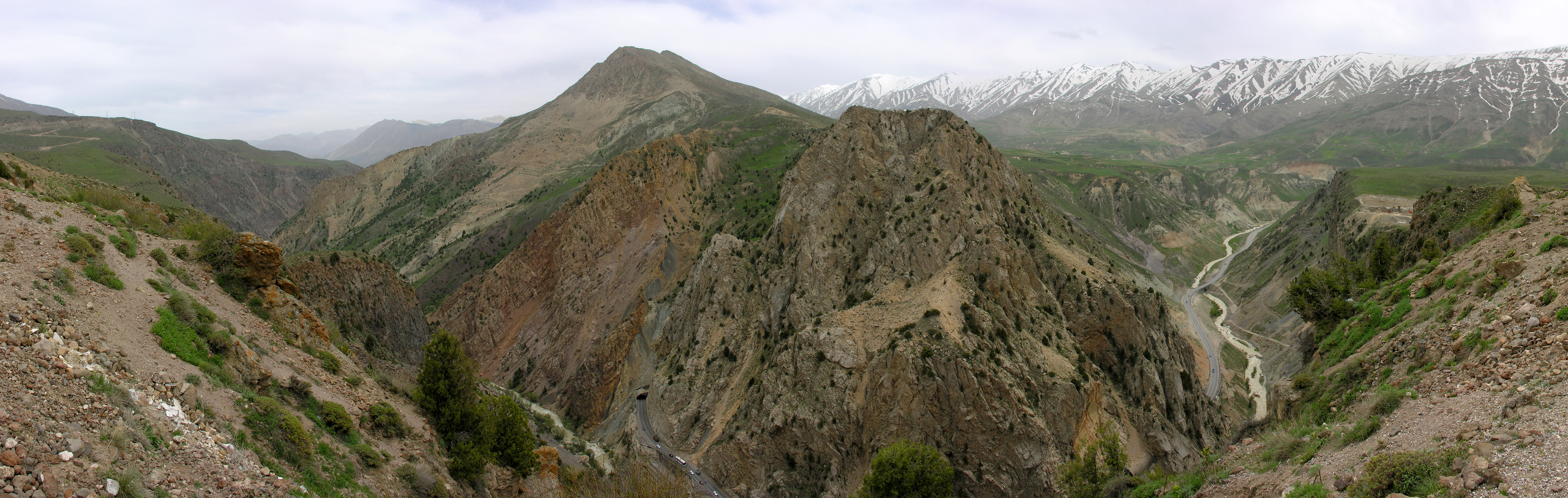
نمایی از جاده هراز و بخشی از رشته کوه البرز در منطقه زیار، بخش لاریجان در شهرستان آمل استان مازندران

### رودها

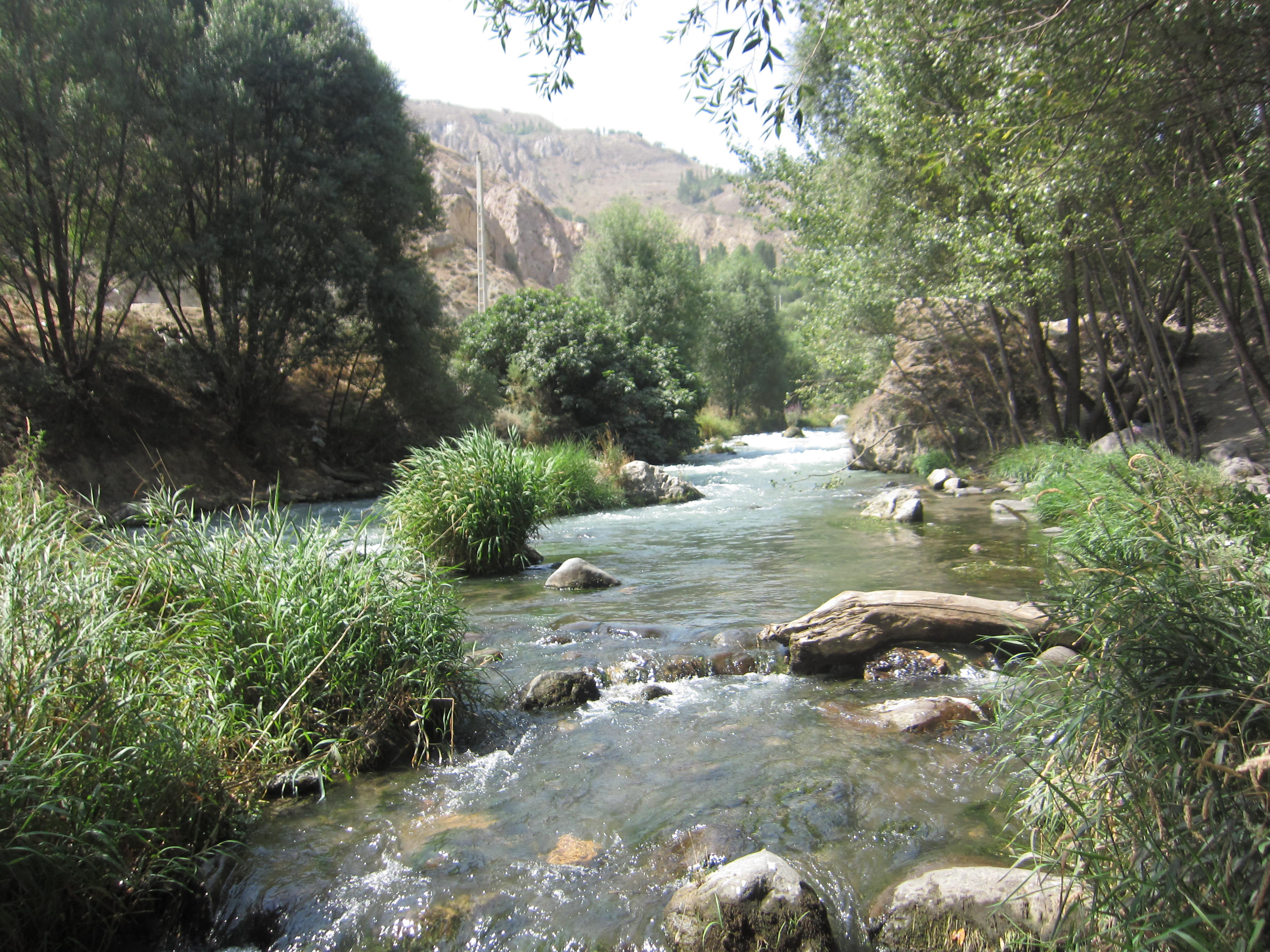
رودخانه هَراز

### سدها

سد میجران رامسر

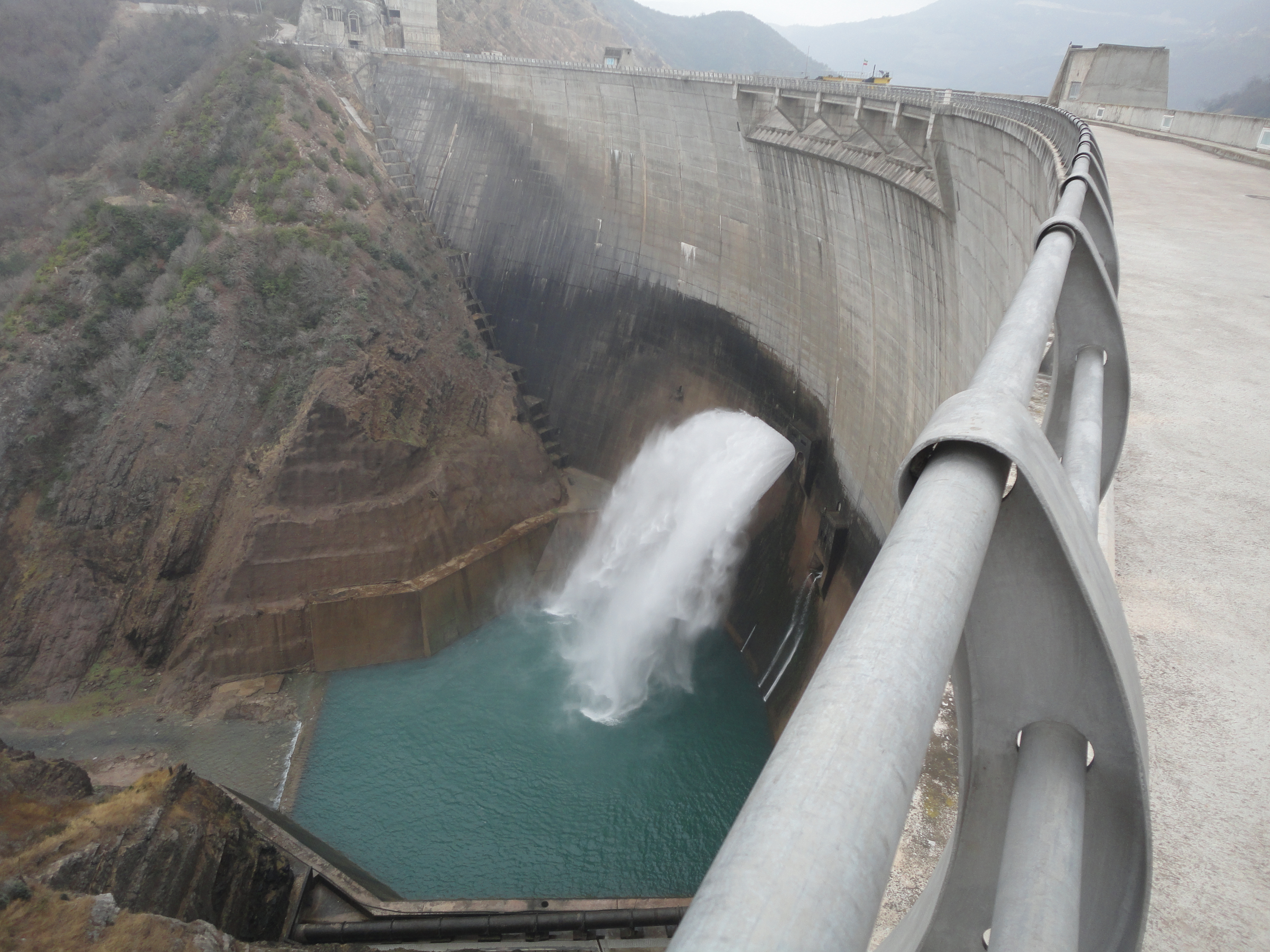
سد رجایی (سلیمان تنگه)

### دریاچه‌ها

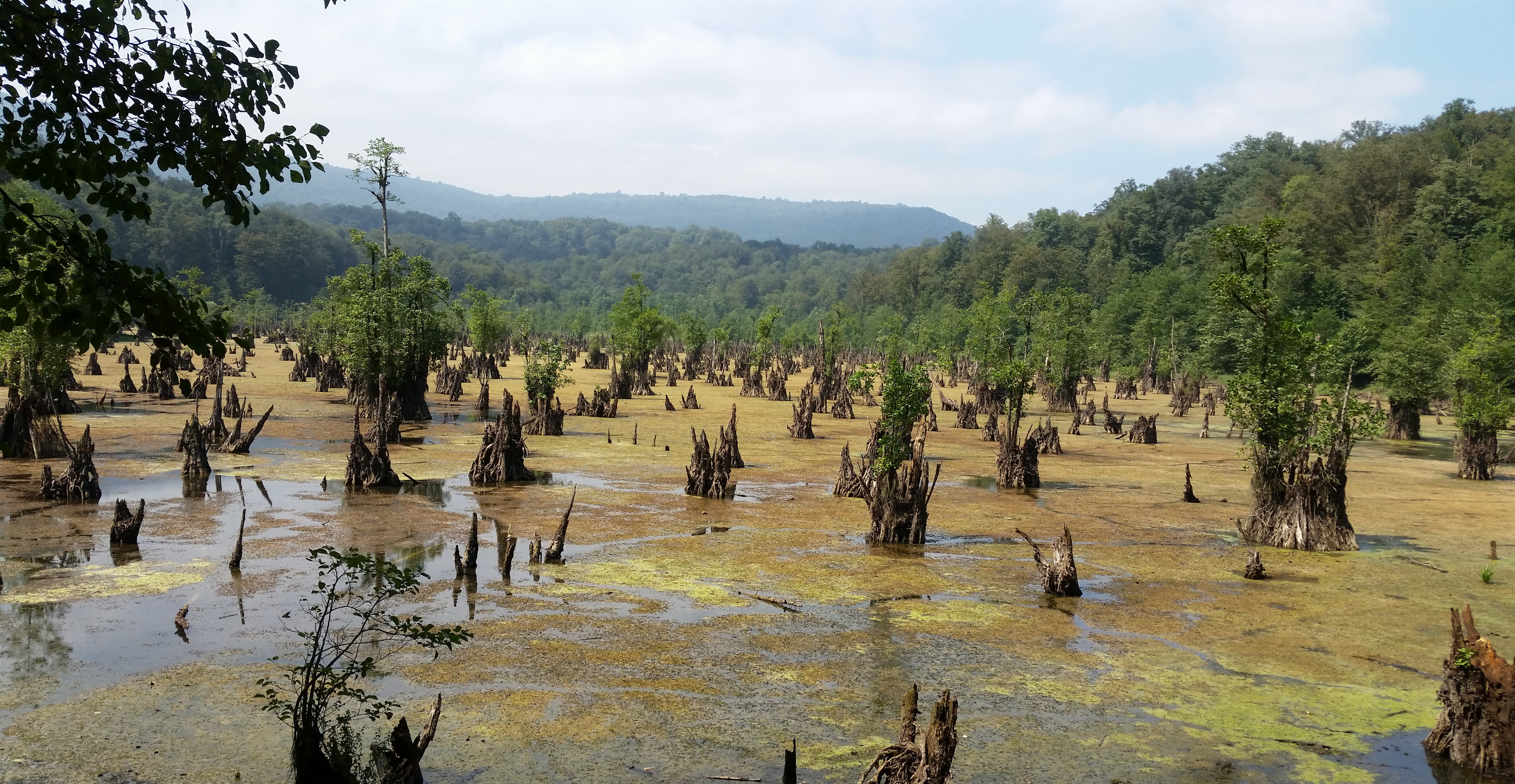
دریاچه ممرز در مازندران

## استان مازندران از آغاز قانون تقسیمات کشوری

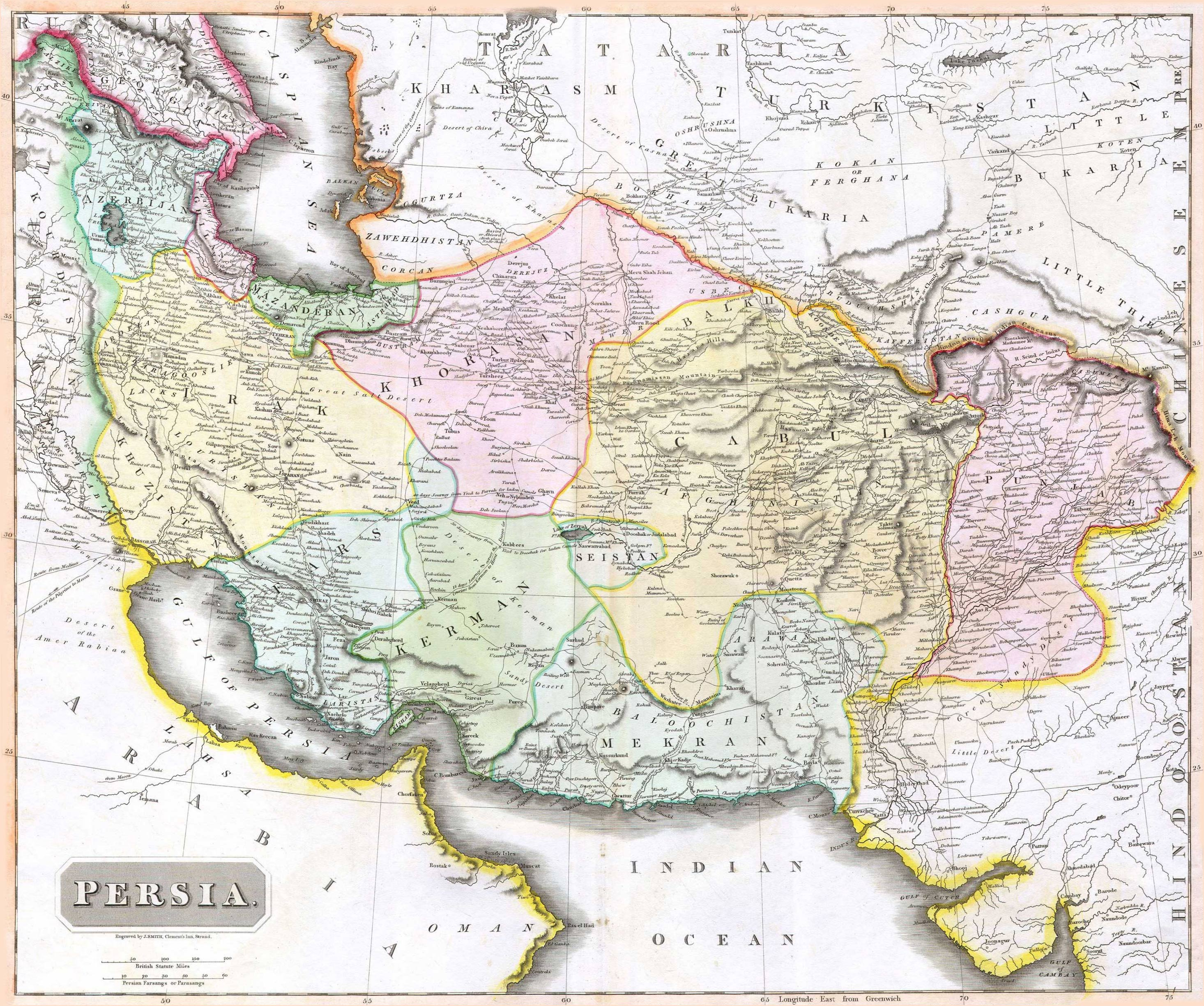
سراسرنمای نقشه قدیم ایران در ۱۸۱۴ میلادی، ایالت مازندران که چند استان کنونی را در بر می‌گرفته است

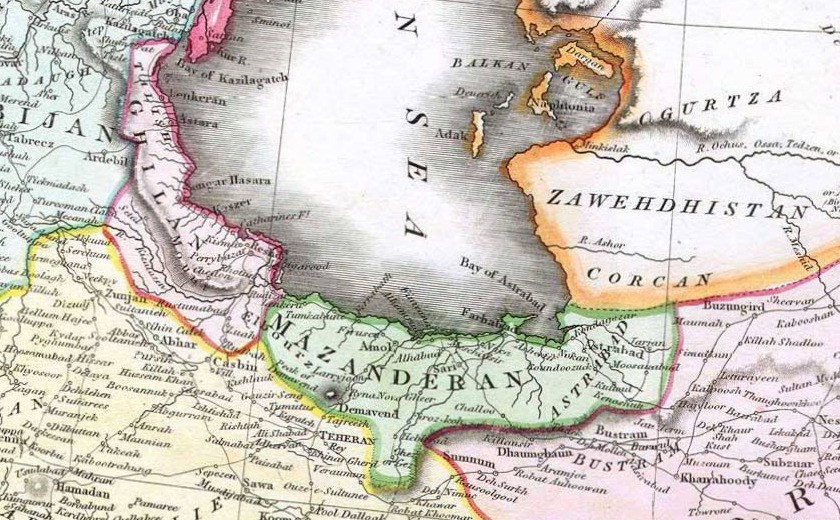
نقشه مازندران در ۱۸۱۴ میلادی

### کشتی لوچو

لوچو

##### نوروزخوانی

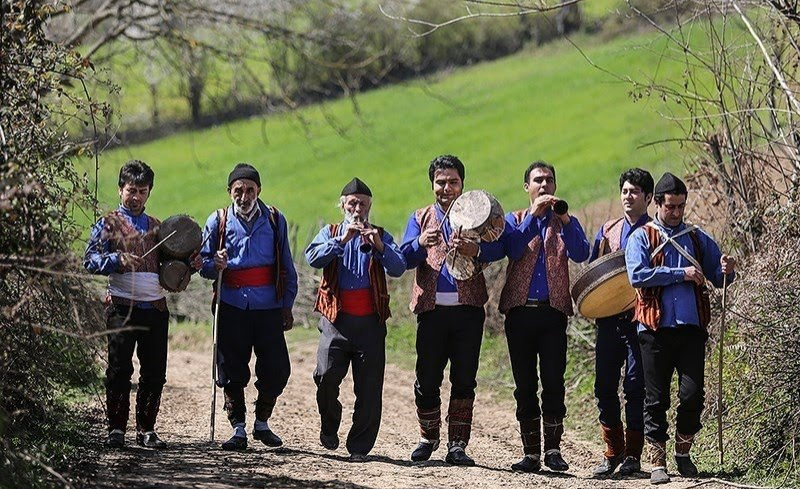
نوروز خوانی در مازندران